# FFH-Gebiet Moore der Eider-Treene-Sorge-Niederung

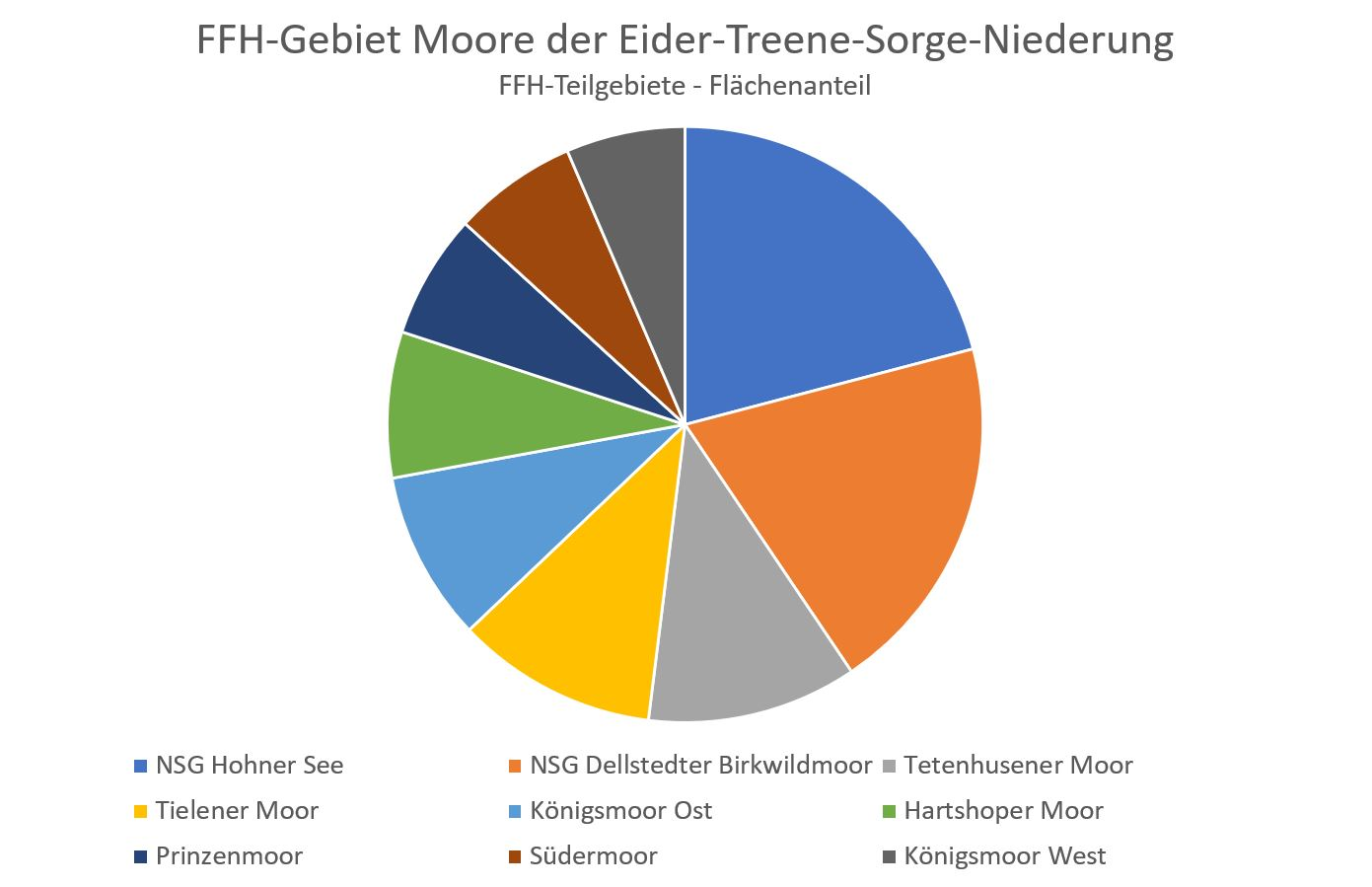
Flächenanteil der Teilgebiete

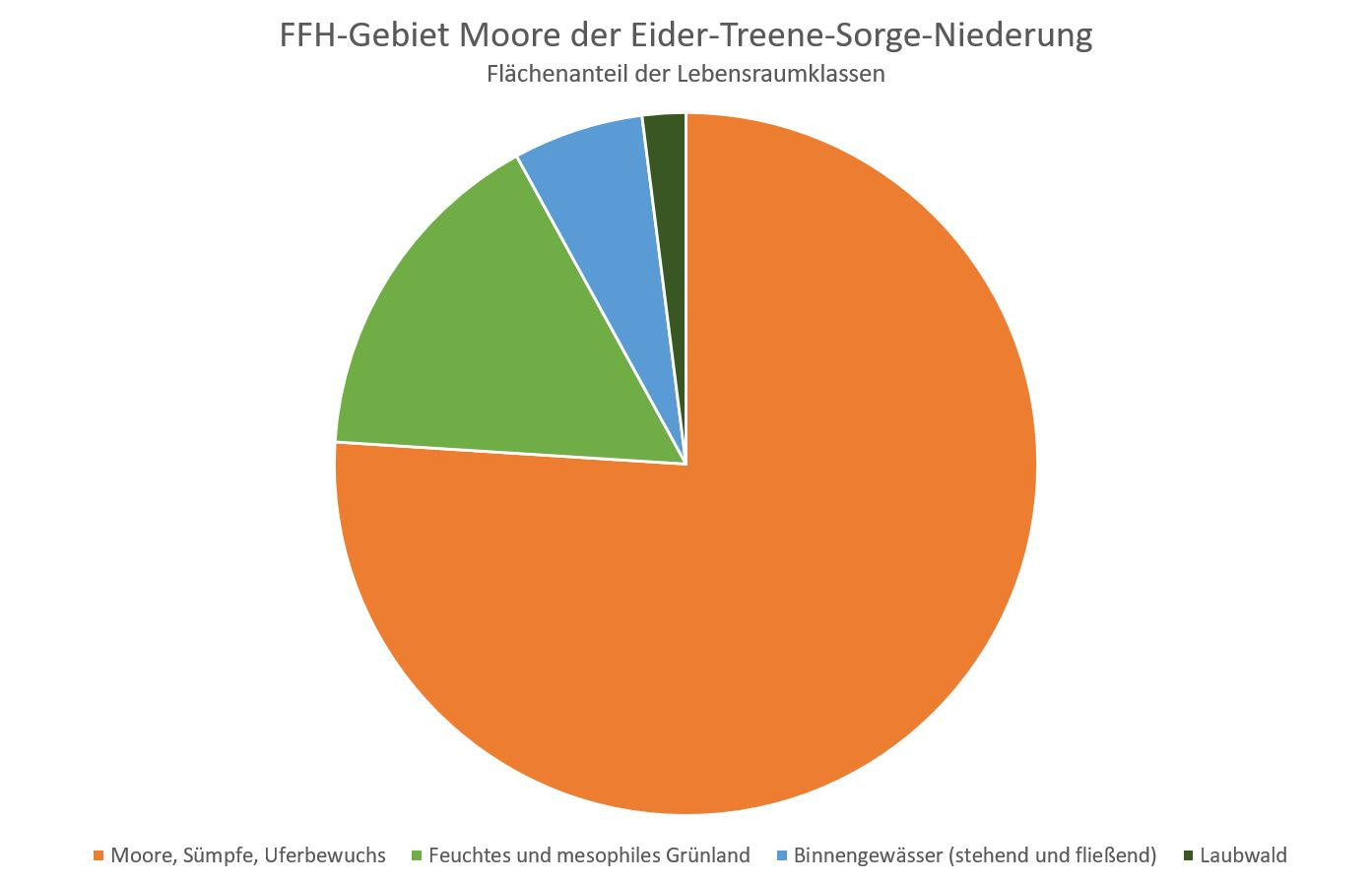
FFH-Lebensraumklasse

Das FFH-Gebiet Moore der Eider-Treene-Sorge-Niederung ist ein Natura-2000-Schutzgebiet in Schleswig-Holstein in den Kreisen Schleswig-Flensburg, Rendsburg-Eckernförde und Dithmarschen. Es ist Teil der Landschaft Eider-Treene-Sorge-Niederung, und grenzt an das östlich gelegene FFH-Gebiet Binnendünen- und Moorlandschaft im Sorgetal. Es besteht aus den zehn Teilgebieten Hartshoper Moor, Königsmoor-West, NSG Alte Sorge-Schleife, NSG Hohner See, NSG Dellstedter Birkwildmoor, Prinzenmoor, Südermoor, Tetenhusener Moor, Königsmoor-Ost und das Tielener Moor. Die größte Ausdehnung hat das FFH-Gebiet in nordwestlicher Richtung mit ca. 21 km. Dreiviertel des FFH-Gebietes besteht aus moorigem oder sumpfigem Gelände und einsechstel ist feuchtes bis mesophiles Grünland. In ganz Schleswig-Holstein gibt es keine echten Hochmoore vom FFH-Lebensraumtyp 7110 Lebende Hochmoore. Insbesondere nach dem Zweiten Weltkrieg wurden die letzten dieser Art abgetorft, entwässert und zu Acker- oder intensiv genutztem Weideland umgewandelt. Was übrig blieb, sind Moore des FFH-Lebensraumtyps 7120 Renaturierungsfähige degradierte Hochmoore. Von diesen gibt es in Schleswig-Holstein noch 85.

## FFH-Gebietsgeschichte und Naturschutzumgebung
Der NATURA 2000-Standard-Datenbogen für dieses FFH-Gebiet wurde im Juni 2004 vom Landesamt für Landwirtschaft, Umwelt und ländliche Räume (LLUR) des Landes Schleswig-Holstein erstellt, im September 2004 als Gebiet von gemeinschaftlicher Bedeutung (GGB) vorgeschlagen, im November 2007 von der EU als GGB bestätigt und im Januar 2010 national nach § 32 Absatz 2 bis 4 BNatSchG in Verbindung mit § 23 LNatSchG als besonderes Erhaltungsgebiet (BEG) bestätigt.

## FFH-Erhaltungsgegenstand

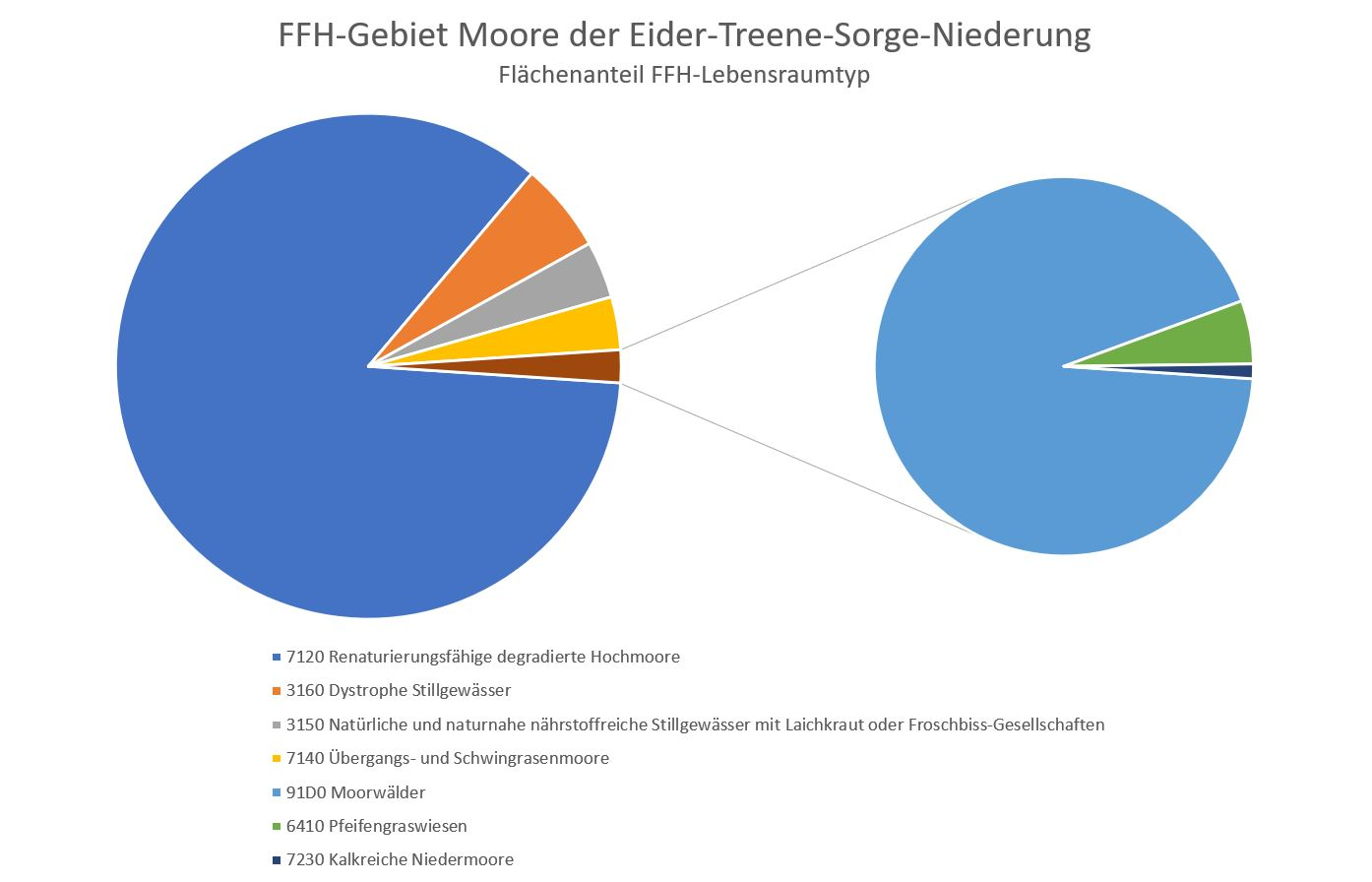
FFH-Lebensraumtyp

Laut Standard-Datenbogen vom Mai 2017 sind folgende FFH-Lebensraumtypen und Arten für das Gesamtgebiet als FFH-Erhaltungsgegenstände mit den entsprechenden Beurteilungen zum Erhaltungszustand der Umweltbehörde der Europäischen Union gemeldet worden (Gebräuchliche Kurzbezeichnung (BfN)):
Sieben FFH-Lebensraumtypen nach Anhang I der EU-Richtlinie: (* = Prioritärer Lebensraumtyp)
- 3150 Natürliche und naturnahe nährstoffreiche Stillgewässer mit Laichkraut oder Froschbiss-Gesellschaften (Gesamtbeurteilung B)[17]
- 3160 Dystrophe Stillgewässer (Gesamtbeurteilung A)[18]
- 6410 Pfeifengraswiesen (Gesamtbeurteilung C)[19]
- 7120 Renaturierungsfähige degradierte Hochmoore (Gesamtbeurteilung A)[20]
- 7140 Übergangs- und Schwingrasenmoore (Gesamtbeurteilung B)[21]
- 7230 Kalkreiche Niedermoore (Gesamtbeurteilung B)[22]
- 91D0* Moorwälder (Gesamtbeurteilung B)[23]

Zwei Arten gemäß Artikel 4 der Richtlinie 2009/147/EG und Anhang II der Richtlinie 92/43/EWG:
- 1393 Firnisglänzendes Sichelmoos (Gesamtbeurteilung A)[25]
- 1355 Fischotter (Gesamtbeurteilung C)[26]

## FFH-Erhaltungsziele
Bis auf den Fischotter wurden alle FFH-Erhaltungsgegenstände als FFH-Erhaltungsziele übernommen und damit zu FFH-Lebensraumtypen und Arten von besonderer Bedeutung für das FFH-Gebiet erklärt:
- 3150 Natürliche und naturnahe nährstoffreiche Stillgewässer mit Laichkraut Froschbiss-Gesellschaften
- 3160 Dystrophe Stillgewässer
- 6410 Pfeifengraswiesen
- 7120 Renaturierungsfähige degradierte Hochmoore
- 7140 Übergangs- und Schwingrasenmoore
- 7230 Kalkreiche Niedermoore
- 91D0 * Moorwälder
- 1393 Firnisglänzendes Sichelmoos

## Besonderheiten der FFH-Teilgebiete
Der Standard-Datenbogen beschreibt die FFH-Erhaltungsgegenstände als Summe aller Teilgebiete. Mittlerweile sind für alle FFH-Teilgebiete des FFH-Gebietes eigene Managementpläne erstellt worden. Im Folgenden sollen diese insbesondere auf Grund ihrer jeweiligen FFH-Analyse und Bewertung, sowie den daraus erstellten gebietsspezifischen Maßnahmenkatalogen separat betrachtet werden.

### FFH-Teilgebiet Hartshoper Moor

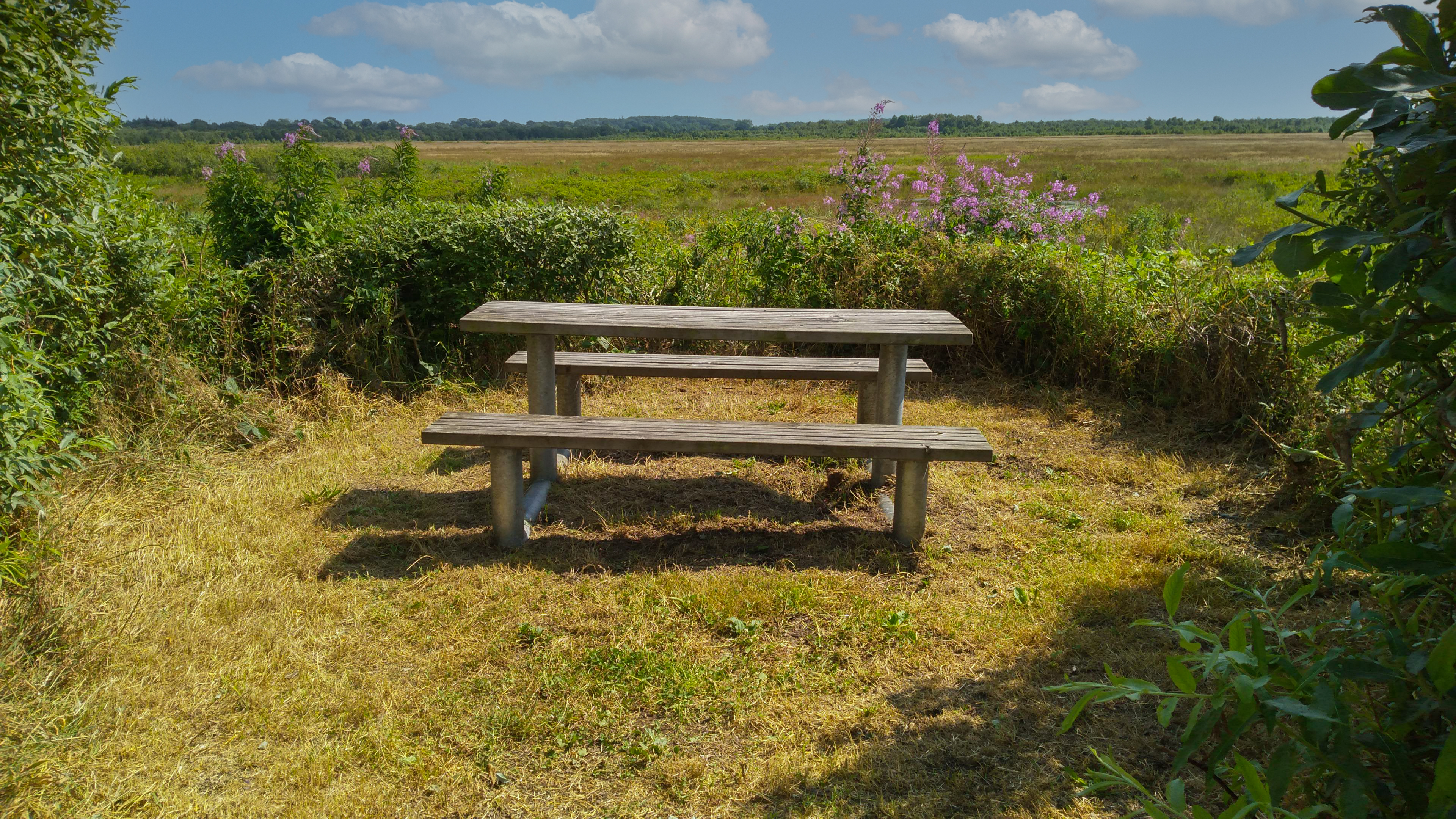
Beobachtungshügel im Hartshoper Moor

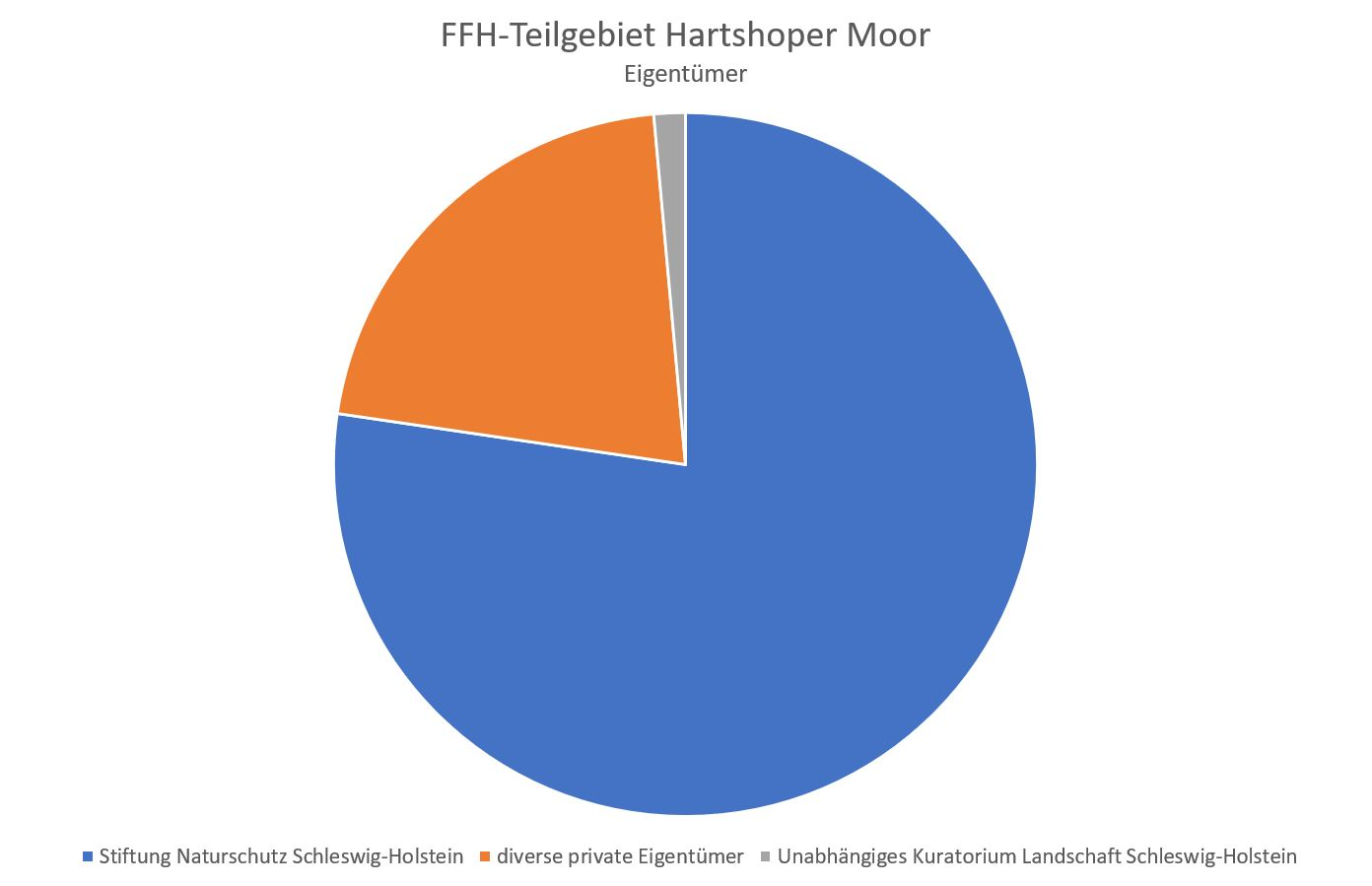
Eigentümer

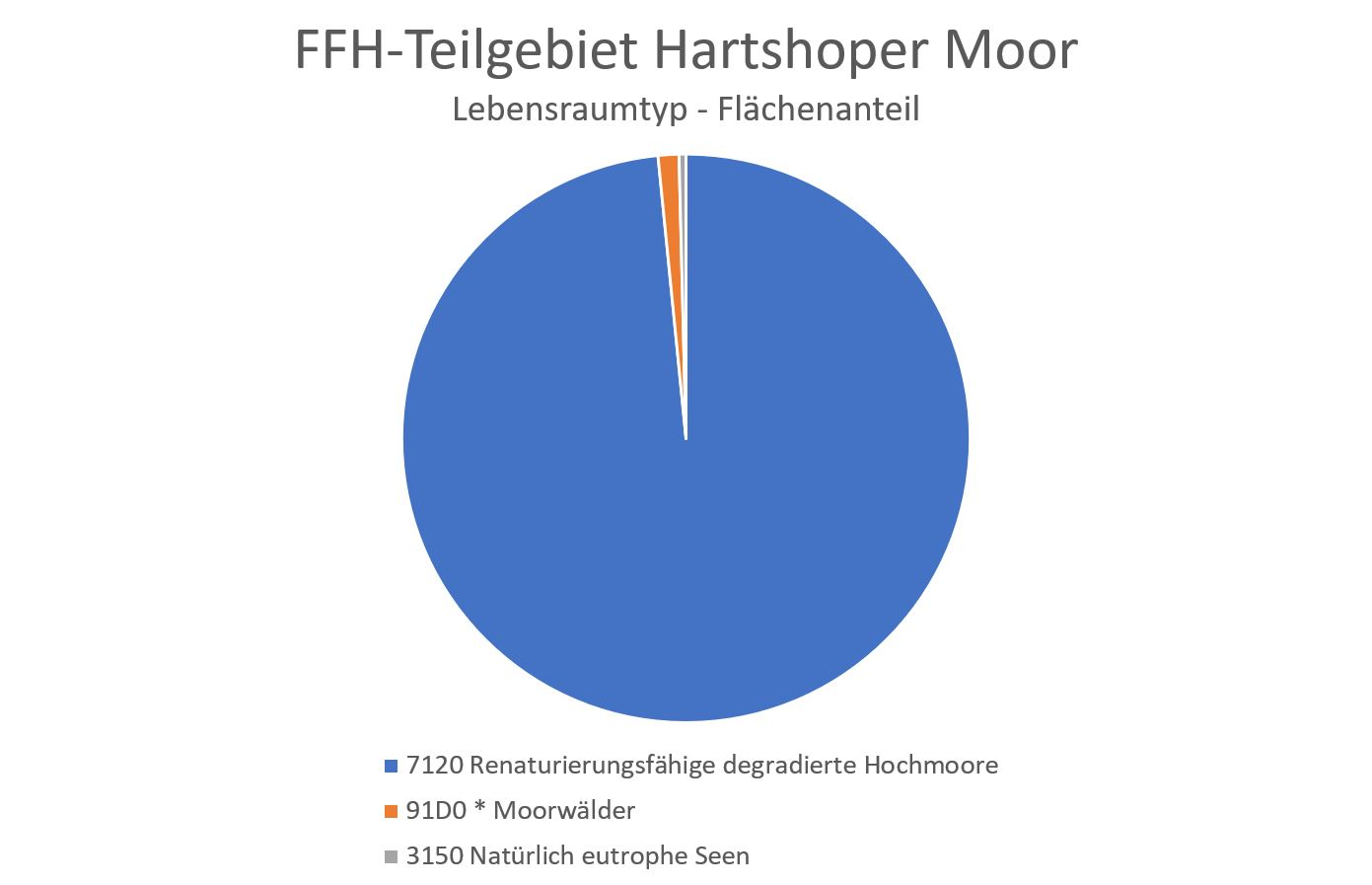
Lebensraumtyp

Das FFH-Teilgebiet Hartshoper Moor liegt zum überwiegenden Teil im Kreis Rendsburg-Eckernförde in der Gemeinde Sophienhamm südlich der Bundesstraße 202. Im Nordwesten östlich des Kanaldamms liegt ein kleiner Teil von ca. 31 ha in der Gemeinde Friedrichsgraben. Es hat eine Gesamtgröße von 250 ha. Der höchste Punkt liegt im Zentrum bei 3 m, der niedrigste bei 0 m am Nordwestrand südlich der B200. Es handelt sich um ein ehemaliges Hochmoor, das durch ein dichtes Grabennetz entwässert und dann ausgetorft wurde. Durch die Trockenlegung und anschließende Nutzung als Grünland hat sich der Boden im Moor in den letzten 200 Jahren um ca. 3 m gesenkt. Das FFH-Gebiet ist fast vollständig dem FFH-Lebensraumtyp 7120 Renaturierungsfähige degradierte Hochmoore zuzuordnen. Im Nordosten liegt ein kleiner eutropher See, der dem FFH-Lebensraumtyp 3150 Natürliche und naturnahe nährstoffreiche Stillgewässer mit Laichkraut Froschbiss-Gesellschaften zuzuordnen ist. Daneben befinden sich am Westrand ausgetorfte Moorflächen, die sich zum FFH-Lebensraumtyp 91D0 * Moorwälder ausgebildet haben. Das FFH-Teilgebiet ist zum überwiegenden Teil im Besitz der Stiftung Naturschutz Schleswig-Holstein. Alle Grünlandflächen der Stiftung werden nur noch extensiv genutzt. Für den Besucher stehen mehrere Wander- und Radwege zur Verfügung. Es gibt zwei Parkplätze und sechs Informationstafeln des Besucherinformationssystems (BIS) für Naturschutzgebiete und NATURA 2000-Gebiete in Schleswig-Holstein mit robusten Metallspendern für das Faltblatt „FFH-Gebiet Hartshoper Moor“ mit vielen Informationen zur Gebietsgeschichte, Flora und Fauna, sowie zwei Aussichtstürme zur Vogelbeobachtung. Für das FFH-Teilgebiet wurde vom LLUR noch kein Betreuer geschützter Gebiete in Schleswig-Holstein gem. § 20 LNatSchG ernannt. Nur für den Part des Europäischen Vogelschutzgebietes DE-1622 493 „Eider-Treene-Sorge-Niederung“ Teilgebiet „Hartshoper Moor“, in dem sich das FFH-Teilgebiet Hartshoper Moor befindet, wurde Michael Holbe als Vertreter der Initiative „Runder Tisch Hartshoper Moor“ als Betreuer ernannt.

#### FFH-Analyse und Bewertung
Das FFH-Teilgebiet Hartshoper Moor bietet beste Voraussetzungen für die Wiederherstellung eines Hochmoores. Die bereits durchgeführten Vernässungsmaßnahmen der letzten 10 Jahre haben schon erste Erfolge bei der Wiederansiedelung hochmoortypischer Flora und Fauna gezeigt. Da die Moorbildung einen Prozess für die nächsten Jahrhunderte bedeutet, ein Moor wächst im Durchschnitt 1 mm pro Jahr, kann die Einbindung weiterer Flächen der Umgebung in die Maßnahmen förderlich sein. Die Wiedervernässung hat aber auch Verlierer im Kampf um Habitate. So wird sich die Population der Feldlerche, die trockene offene extensiv genutzte Weide- und Ackerflächen bevorzugt, im Gebiet vermutlich verringern. Dagegen haben die Bestände an Rotschenkel, Kiebitz, Bekassine und Moorfrosch stark zugenommen.

#### FFH-Maßnahmenkatalog
Den FFH-Erhaltungs-,Wiederherstellungs- und Entwicklungsmaßnahmen ist ein großer Teil des Managementplanes für das Teilgebiet gewidmet. Darüber hinaus sind die Maßnahmen in sechs Maßnahmenblättern, sowie einer Maßnahmenkarte festgehalten.
- Maßnahmenblatt Nr. 1: Vernässung des Grünlandes an der Nordwestgrenze durch Verschluss der Gräben und Anlage eines Walles.[40]
- Maßnahmenblatt Nr. 2: Vernässung des Grünlandes zwischen der B202, dem Schemelsdamm und dem Kanaldamm durch Verfüllung von Gräben, Entfernung von Drainagen und Anlegen von Wällen.[41] Diese Maßnahmen wurden bis Ende 2016 weitgehend abgeschlossen.
- Maßnahmenblatt Nr. 3: Als weitergehende langfristige Entwicklungsmaßnahme ist die Erweiterung des FFH-Teilgebietes durch Ankauf, Pacht oder Vertragsnaturschutz von Privatflächen zwischen der B202 und dem Schemelsdamm vorgesehen.[42]
- Maßnahmenblatt Nr. 4: Optimierung der Wasserstände an der Parzelle östlich des Kanaldamms zwischen Schemelsdamm und Grevenskuhler Damm.[43]
- Maßnahmenblatt Nr. 5: Hier handelt es sich um Maßnahmen außerhalb des FFH-Teilgebietes.[44]
- Maßnahmenblatt Nr. 6: Anlage von Verwallungen und regulierbaren Stauen entlang der Ostgrenze des Gebietes. Langfristig Ankauf, Pacht oder Vertragsnaturschutz von privaten Flächen an der Ostgrenze.[45]

### FFH-Teilgebiet Königsmoor West

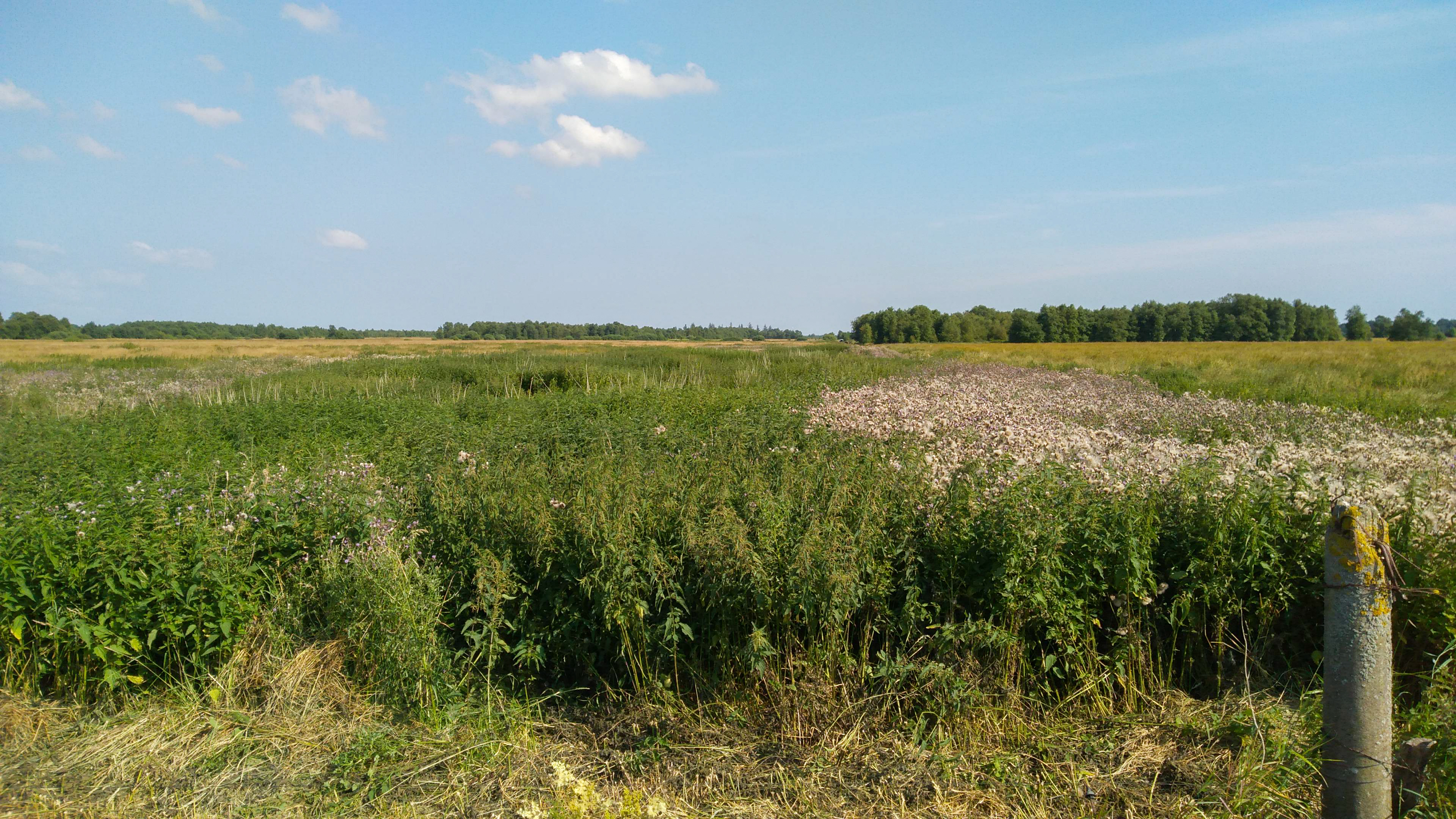
Westrand vom Königsmoor-West

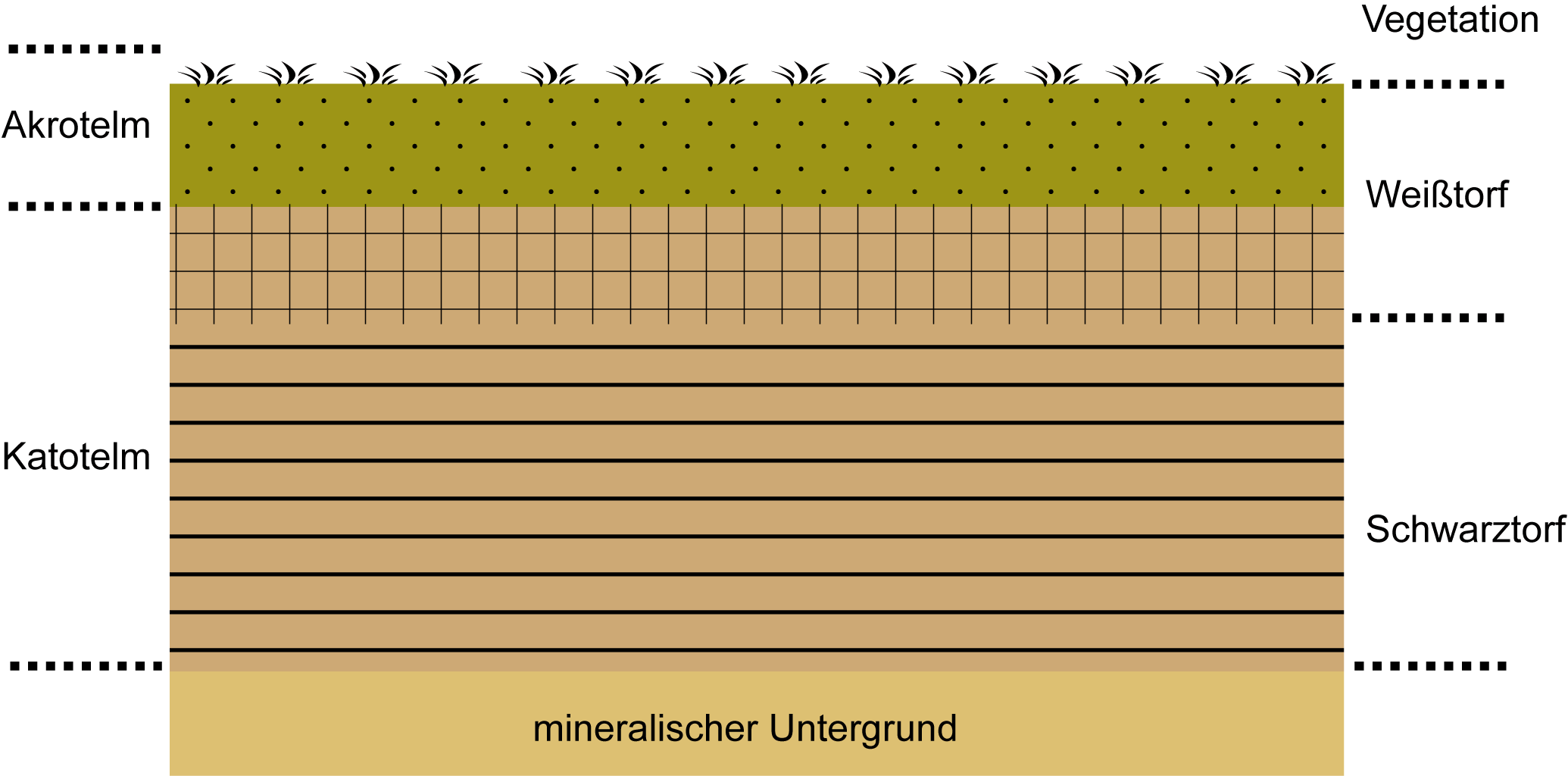
Mooraufbau

Das FFH-Teilgebiet Königsmoor West liegt im Kreis Rendsburg-Eckernförde im Nordosten der Gemeinde Christiansholm zwischen den Ortsteilen Christiansholm und dem Ortsteil Königsberg der Gemeinde Königshügel. Es hat eine Gesamtgröße von 204 ha. Im Südosten ragt der Rest eines Geestrückens in das Gebiet hinein. Dort befindet sich der höchste Bereich mit 2,75 m. Das Gelände fällt nach Nordwesten bis auf - 0,5 m ab. Die Moorstadien konzentrieren sich im Wesentlichen im Südosten, während der Rest von unterschiedlichen Grünlandstadien bedeckt ist. Alle Parzellen befinden sich im Besitz der Stiftung Naturschutz Schleswig-Holstein. Es ist Teil des Landschaftsschutzgebietes „Eider-Sorge-Niederung“, das im Jahre 2001 eingerichtet wurde. Das Gebiet wird touristisch wenig genutzt. Als alleiniger im Standard-Datenbogen aufgeführter FFH-Erhaltungsgegenstand für das Teilgebiet ist der FFH-Lebensraumtyp 7120 Renaturierungsfähige degradierte Hochmoore zu finden, wobei der überwiegende Teil einen mäßigen bis schlechten Erhaltungszustand aufweist. Das Teilgebiet ist ein Brutplatz für viele Vogelarten. Der Moorfrosch und die Kreuzotter sind dort ebenfalls heimisch. Am Westrand der Teilgebietes, aber außerhalb, liegt ein gesetzlich geschütztes Archäologisches Bodendenkmal. Es handelt sich um das Wrack eines Kampfflugzeuges aus dem Zweiten Weltkrieg. Es liegt noch immer versunken im Moor. Da nach Zeugenaussagen die Besatzung nicht geborgen wurde, ist es als Kriegsgrab abzusehen.

#### FFH-Analyse und Bewertung

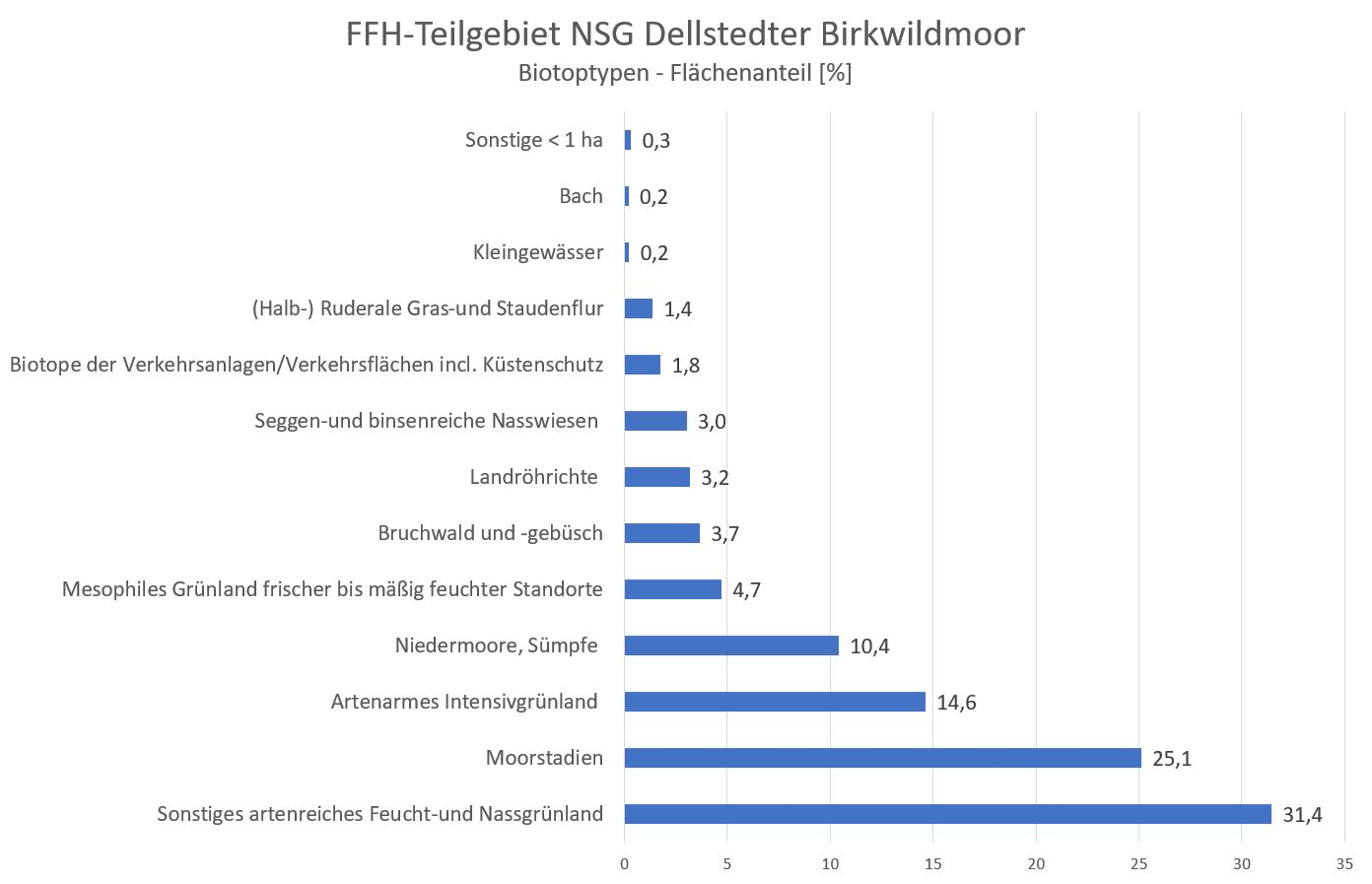
Biotoptypen

Das Kapitel Analyse und Bewertung beschäftigt sich unter anderem mit der Hydrologie und den aktuellen Gegebenheiten des FFH-Teilgebietes. Die Ergebnisse fließen in den FFH-Maßnahmenkatalog ein. Um den Erhaltungszustand des FFH-Lebensraumtypes Renaturierungsfähige degradierte Hochmoore zu verbessern, muss der Wasserstand im Moor weiter angehoben werden. Mittlerweile haben sich Birken und Gagelbüsche im Moor angesiedelt. Diese sorgen für eine unerwünschte Beschattung und führen zum Absterben der moortypischen Vegetation. Eine generelle Anhebung der Wasserstände bietet die Möglichkeit, noch vorhandenes Intensivgrünland durch Abschiebung der Grasnarbe und Aufbringung von Torferde eine Grundlage für neue Moorvegetation zu schaffen. Im Nordosten des Moores kann man die Folgen der bereits durchgeführten Wiedervernässungsmaßnahmen anhand von Luftbildern vor und nach der Wiedervernässung deutlich erkennen.

#### FFH-Maßnahmenkatalog
Der im Managementplan für das Teilgebiet erstellte Maßnahmenkatalog wird durch ein Maßnahmenblatt und eine Maßnahmenkarte ergänzt. Die Maßnahmen beziehen sich fast ausschließlich auf die Südhälfte des Gebietes, in dem bis dahin noch keine größeren Vernässungsmaßnahmen durchgeführt worden sind. Zum Schutz der Habitate der Kreuzotter sind mit steigendem Wasserstand besondere Maßnahmen für die Nester zur Eiablage und die Überwinterungsquartiere erforderlich (Maßnahme M7 im Maßnahmenblatt 1). Für die Vernässung werden die mittlerweile für Renaturierung von Mooren zum Standard gewordenen Maßnahmen vorgeschlagen.

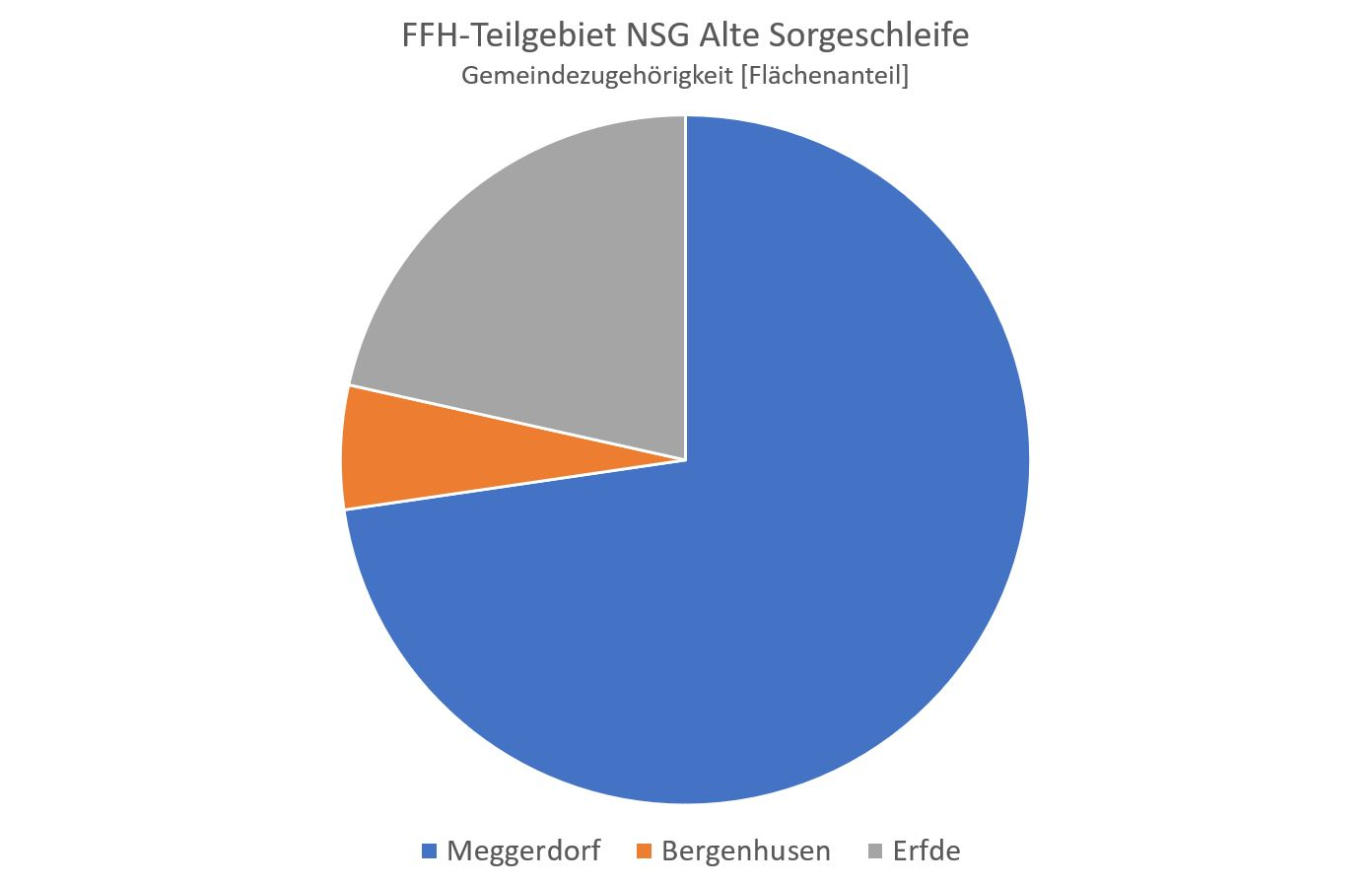
Gemeindezugehörigkeit

### FFH-Teilgebiet NSG Alte Sorgeschleife

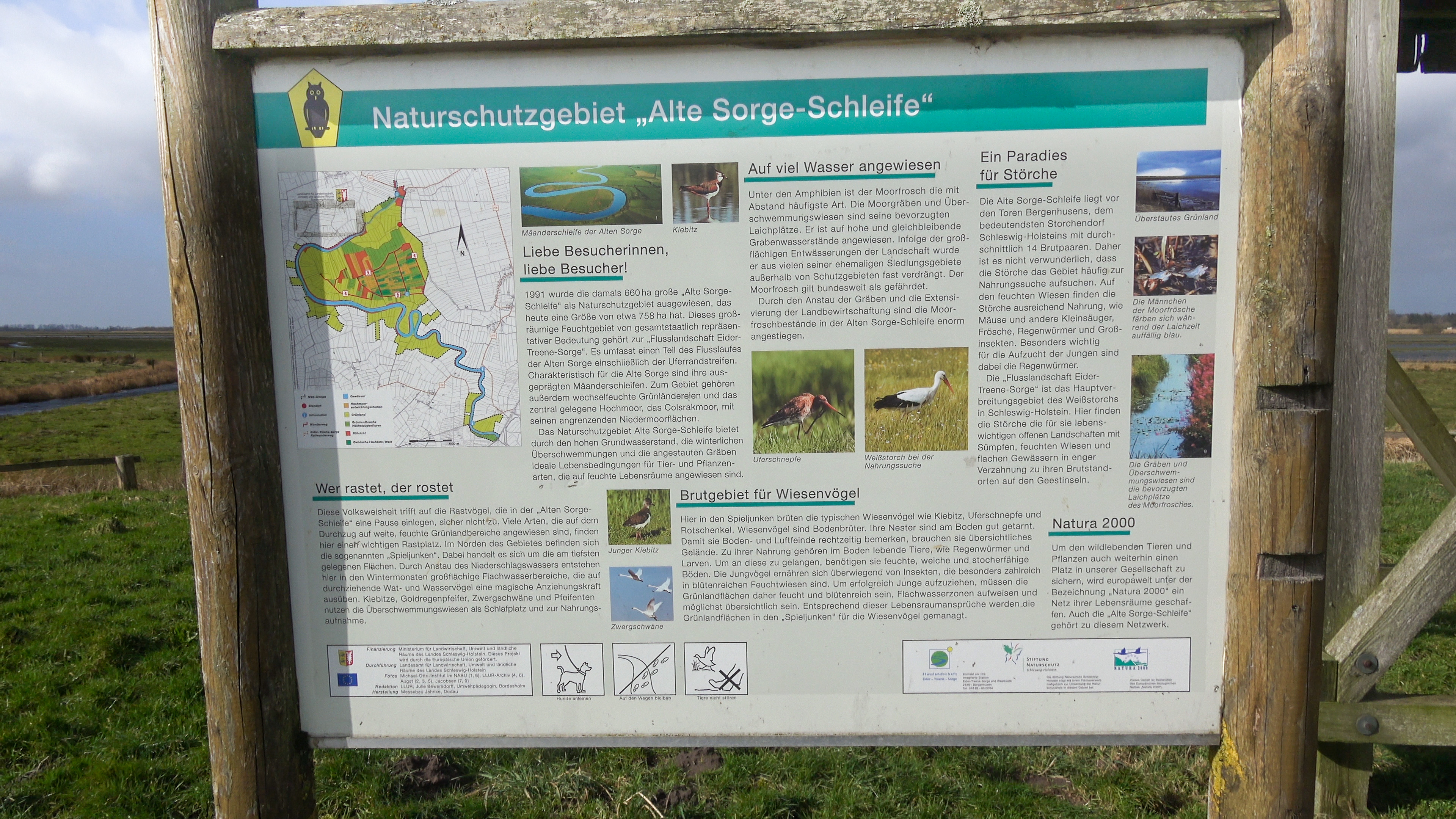
BIS-Tafel am Rastplatz Alte Sorgeschleife

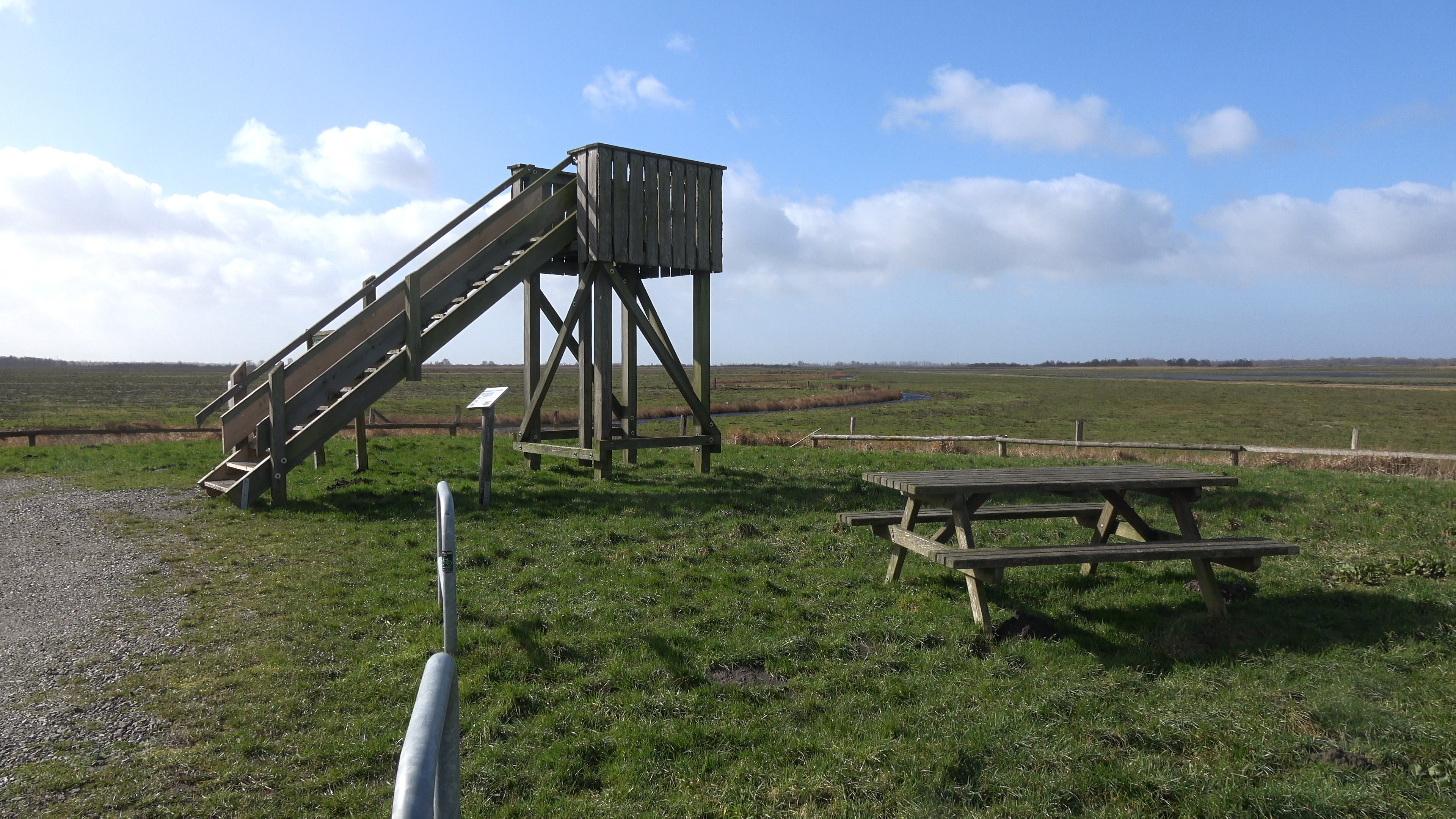
Aussichtsplattform Alte Sorgeschleife

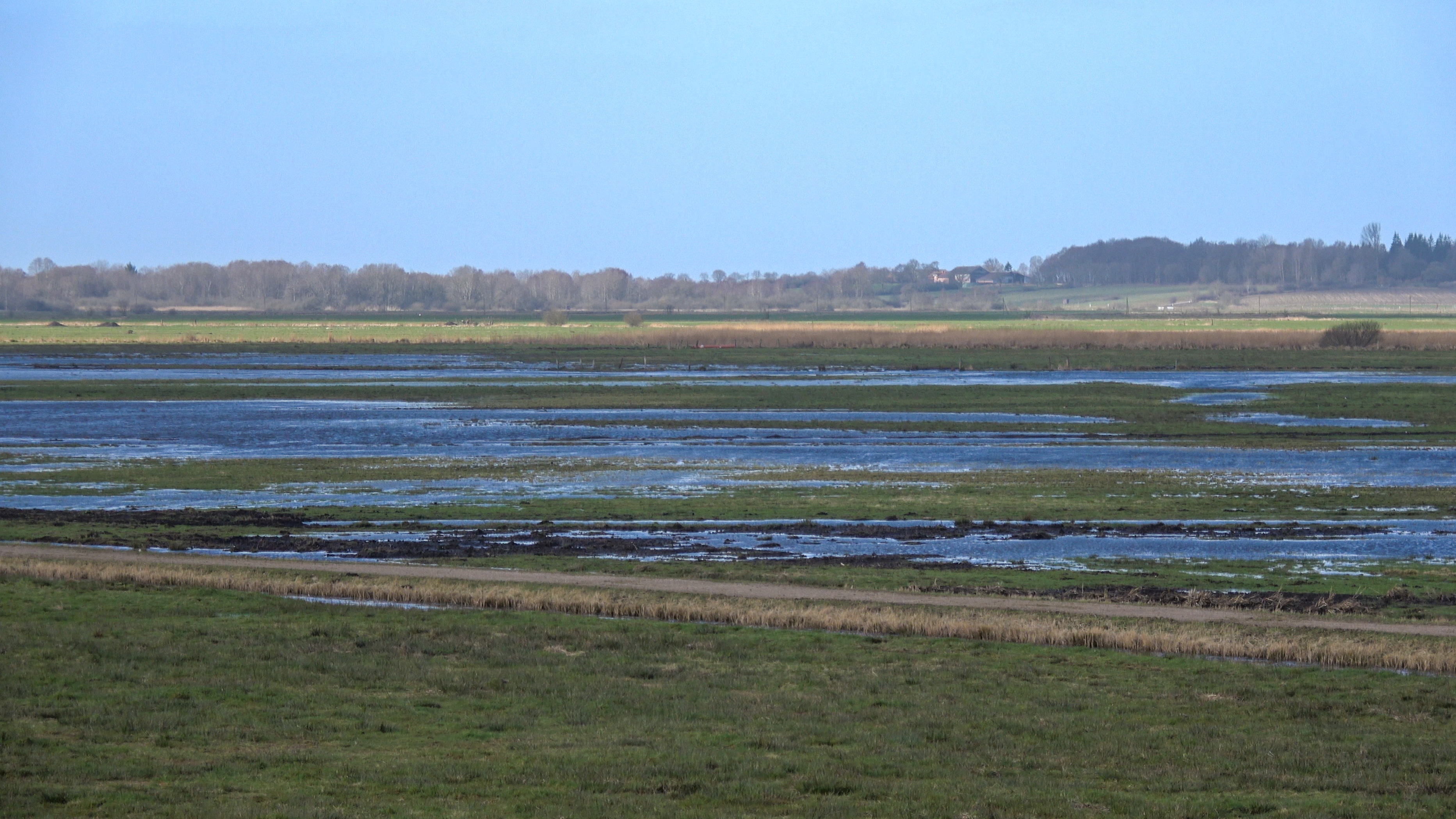
„Spieljunken“ - Feuchtgebiet Alte Sorgeschleife

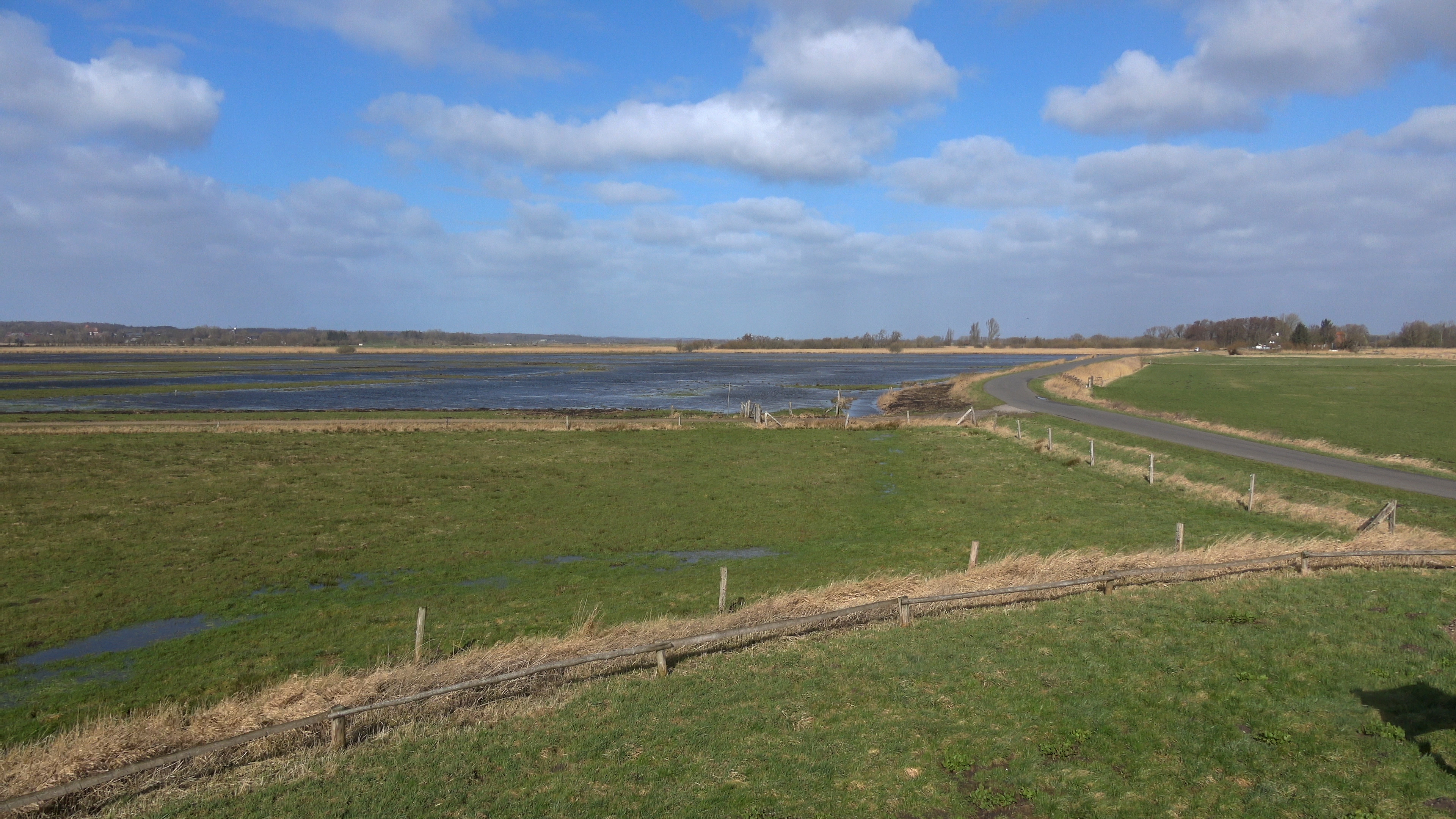
„Spieljunken“ - Feuchtgebiet Alte Sorgeschleife

Das FFH-Teilgebiet NSG Alte Sorgeschleife liegt im Kreis Schleswig-Flensburg in den Gemeinden Bergenhusen, Meggerdorf und Erfde. Es ist flächenmäßig in weiten Teilen deckungsgleich mit dem Naturschutzgebiet Alte Sorgeschleife. Es hat eine Gesamtgröße von 660 ha. Seine größte Ausdehnung liegt mit 6,4 km in Nordsüdrichtung in der Nähe des Ortsteils Fünfmühlen der Gemeinde Meggendorf im Norden bis zur Sandschleuse am Südende der Alten Sorge an der B200 im Süden in der Gemeinde Erfde. Der Managementplan für das FFH-Teilgebiet NSG Alte Sorgeschleife wurde im Juni 2012 veröffentlicht. Der Geltungsbereich des Managementplanes geht über das FFH-Teilgebiet hinaus und umfasst auch die Gebiete des Naturschutzgebietes Alte Sorgeschleife, die außerhalb des FFH-Teilgebietes liegen. Die Flächengröße des Geltungsbereiches beträgt 758 ha. Das FFH-Teilgebiet liegt zum größten Teil bis zu 1,6 m unterhalb des Meeresspiegels. Lediglich der Zentralbereich des Hochmoores Colsrakmoor liegt auf 0,7 m über NN. Im Geltungsbereich des Managementplanes auf dem Gebiet des NSG Alte Sorge liegt an der B200 im Süden auf einem Geestrückenrest der höchste Punkt bei 1,8 m. Von den 7 FFH-Lebensraumtypen des FFH-Gesamtgebietes befinden sich vier auch im FFH-Teilgebiet NSG Alte Sorgeschleife. Es sind dies:
- 3150 Natürliche und naturnahe nährstoffreiche Stillgewässer mit Laichkraut Froschbiss-Gesellschaften,
- 7120 Renaturierungsfähige degradierte Hochmoore, 7140 Übergangs- und Schwingrasenmoore
- 91D0 * Moorwälder.[64]

Letztgenannter ist nur auf zwei kleinen Parzellen im Süden des Colsrakmoores zu finden. Der am häufigsten vorkommende Biotoptyp ist das Feucht- und Nass-Grünland, dass die Moorgebiete umgibt. Da das Grünland sich zum größten Teil im Besitz der Stiftung Naturschutz Schleswig-Holstein befindet, wird es nach deren Regularien nur extensiv genutzt. Das Gebiet ist ebenfalls Teil des EU-Vogelschutzgebietes „Eider-Treene-Sorge-Niederung“ und ein bedeutendes Rastgebiet für Zwerg- und Singschwäne. Für den Besucher gibt es fünf Informationstafeln des Besucherinformationssystems (BIS) für Naturschutzgebiete und NATURA 2000-Gebiete in Schleswig-Holstein. Dort steht das Faltblatt „Alte Sorgeschleife“ in robusten Spendern aus Metall den Besuchern kostenlos zur Verfügung. Es gibt auch eine PDF-Version, die man sich aus dem Internet herunterladen kann. Durch das Colsrakmoor führt ein Rundwanderweg und ein Stichweg. 500 m südlich von Fünfmühlen gibt es einen Park- und Rastplatz mit Schutzhütte und Aussichtsturm mit Blick auf das Überschwemmungsgebiet „Spieljunken“, das als Schlafplatz für Wat- und Wasservögel dient. Weiterhin gibt es an der Alten Sorge im FFH-Gebiet zwei öffentliche Badestellen in Fünfmühlen und westlich von Meggendorf. Für das NSG Alte Sorgeschleife wurde vom LLUR als „Betreuer geschützter Gebiete in Schleswig-Holstein“ gem. § 20 LNatSchG die Naturschutzstation „Eider-Treene-Sorge und Westküste“ ernannt.

#### FFH-Analyse und Bewertung
Im Gültigkeitsbereich des Managementplanes befanden sich im Jahre 2011 ca. 18 Brutvogelarten. Für das Teilgebiet wurden die Entwicklungsziele in einer Karte festgehalten. Das ökologische Potenzial und der chemische Zustand des Wasserkörpers Alte Sorge ist nicht ausreichend, um die Forderungen der EU-Wasserrahmenrichtlinie zu erfüllen. Ziel ist es, im Jahre 2027 einen guten Gewässerzustand zu erreichen. Bis 2012 wurden zur Anhebung des Wasserstandes im Gültigkeitsbereich des Managementplanes am Westufer der Alten Sorgeschleife 41 feste und 24 regulierbare Erdstaue an Entwässerungsgräben angelegt. Westlich des Schöpfwerkes am Fünfmühlendamm wurde ein 300 m langer Wall angelegt, um den Wasserabfluss in die Alte Sorge zu unterbinden. Rings um das Colsrakmoor wurden am Außengraben fünf Mönche eingebaut, die es erlauben, den Wasserstand im Moor den Niederschlagsverhältnissen anzupassen. Im Colsrakmoor und den nördlich und westlich daran anschließenden Grünlandflächen wurde die Grünlandnutzung eingestellt. Am Südrand und innerhalb der Spieljunken wurde auf 2,5 km Länge eine Grabenaufweitung durchgeführt. Dies kommt der Population des Moorfrosches zugute. Dort hat sich die Krebsschere wieder angesiedelt. Sie ist das alleinige Habitat zur Eiablage der Libellenart Grüne Mosaikjungfer. Im Colsrakmoor sind die Höhenunterschiede zwischen dem Zentrum und den Rändern noch groß. Das verhindert einen weiteren gewünschten Anstieg des mittleren Wasserstandes im Moor.

#### FFH-Maßnahmenkatalog
Im Managementplan wurden die Maßnahmen zur Erhaltung und Entwicklung der FFH-Lebensraumtypen in sechs Untergebiete des FFH-Teilbereiches unterteilt und für jedes ein gesondertes Maßnahmenblatt erstellt:
- Maßnahmenblatt 1: Colsrakmoor.[73] Zur Erhöhung des mittleren Wasserstandes und langfristige Angleichung der Höhenverhältnisse im Colsrakmoor sollen weitere Wälle an den Außengrenzen zu den Sollerkrögen im Norden und den Grünflächen im Süden aufgeworfen werden. Gleichzeitig sollen in den Hauptgräben im Moor vor den Wällen 5 weitere regulierbare Erdstaue eingebaut, sowie Gräben an vier Stellen im Südwesten durch Schüttung unterbrochen werden. Die im Gebiet noch vorhandene Fichtenparzelle soll angekauft und gerodet werden.[74]
- Maßnahmenblatt 2: Papenmoor, Sollerköge und Niedermoorflächen westlich Colsrakmoor[75]
- Maßnahmenblatt 3: Spieljunken.[76] Die Wiesenflächen werden zweimal jährlich gemäht und eine angepasste Nachweide aufgenommen. Hierdurch werden die Bedingungen für Wiesenbrüter verbessert, die eine offene Landschaft benötigen.
- Maßnahmenblatt 4: Mäanderflächen und Grünlandflächen entlang des Flusslaufs.[77] Offenhaltung der Flächen durch Mahd und angepasste Beweidung zur Schaffung einer artenreichen Nass- und Feuchtwiesen. Pflege der Gräben als Habitat für den Schlammpeitzger. Auszäunung von Uferstreifen zum Schutz der Ufervegetation vor Trittschäden an beweideten Uferabschnitten.
- Maßnahmenblatt 5: Feuchtgrünlandflächen im Randbereich des Colsrakmoores.[78] Ähnliche Maßnahmen wie im Maßnahmenblatt 4.
- Maßnahmenblatt 6: Flusslauf der Alten Sorge mit Uferschutzstreifen.[79] Instandhaltung der Auszäunung der Uferschutzzonen. Prüfung der Reduzierung der Uferbeschattung durch Gehölze auf der westlichen Uferseite der Alten Sorge am Sorgkoog.[74][80]

Darüber hinaus gibt es eine Maßnahmenkarte mit Legende.

### FFH-Teilgebiet NSG Hohner See

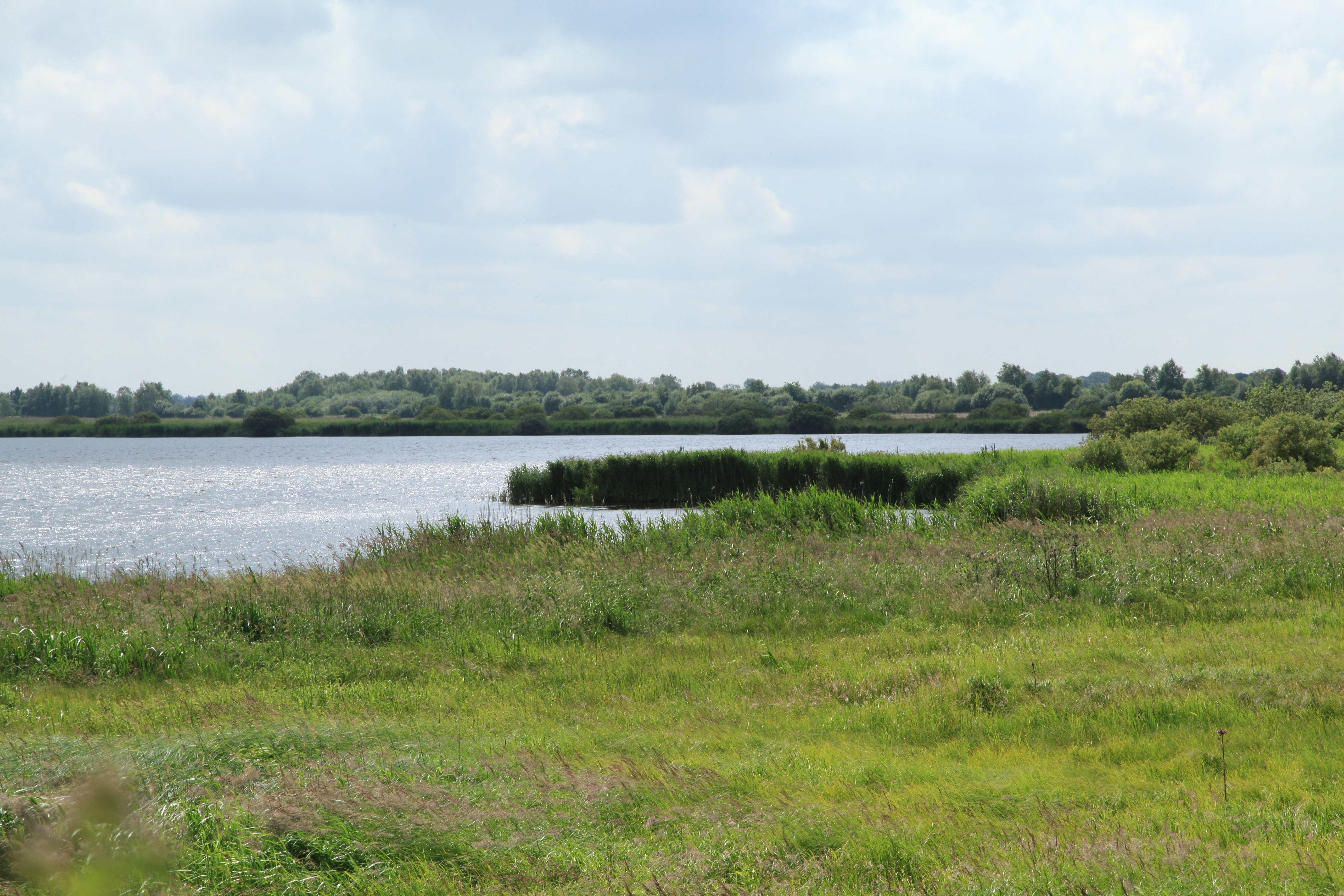
Hohner See

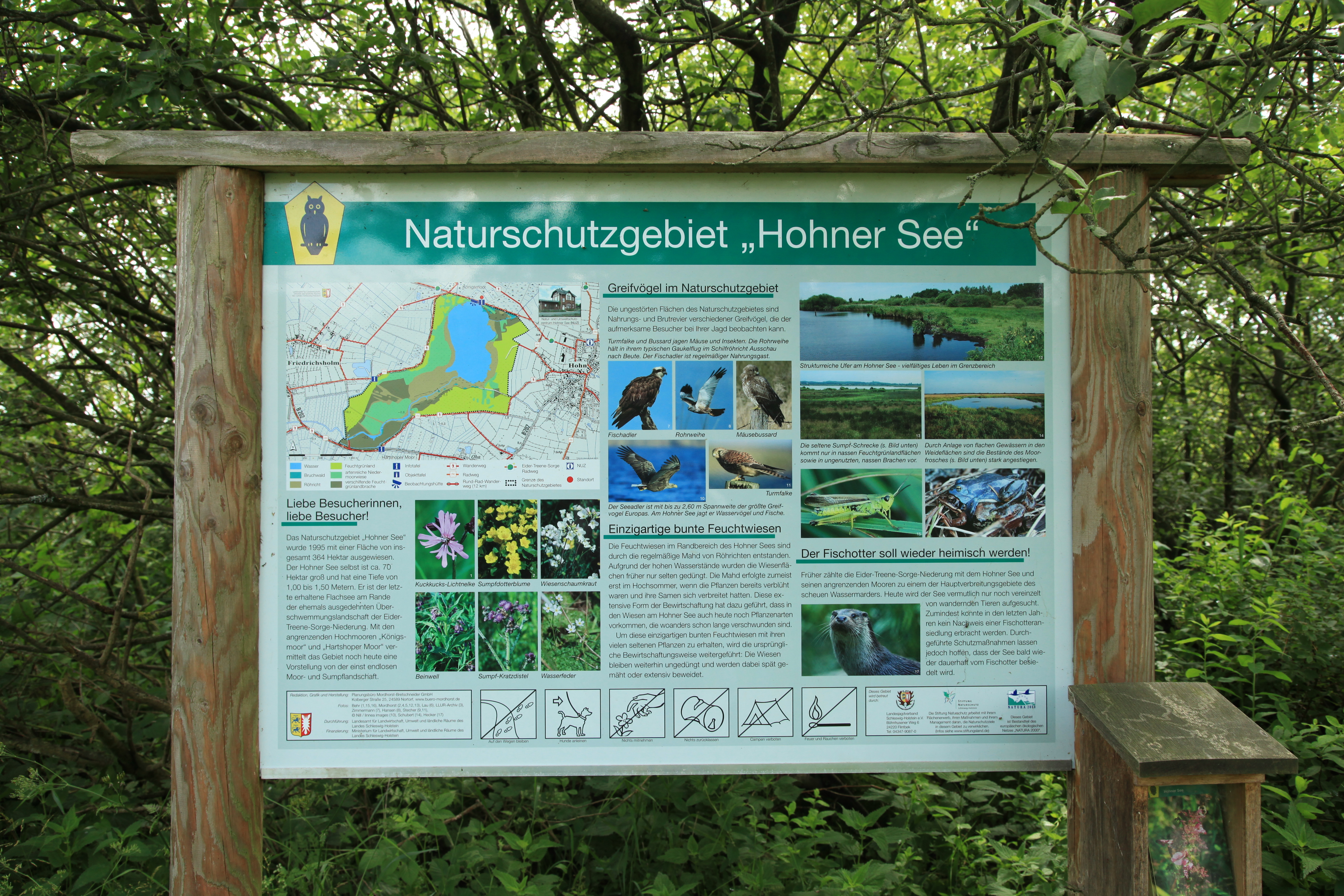
BIS-Tafel Hohner See

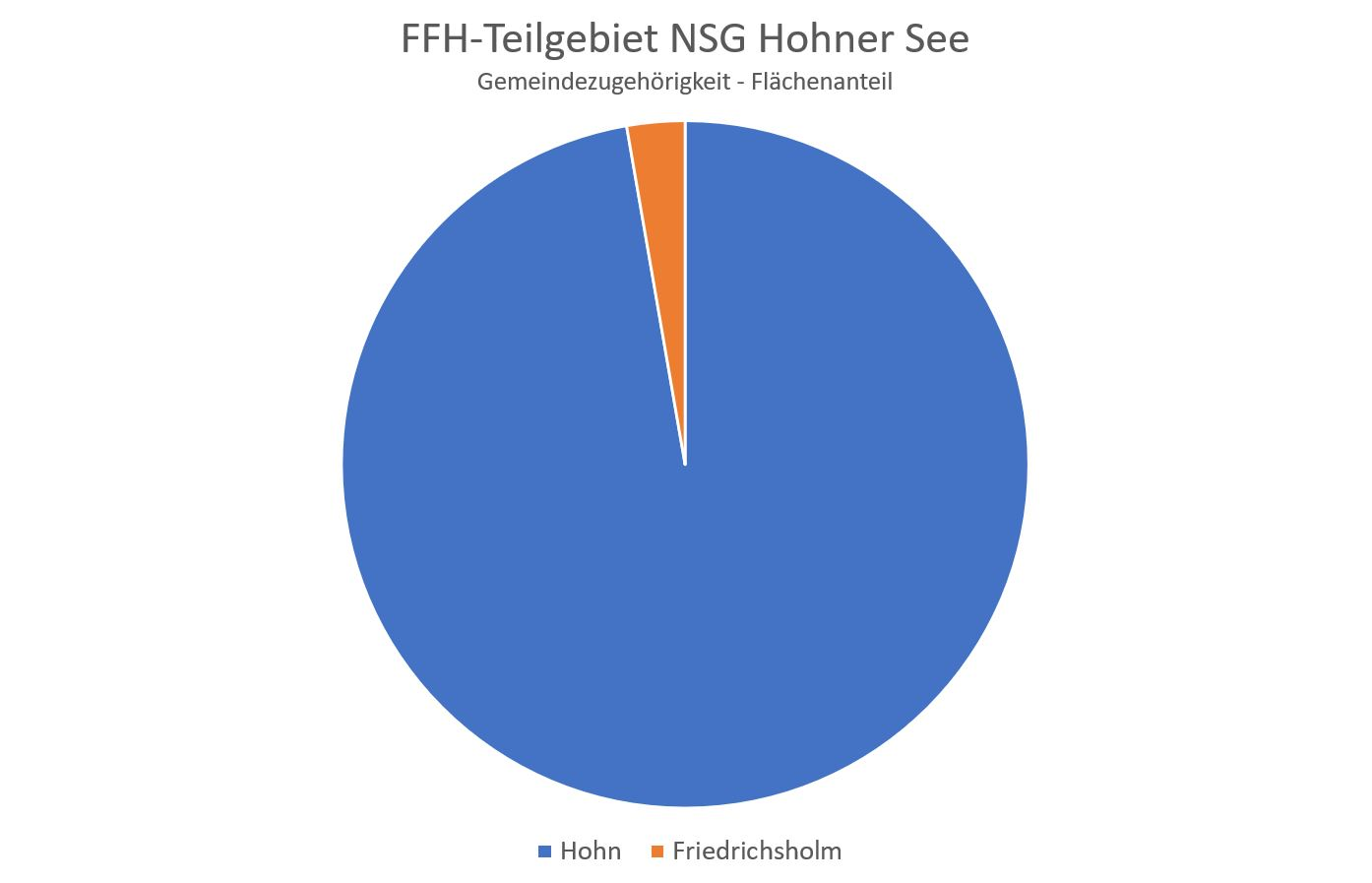
Gemeindezugehörigkeit

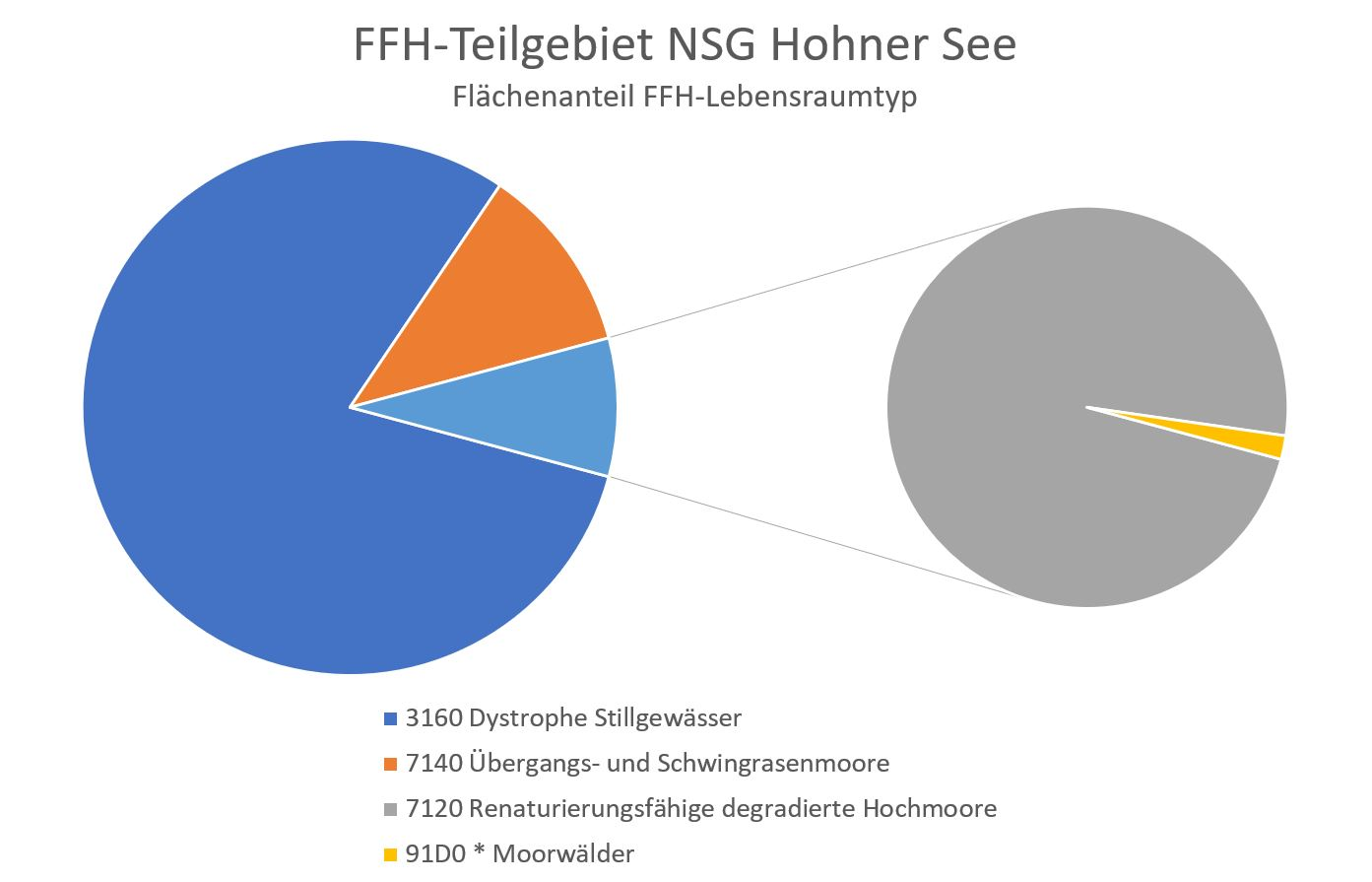
FFH-Lebensraumtyp

Das FFH-Teilgebiet NSG Hohner See liegt zum größten Teil in der Gemeinde Hohn. Ein kleiner Hochmoorkomplex im Nordwesten liegt in der Gemeinde Friedrichsholm. Es grenzt im Süden an das FFH-Teilgebiet Hartshoper Moor und im Norden durch den Damm der ehemaligen Bahnstrecke Rendsburg–Husum getrennt an das FFH-Teilgebiet Königsmoor Ost. Es ist flächenmäßig in weiten Teilen deckungsgleich mit dem Naturschutzgebiet Hohner See. Nur der 18 ha große Hochmoorkomplex auf dem Gebiet der Gemeinde Friedrichsholm gehört nicht zum Naturschutzgebiet Hohner See. Das FFH-Teilgebiet hat eine Fläche von 382 ha. Die größte Ausdehnung liegt mit ca. 3,5 km in nordöstlicher Richtung. Das Naturschutzgebiet Hohner See ist Teil des EU-Vogelschutzgebietes Eider-Treene-Sorge-Niederung. Die höchsten Stellen im Teilgebiet liegen mit knapp 1,5 m über NN am Ostrand. Der Rest liegt bis zu 1,5 m unter Meereshöhe. Der Hohner See hat eine offene Wasserflächen von 70 ha bei einer maximalen Wassertiefe von 1 m. Er ist der Rest eines eiszeitlichen Schmelzwassersees, der im Laufe der Jahrtausende immer mehr verlandete. Der See entwässert über das Fließgewässer „Rinne“ über ein Schöpfwerk in die Neue Sorge und weiter über die Eider in die Nordsee. Auf ihrem Weg vom Hohner See in die Sorge ist die Rinne an drei weiteren Stellen eingestaut. Der Managementplan für das FFH-Teilgebiet Hohner See wurde am 31. Januar 2018 vom Ministerium für Energiewende, Landwirtschaft, Umwelt, Natur und Digitalisierung des Landes Schleswig-Holstein veröffentlicht. Der Hohner See und die Rinne sind von einem breiten Gürtel aus Landröhricht und anschließendem Niedermoor umgeben. Dann folgen seggen- und binsenreiche Nasswiesen sowie sonstiges Feucht- und Nassgrünland.
Von den der EU-Umweltbehörde im aktuellen Standard-Datenbogen vom Mai 2017 gemeldeten FFH-Lebensraumtypen stellt der Typ 3160 Dystrophe Stillgewässer den größten Flächenanteil dar, gefolgt von 7120 Renaturierungsfähige degradierte Hochmoore und 7140 Übergangs- und Schwingrasenmoore. Das Teilgebiet ist für Besucher nicht zugänglich. Der See darf nur von der See-Eigentümergemeinschaft mit Angelbooten befahren werden. Auf der Teilgebietsgrenze führen Rad- und Wanderwege um den See herum. Im Norden befindet sich eine Vogelbeobachtungshütte auf einer Holzkonstruktion im See. Dort steht eine Informationstafel des Besucherinformationssystems (BIS) für Naturschutz- und NATURA 2000-Gebiete des Landes Schleswig-Holstein. Eine weitere Tafel steht am Südende des Sees am Stichweg zum neuen Stauwehr der Rinne. Daneben gibt es drei Objekttafeln am Rundweg. Diese und weitere Informationen der BIS-Tafeln finden sich auch in dem Faltblatt „58-14 Hohner See“, dessen PDF-Version im Internet zur Verfügung steht. Mit der Gebietsbetreuung des NSG Hohner See wurde vom Landesamt für Landwirtschaft, Umwelt und ländliche Räume des Landes Schleswig-Holstein (LLUR) der Landesjagdverband Schleswig-Holstein e.V. betraut.

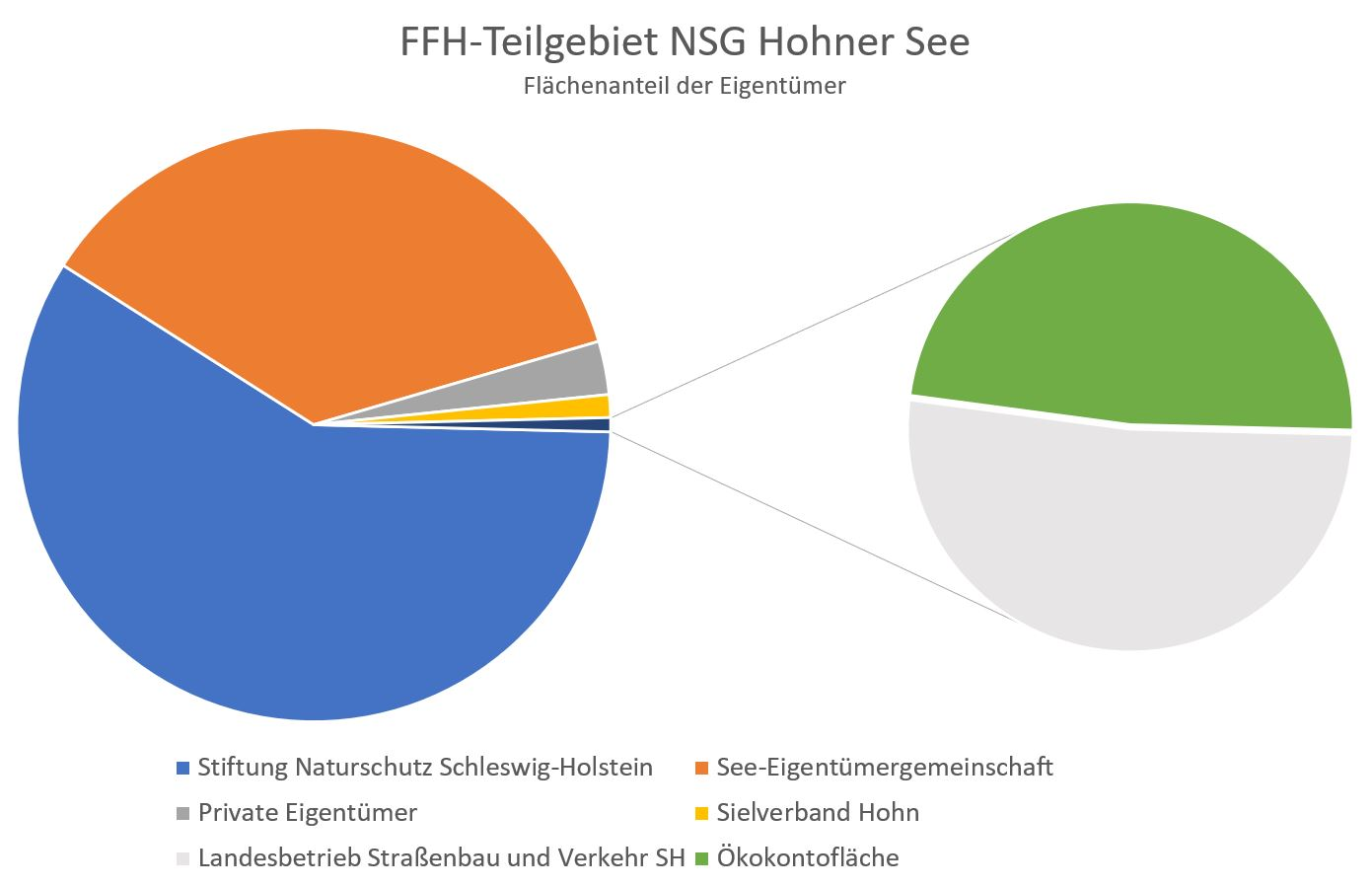
Eigentümer

#### FFH-Analyse und Bewertung
Der Hohner See und der Oberlauf der Rinne mit umliegendem Landröhricht gehört einer See-Eigentümergemeinschaft, während die restlichen Flächen sich zum überwiegenden Teil im Eigentum der Stiftung Naturschutz Schleswig-Holstein befinden. Der Managementplan sieht sieben Entwicklungsziele für das FFH-Teilgebiet NSG Hohner See vor. Das vorrangigste ist die Entwicklung des Hohner Sees mit seinen Verlandungsbereichen zu einem dystrophen Stillgewässer. Dies ist identisch mit dem Ziel der EU-Wasserrahmenrichtlinie, bis 2027 für alle Oberflächengewässer einen guten ökologischen und chemischen Zustand zu erreichen. Der größte Zulauf zum Hohner See ist ein Fließgewässer, das aus dem nördlich des ehemaligen Bahndamms gelegenem Königsmoor zufließt, das ebenfalls zum FFH-Gebiet Moore der Eider-Treene-Sorge-Niederung gehört. Dies befindet sich in einem mäßigen ökologischen und einem nicht gutem chemischen Zustand. Dies rührt daher, dass zu viele Nährstoffe im Wasser enthalten sind. Der Grund hierfür liegt darin, dass diese Stoffe durch die Trockenlegung und Abtorfung des Königsmoores mit Sauerstoff in Berührung gekommen sind und mineralisierten. Somit können sie sich im Wasser lösen und gelangen durch den Zufluss in den Hohner See. Der Hohner See weist einen schlechten ökologischen und chemischen Zustand auf. Der Grund ist der Mangel an Makrophyten und Phytoplankton, die für die Sauerstoffproduktion in Gewässern essentiell sind, sowie über den Grenzwerten liegende Gehalte an Quecksilber und Nitraten.

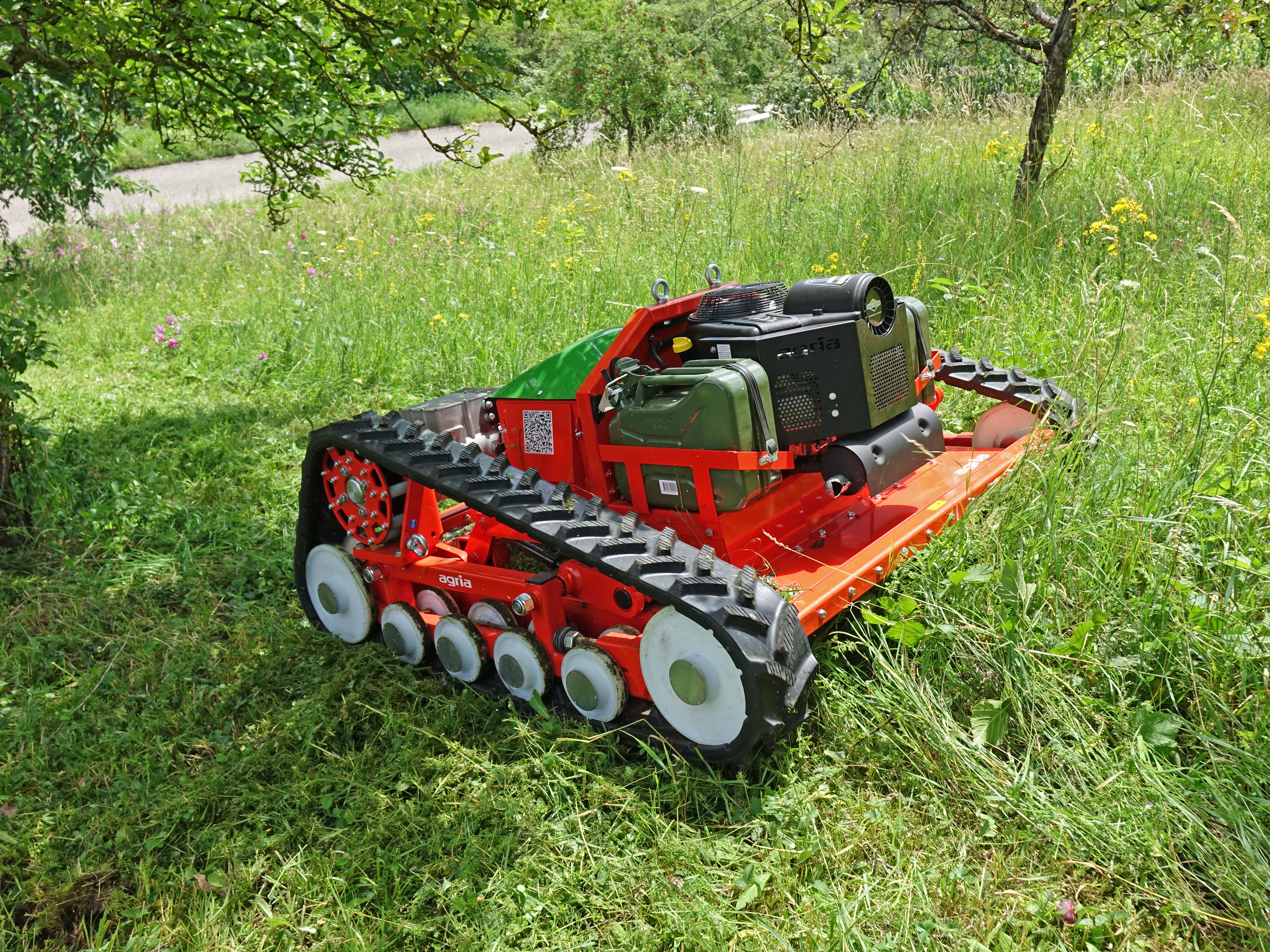
Mähraupe

#### FFH-Maßnahmenkatalog
Der Maßnahmenkatalog im Managementplan umfasst eine Aufzählung der seit den 90er Jahren bisher durchgeführten Maßnahmen. Diese wurden in einer Karte festgehalten. In den Feuchtwiesen am Westrand wurden praktisch alle Entwässerungsgräben mit Erdstauen versehen, um bei Starkregen das Wasser im FFH-Gebiet zu halten. Am Südende an der B200 wurden weitere 13 Erdstaue angelegt, um den Bach Würbek um das FFH-Teilgebiet herumzuleiten. Damit wurde der Eintrag von Nährstoffen aus den intensiv genutzten Flächen außerhalb des FFH-Teilgebietes verhindert. Dazu musste die landwirtschaftliche Nutzung im Gebiet zwischen dem neuen Warbek und der Rinne aufgegeben werden. Die Rinne wurde dort mit einem neuen Stauwehr versehen. Um eine Durchgängigkeit für Fische zum Hohner See weiterhin zu gewährleisten, wurde zwischen dem neuen Warbek und der aufgestauten Rinne eine Fischtreppe gebaut. In den Barwieschen im Südosten wurden neun Entwässerungsgräben aufgeweitet und an den Gebietsgrenzen regulierbare Staue zum Warbek eingebaut. Das Gelände wurde von Gehölzen befreit und zur extensiv genutzten Feuchtwiese für Wiesenvögel umgestaltet. In den Läusekrautwiesen nördlich der Rinne wurde die Grünlandnutzung eingestellt. Diese Flächen sollen sich zu einer artenreichen Feuchtwiese entwickeln. Dazu werden die Wiesen teilweise mit Mulchmahd oder mit einer Mähraupe und Abtransport des Mähgutes bearbeitet. Dem Boden werden über die Zeit die Nährstoffe entzogen. Die in Zukunft notwendigen Erhaltungs- und Entwicklungsmaßnahmen sind ebenfalls in einer Karte festgehalten. Oberstes Ziel ist die Erreichung eines Zustandes, wo sich das Gebiet ohne Zutun des Menschen natürlich entwickeln kann. Bis dahin sind weiterhin umfangreiche Pflegemaßnahmen erforderlich. Die Aufgabe der jährlich im Winter stattfindenden Reetmahd im Zentrum des Gebietes gegen Entschädigung des Eigentümers wäre eine weiter Maßnahme in diese Richtung. Für das kleine Hochmoor im Nordwesten wäre der Flächenankauf zur Durchführung weiterer Vernässungsmaßnahmen erforderlich. Für die Hauptbereiche des FFH-Teilgebietes sind die Maßnahmen in drei Maßnahmenblättern mit Zeitplan und Prioritätensetzung näher beschrieben. Maßnahmenblatt 1 befasst sich mit dem Hohner See und den Verlandungszonen, Maßnahmenblatt 2 mit den offenen Grünlandflächen, und Maßnahmenblatt 3 mit dem kleinen Hochmoorkomplex im Nordwesten.

### FFH-Teilgebiet NSG Dellstedter Birkwildmoor

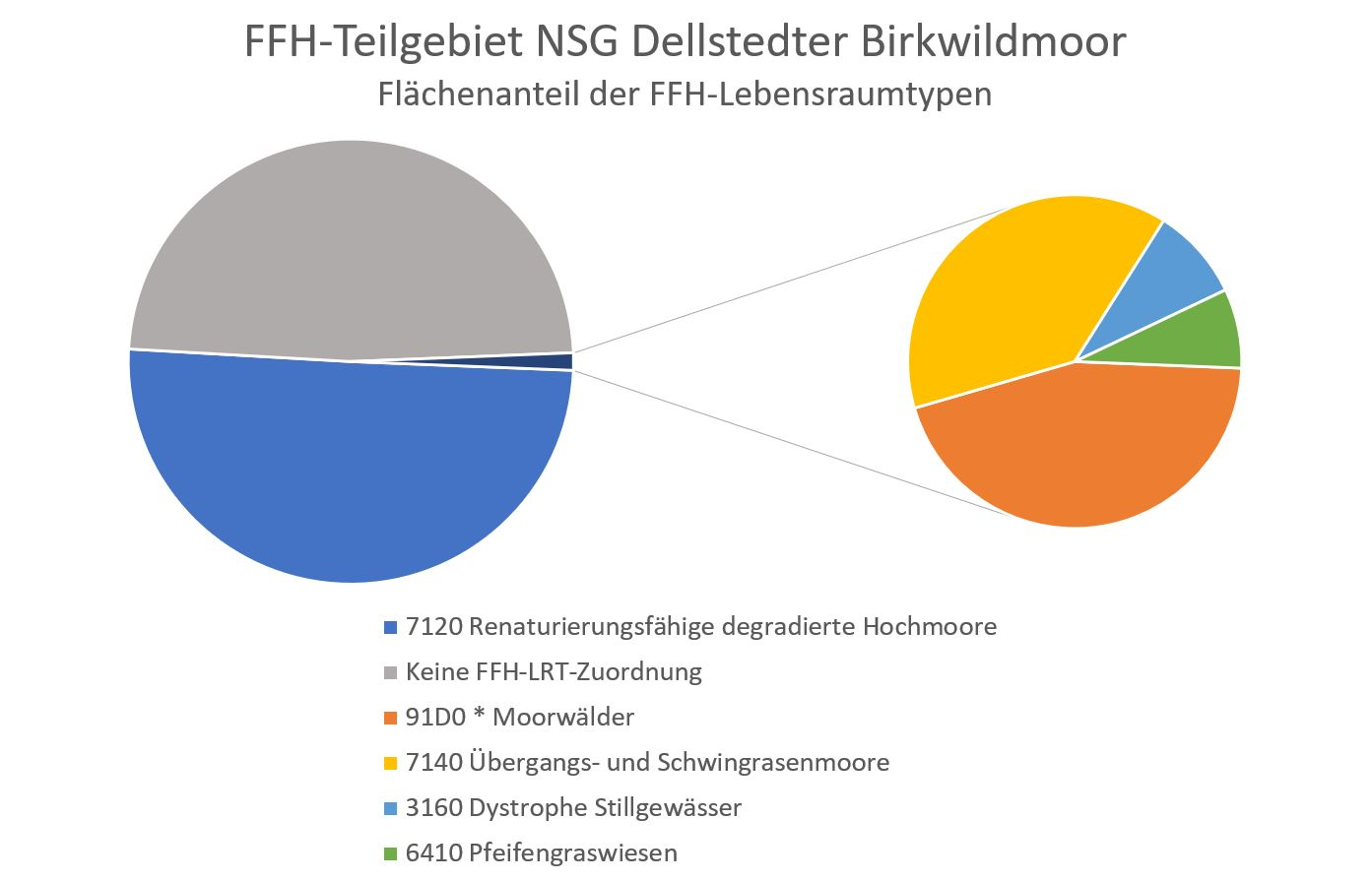
FFH-Lebensraumtypen (2015/16)

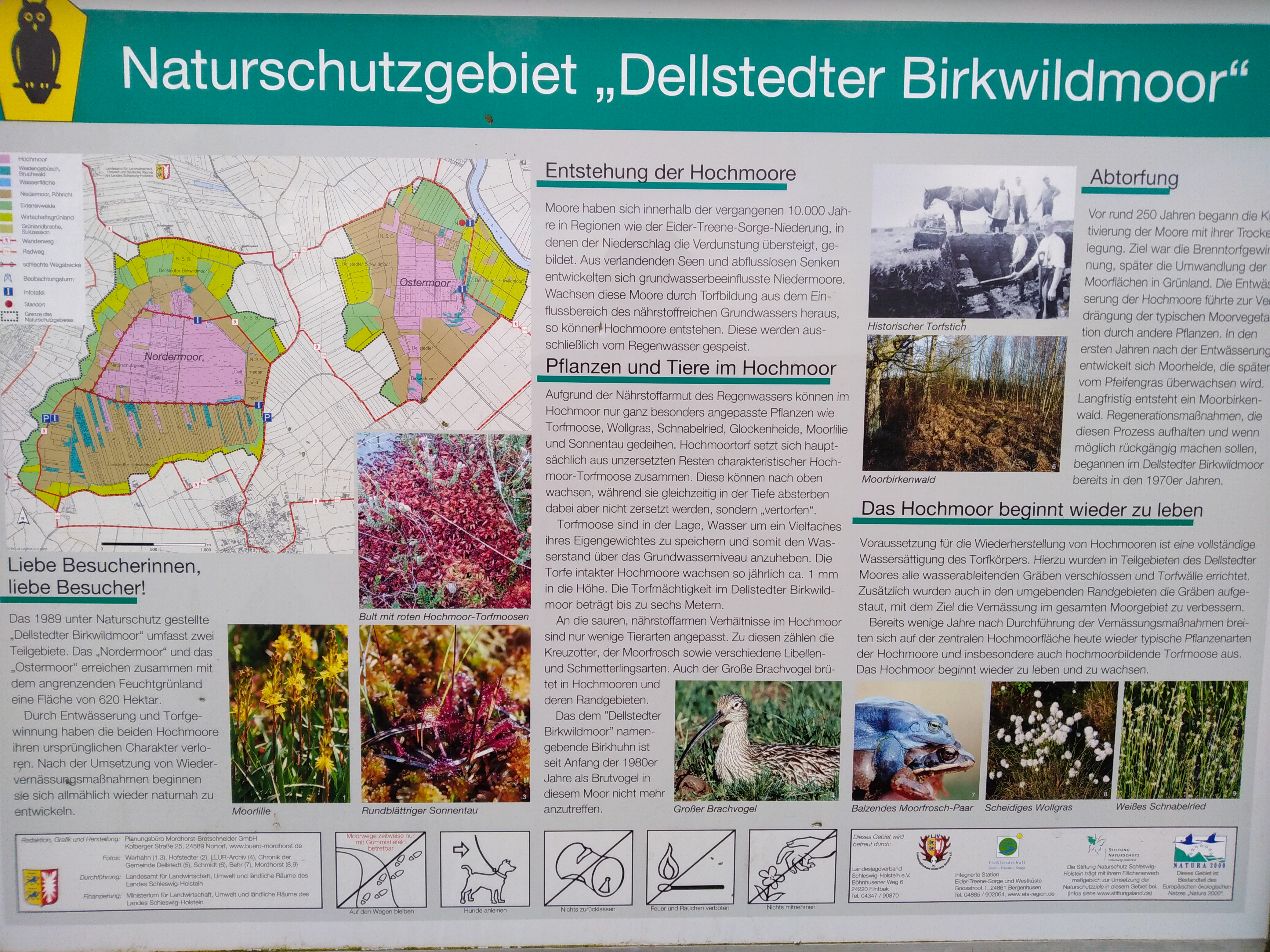
BIS-Tafel

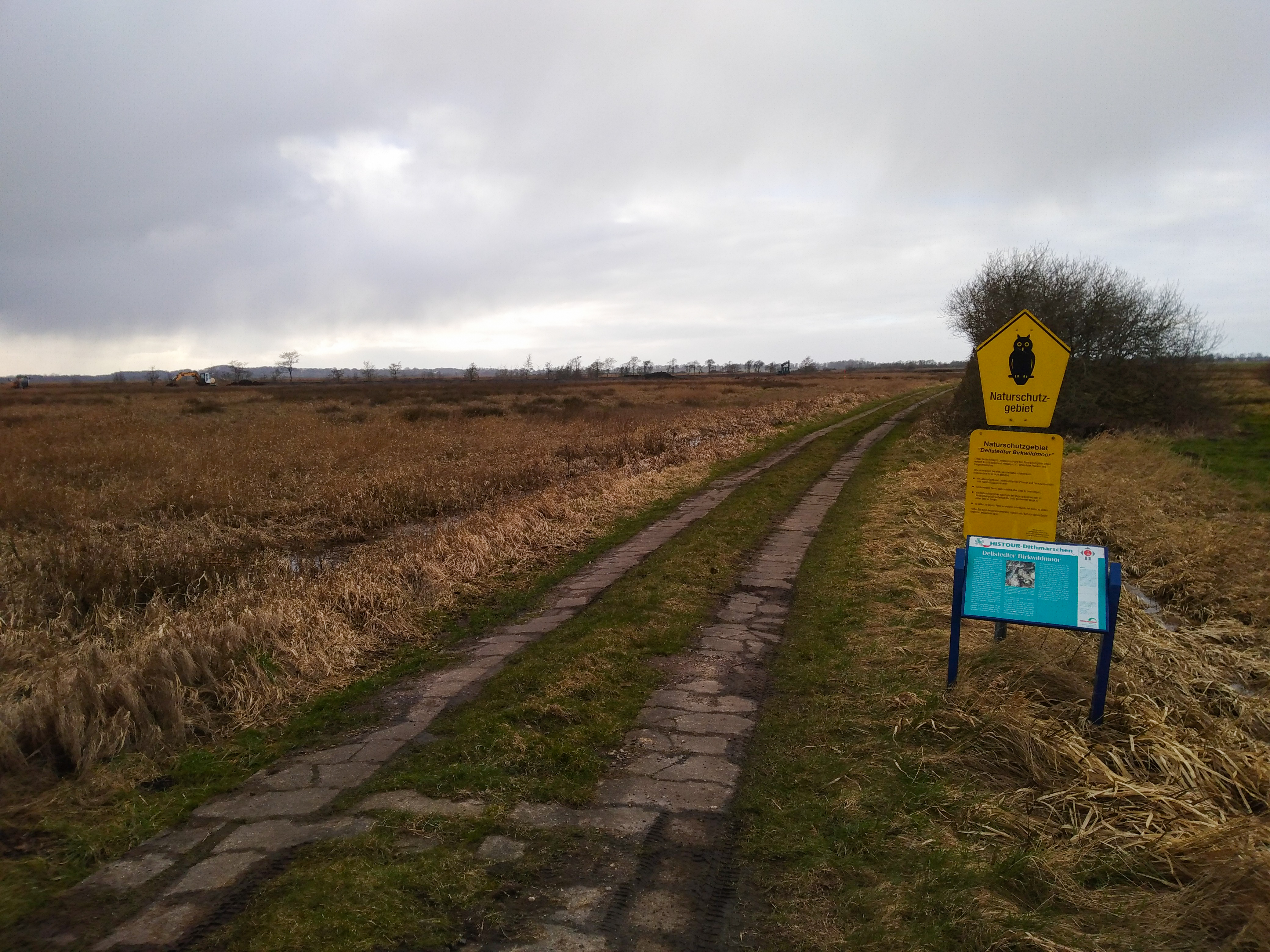
Nordermoor

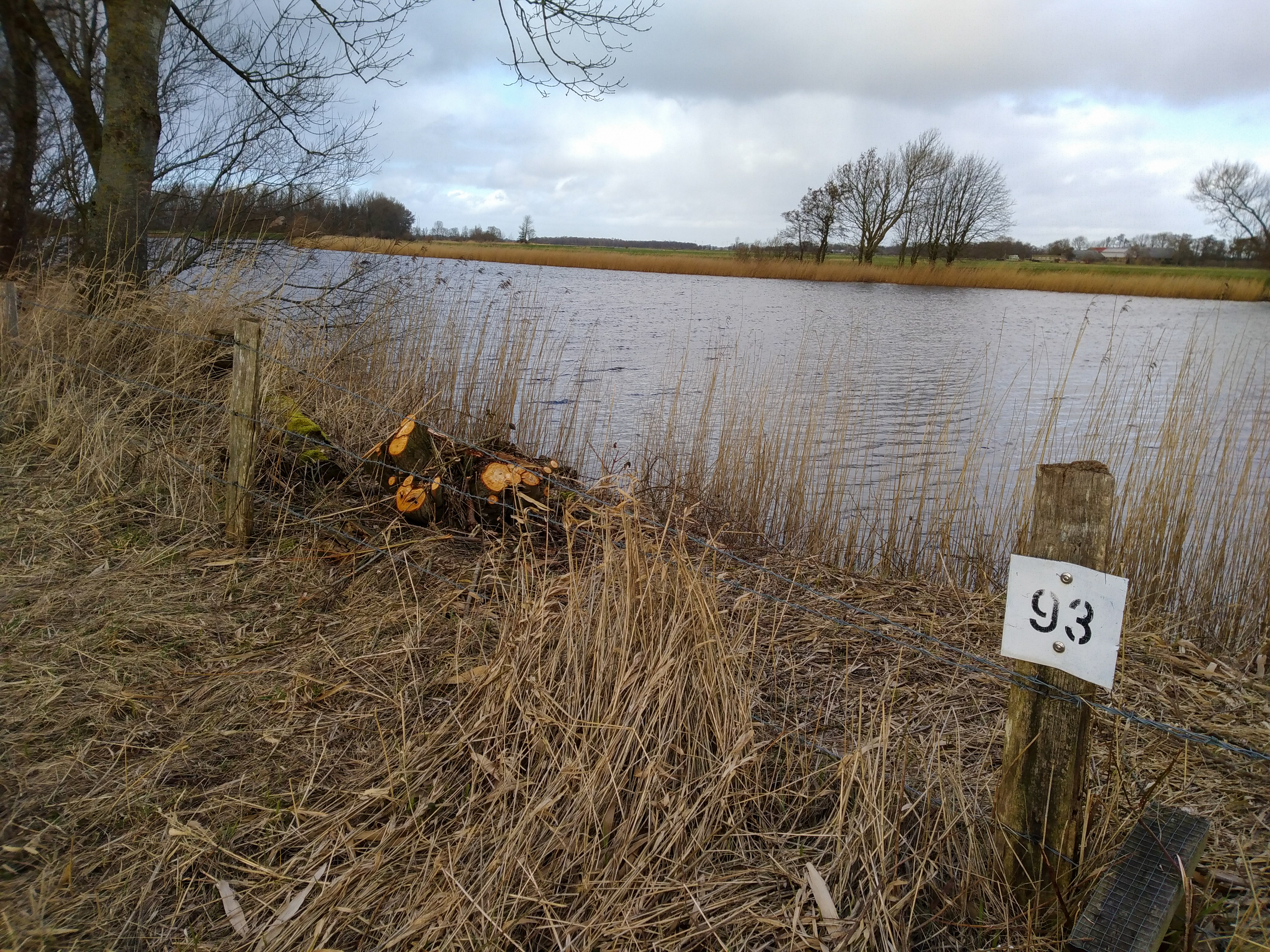
Eider am Ostermoor

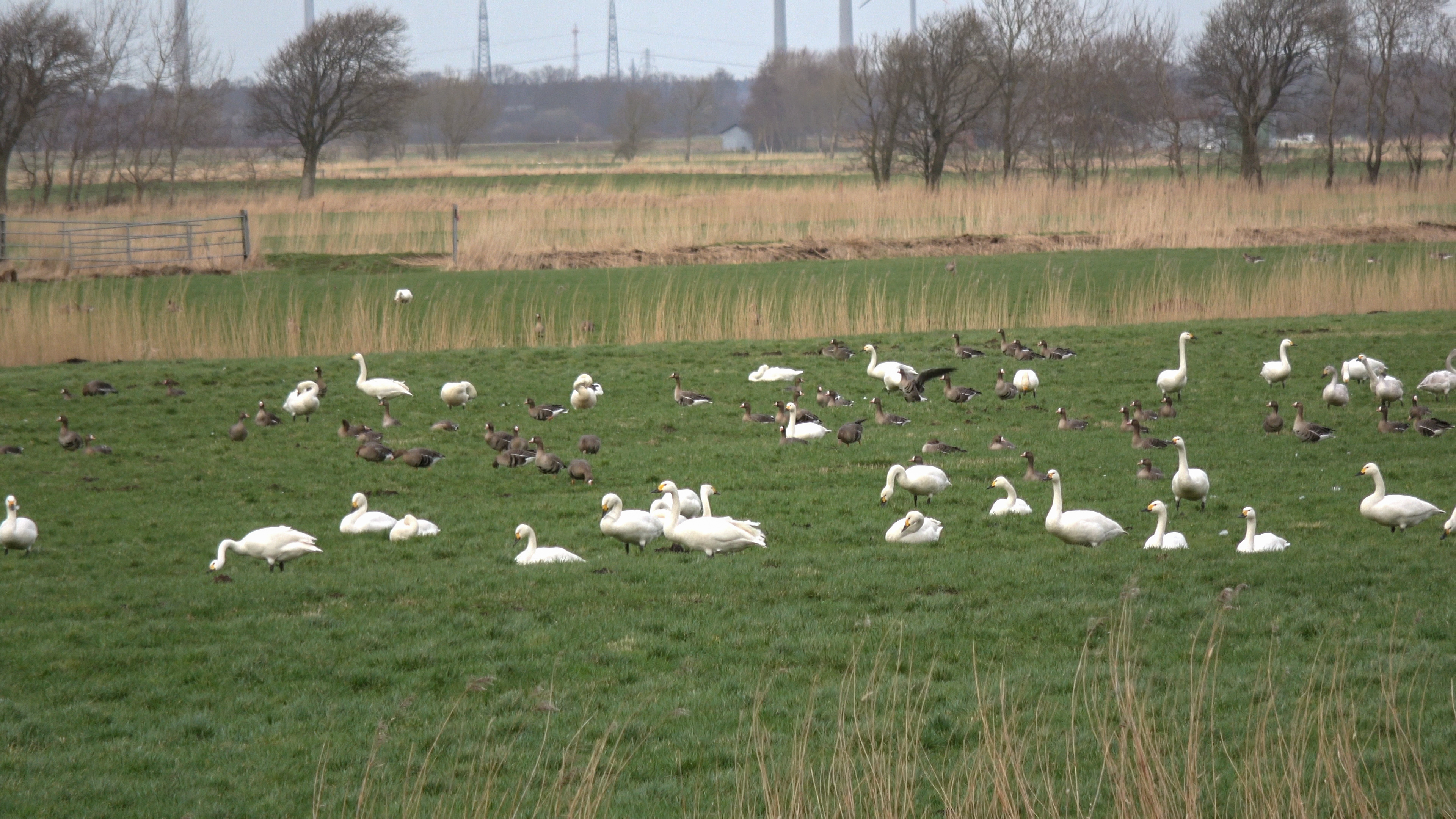
Ostermoor - Winterquartier für Wildgänse und Schwäne

Das FFH-Teilgebiet Dellstedter Birkwildmoor liegt im Süden des FFH-Gebietes Moore der Eider-Treene-Sorge-Niederung im Kreis Dithmarschen und hat eine Fläche von 620 ha. Es besteht aus zwei räumlich getrennten Teilen, dem Nordermoor mit 390 ha und dem Ostermoor mit 230 ha. Das Teilgebiet hat seine größte Ausdehnung mit 5,3 km in nordöstlicher Richtung. Beide Teile liegen zum größten Teil in der Gemeinde Dellstedt. Kleinere Teile im Norden gehören zur Gemeinde Tielenhemme. Die Westgrenze bildet das Fließgewässer Tielenau, die Ostgrenze die Eider. Es deckt sich mit der Fläche des am 22. Dezember 1989 eingerichteten Naturschutzgebietes Dellstedter Birkwildmoor. Der FFH-Managementplan für das Teilgebiet wurde am 20. April 2016 vom Ministerium für Energiewende, Landwirtschaft, Umwelt und ländliche Räume des Landes Schleswig-Holstein veröffentlicht. Es handelt sich bei den Gebieten um trockengelegte Moore, die zur Torfgewinnung genutzt wurden. Im Nordermoor wurde im Zentralbereich bereits in den 1980er Jahren mit der Wiedervernässung des Moores begonnen. Im Ostermoor und in weiteren Teilen des Nordermoores wurde ab 2010 mit den Vernässungsmaßnahmen begonnen. Im Bereich der umgebenden Niedermoore und Feuchtwiesen wurde ab 2015 mit Grabenstauen auch diese Flächen vernässt. Am Außenrand gibt es noch artenarmes intensiv genutztes Grünland. Dieses ist unter anderem Überwinterungsgebiet für Sing- und Zwergschwäne sowie Blessgänse. Von den der EU-Umweltbehörde im aktuellen Standard-Datenbogen vom Mai 2017 gemeldeten FFH-Lebensraumtypen stellt der Typ 7120 Renaturierungsfähige degradierte Hochmoore den größten Flächenanteil in beiden Mooren dar. Im Ostermoor finden sich im Norden des Hochmoores einige Parzellen mit dem FFH-Lebensraumtyp 7140 Übergangs- und Schwingrasenmoore, sowie im Süden und Südosten der Typ 91D0 * Moorwälder. Im Nordermoor befindet sich im Süden ein Stillgewässer vom FFH-Lebensraumtyp 3160 Dystrophe Stillgewässer, sowie im Norden eine Parzelle Grünland vom FFH-Lebensraumtyp 6410 Pfeifengraswiesen. Für den Besucher führen um die beiden Moore herum Rad- und Wanderwege. In beiden Mooren gibt es einen Wanderweg durch das Moor. Am West- und Ostrand des Nordermoores befindet sich je ein Parkplatz, sowie ein hölzerner Aussichtsturm. An drei Stellen im Nordermoor und an einer im Ostermoor an den Wanderwegen gibt es eine Informationstafel des Besucherinformationssystems (BIS) für Naturschutz- und NATURA 2000-Gebiete des Landes Schleswig-Holstein. Darüber hinaus gibt es im Internet ein BIS-Faltblatt über die beiden Moore. Mit der Gebietsbetreuung des NSG Dellstedter Birkwildmoor wurde vom Landesamt für Landwirtschaft, Umwelt und ländliche Räume des Landes Schleswig-Holstein (LLUR) der Landesjagdverband Schleswig-Holstein e.V. betraut.

#### FFH-Analyse und Bewertung
Das Kapitel Analyse und Bewertung beschäftigt sich unter anderem mit der Hydrologie und den aktuellen Gegebenheiten des FFH-Teilgebietes. Die Ergebnisse fließen in den FFH-Maßnahmenkatalog ein. Für das Nordermoor lässt sich zwischen den beiden Monitoringberichten von 2008 und 2015/2016 ein deutlicher Anstieg des Bestandes an hochmoortypischen Torfmoosen feststellen. Sie haben dort das für degradierte Hochmoore typische Pfeifengras verdrängt. Damit ist die Voraussetzung für das Entstehen eines sich selbst entwickelnden Regenmoores gegeben. Die Entwicklungs- und Erhaltungsziele wurden in einer Karte festgehalten. Danach soll sich um das Hochmoor herum ein Niedermoorgürtel und daran anschließend eine offene Grünlandfläche anschließen mit der für diese FFH-Lebensraumtypen typischen Fauna und Flora. Eines der Hauptziele ist die Wiederherstellung eines Lebensraumes für das für Hochmoore typische Birkwild, das diesem Gebiet mal seinen Namen gegeben hat. Mit der erfolgreichen Wiederansiedelung der Bekassine und des Großen Brachvogels ist man diesem Ziel ein bisschen näher gerückt. Probleme für die Entwicklung der Wiesenvögel und ihrer Nester könnten die mit den Jahren ansteigende Zahl invasiver Arten wie Mink, Waschbär und Bisamratte ergeben. Erste Schäden an den Dämmen und Verwallungen durch die Bisamratte sind schon zu verzeichnen. Die Eigentumsverhältnisse mit überwiegend gemeinnützigen Organisationen sorgen für eine dem Naturschutz dienende Nutzung und Pflege des Gebietes.

#### FFH-Maßnahmenkatalog
Der FFH-Maßnahmenkatalog wird im FFH-Managementplan standardmäßig unter Kapitel 6 beschrieben. Daneben gibt es jeweils eine Karte und ein Maßnahmenblatt für die notwendigen, sonstigen und weitergehenden Maßnahmen. Im Zentrum der Bemühungen im Nordermoor steht die Erhöhung der Wasserstände im Hochmoor. Alte Staue sind zu erneuern, zusätzliche neue regelbare Staue sind erforderlich. In den Wiesengebieten sind zur Vorbereitung auf die Brutzeit im Frühjahr, die Wiesen im Winter kurz zu halten. Zusätzliche staffelartig anzulegende Verwallungen sind zu planen. Seit Oktober 2019 wird im Nordermoor eine neue Methode zur Abdichtung und Verwallung der Moore angewendet. Statt stählerne Spundwände werden Gräben ausgehoben, mit langlebigen Folien ausgekleidet und wieder verfüllt und verwallt. Diese Methode ist kostengünstiger und schneller.

### FFH-Teilgebiet Prinzenmoor

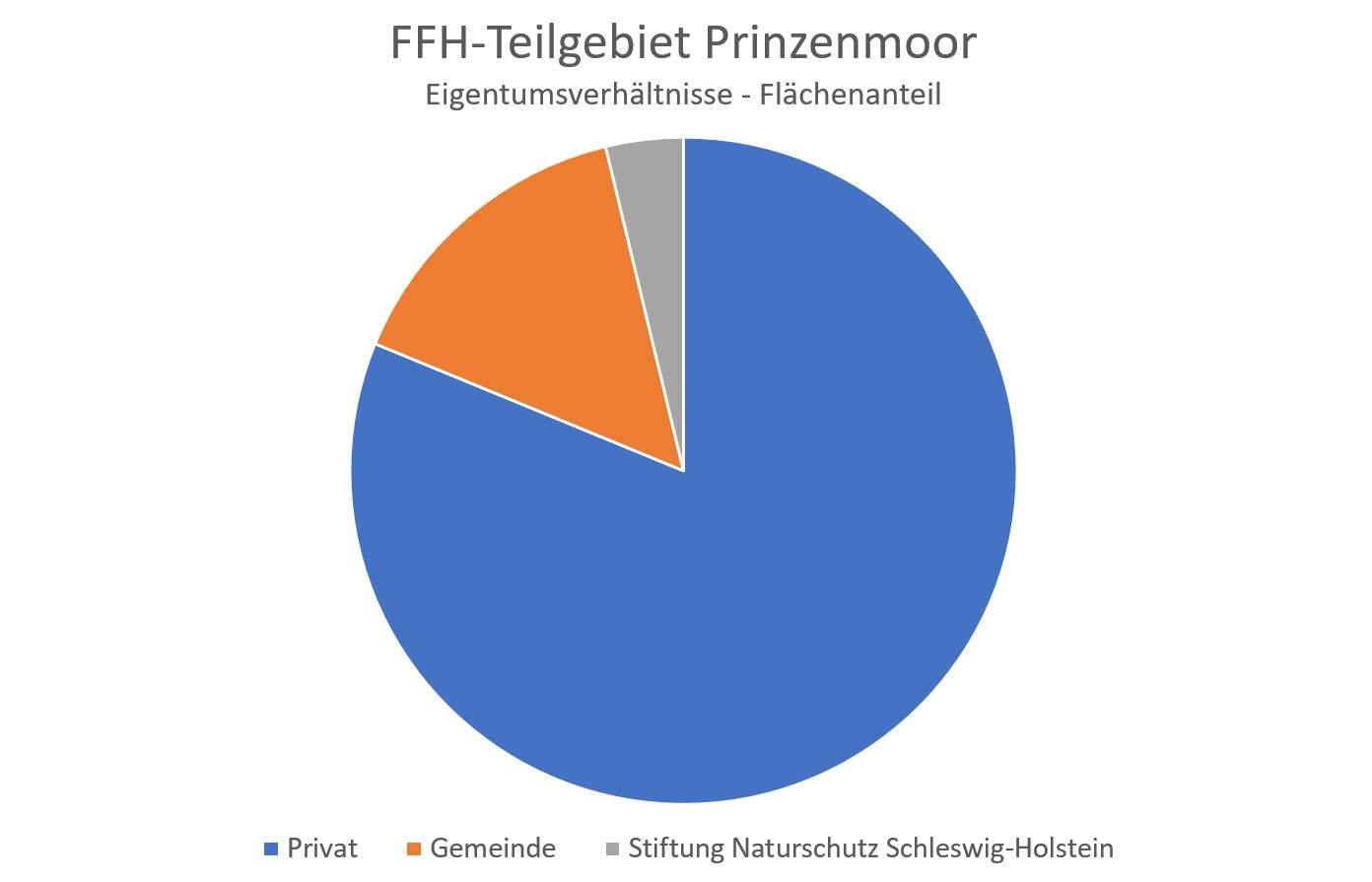
Eigentümer

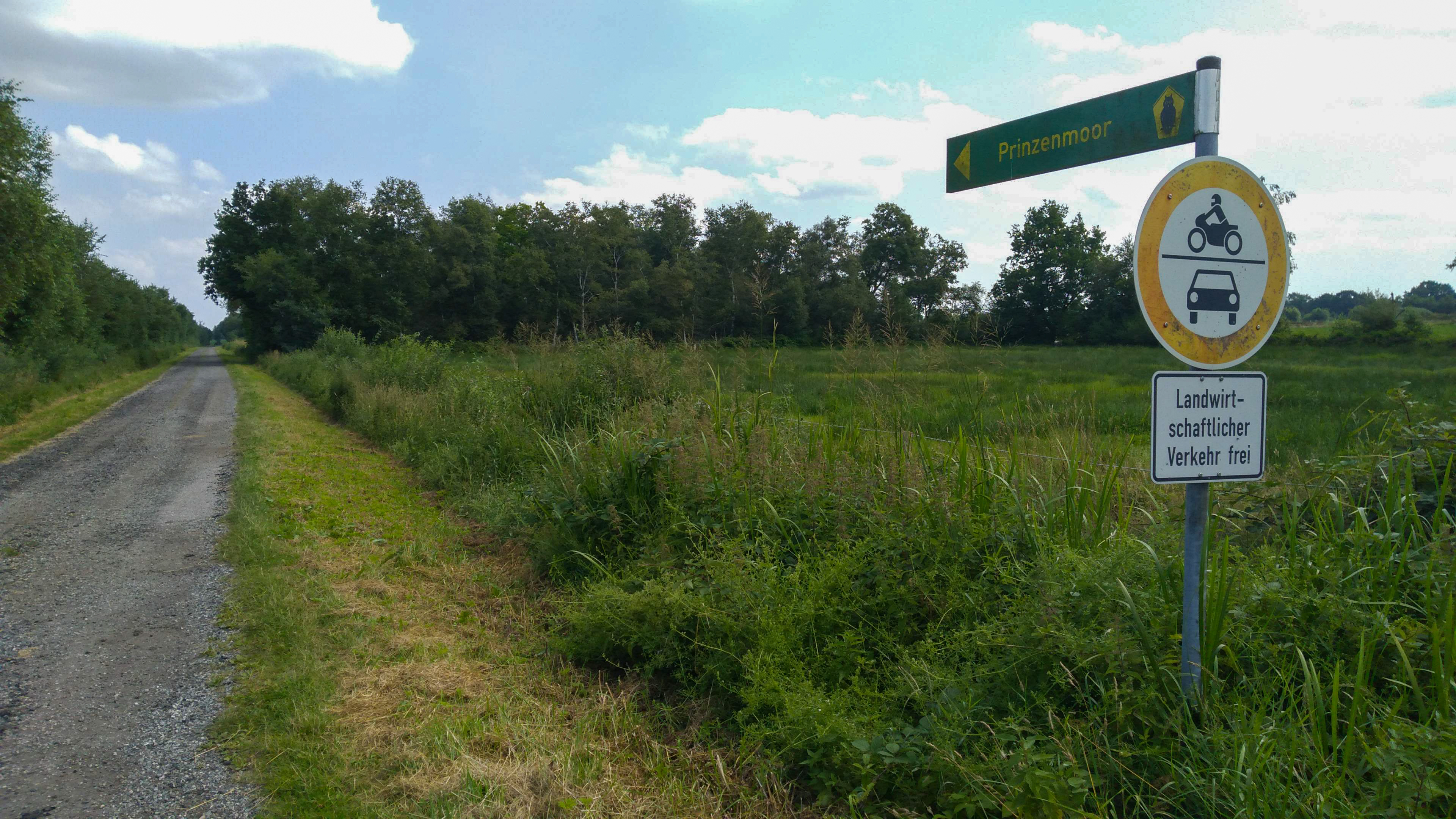
Nordrand des FFH-Teilgebietes Prinzenmoor

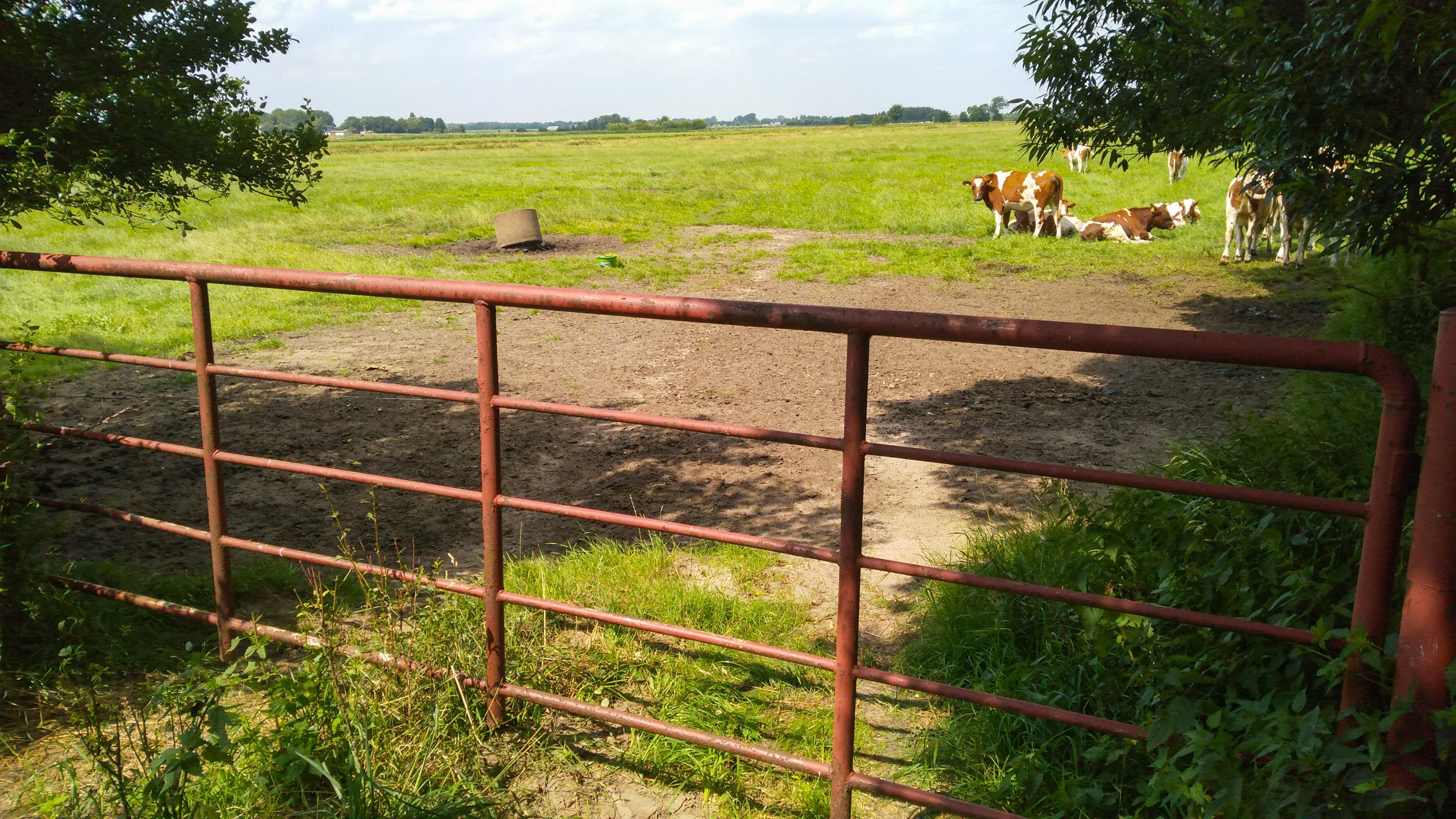
Südgrenze des FFH-Teilgebietes Prinzenmoor

Das FFH-Teilgebiet Prinzenmoor ist das südlichste Teilgebiet des FFH-Gebietes Moore der Eider-Treene-Sorge-Niederung. Es liegt im südlichsten Eiderbogen im Kreis Rendsburg-Eckernförde zwischen der Eider im Süden und der Bundesstraße B203 im Norden. Es hat eine Fläche von 213 ha und seine größte Ausdehnung mit 2,4 km in Nordsüdrichtung. Die höchste Erhebung liegt im nördlichen Teil des Moores bei 2,3 m über NN, der niedrigste im Süden auf Meeresniveau. Es ist Teil der Gemeinden Hamdorf im Osten und Prinzenmoor im Westen. Innerhalb des FFH-Teilgebietes liegt auf dem Gebiet des renaturierten Hochmoores das 1938 eingerichtete Landschaftsschutzgebiet Bauernmoor bei Prinzenmoor. Der FFH-Managementplan für das Teilgebiet wurde am 7. Juni 2013 vom Ministerium für Energiewende, Landwirtschaft, Umwelt und ländliche Räume des Landes Schleswig-Holstein veröffentlicht. Es handelt sich bei dem Gebiet um ein in großen Teilen abgetorftes Hochmoor mit kleineren Anteilen Niedermoor, an das sich im Westen und Süden ein Feucht- und Nassgrünland und 80 ha artenarmes Intensivgrünland anschließen. Im Osten befindet sich eine 6,5 ha große Ackerfläche. Von den der EU-Umweltbehörde im aktuellen Standard-Datenbogen vom Mai 2017 gemeldeten FFH-Lebensraumtypen ist der Typ 7120 Renaturierungsfähige degradierte Hochmoore der einzige des Teilgebietes. Arten gemäß Artikel 4 der Richtlinie 2009/147/EG und Anhang II der Richtlinie 92/43/EWG sind keine vorhanden. Das Teilgebiet ist für den Besucher zugänglich. Im Moor befindet sich ein Rundwanderweg und ein Moorpfad, die von drei Seiten erreichbar sind. Am zentralen Moorsee ist ein Aussichtspunkt mit Rundblick. Am Nordzugang und am Ostende des Moorpfades stehen je eine Informationstafel des Besucherinformationssystems (BIS) für Naturschutz- und NATURA 2000-Gebiete des Landes Schleswig-Holstein. Darüber hinaus gibt es im Internet ein BIS-Faltblatt über das FFH-Teilgebiet Prinzenmoor, seine Entstehung und Flora und Fauna. Für das FFH-Teilgebiet wurde vom LLUR noch kein Betreuer geschützter Gebiete in Schleswig-Holstein gem. § 20 LNatSchG ernannt.

#### FFH-Analyse und Bewertung
Der FFH-Lebensraumtyp 7120 Renaturierungsfähige degradierte Hochmoore wird sich nur in einem kleinen Kernbereich entwickeln können. Durch die Jahrhunderte dauernde Entwässerung des Moores und der umliegenden intensiv genutzten Grünlandflächen hat sich der Grundwasserspiegel immer mehr gesenkt. Das entwässerte Moor mineralisiert und setzt Nährstoffe frei. Nährstoffreiches Wasser dringt weiterhin aus dem Umland in das Moor ein und lässt nur Birken und Pfeifengras als Anzeiger degradierter Moore wachsen. Nur eine Nutzungsaufgabe der nördlich der Eider gelegenen Wiesen, die unterhalb des Meeresspiegels liegen, wäre eine Renaturierung des Moores denkbar. Auf Grund der Eigentumsverhältnisse wird dies kurzfristig nicht möglich sein. Deshalb konzentriert man sich auf einen kleinen Bereich im Zentrum des Hochmoores, dessen Wasserstand durch Einstauen angehoben werden kann. Die Beibehaltung der umgebenden Gehölze reduziert die Austrocknung des Moores und den Nährstoffeintrag durch Winderosion von den umliegenden intensiv genutzten Äckern und Wiesen. Dennoch wird langfristig an dem Ziel der Rekultivierung des degradierten Hochmoores zu einem sich selbst entwickelndem Hochmoor und im Grünlandbereich zu einer Erhöhung des Wasserstandes zur Unterstützung dieses Zieles festgehalten.

#### FFH-Maßnahmenkatalog
Neben der Beschreibung im Managementplan gibt es eine Karte der Maßnahmen sowie drei Maßnahmenblätter. Das Maßnahmenblatt 1 behandelt die Maßnahmen im Zentrum des Hochmoores, das Maßnahmenblatt 2 enthält Maßnahmen zur Sicherung höherer Wasserstände im Grünland außerhalb des Moores zur Durchsetzung des Verschlechterungsverbotes nach §33 des Bundesnaturschutzgesetzes. Das Maßnahmenblatt 3 enthält Maßnahmen auf freiwilliger Basis zur Erhöhung der Wasserstände im Grünlandbereich.

### FFH-Teilgebiet Südermoor

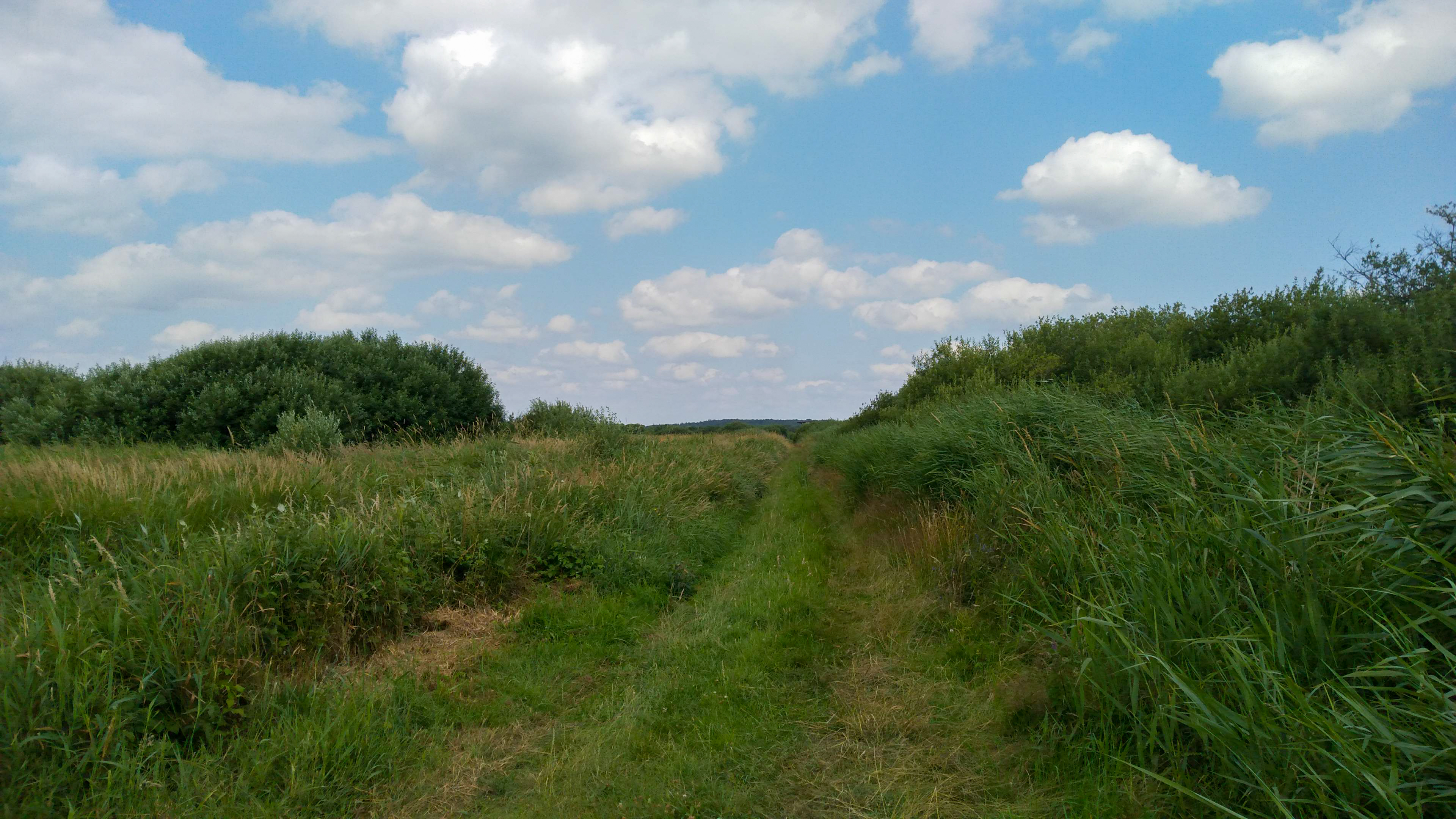
Wanderweg in das FFH-Teilgebiet Südermoor

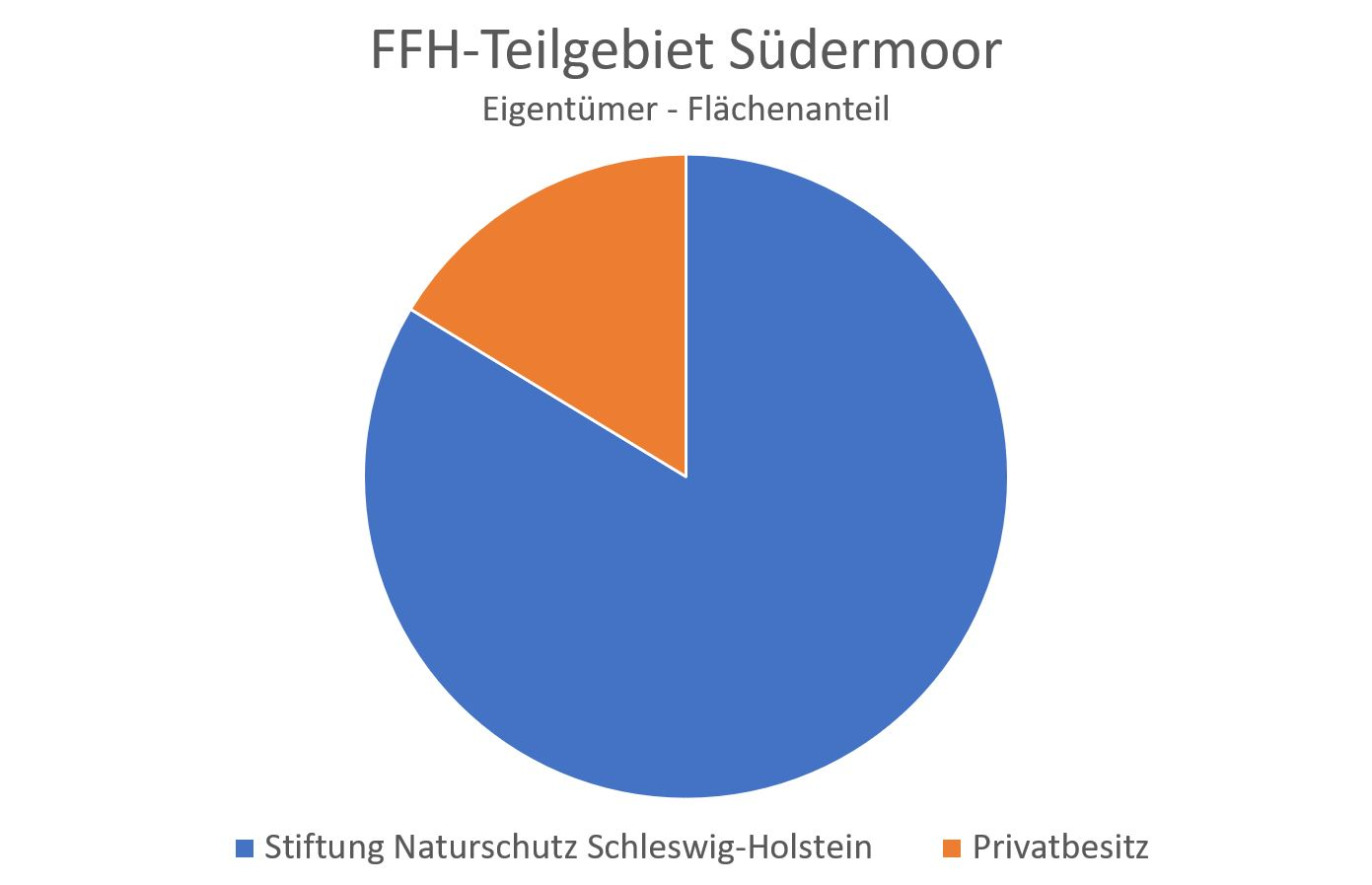
Eigentümer

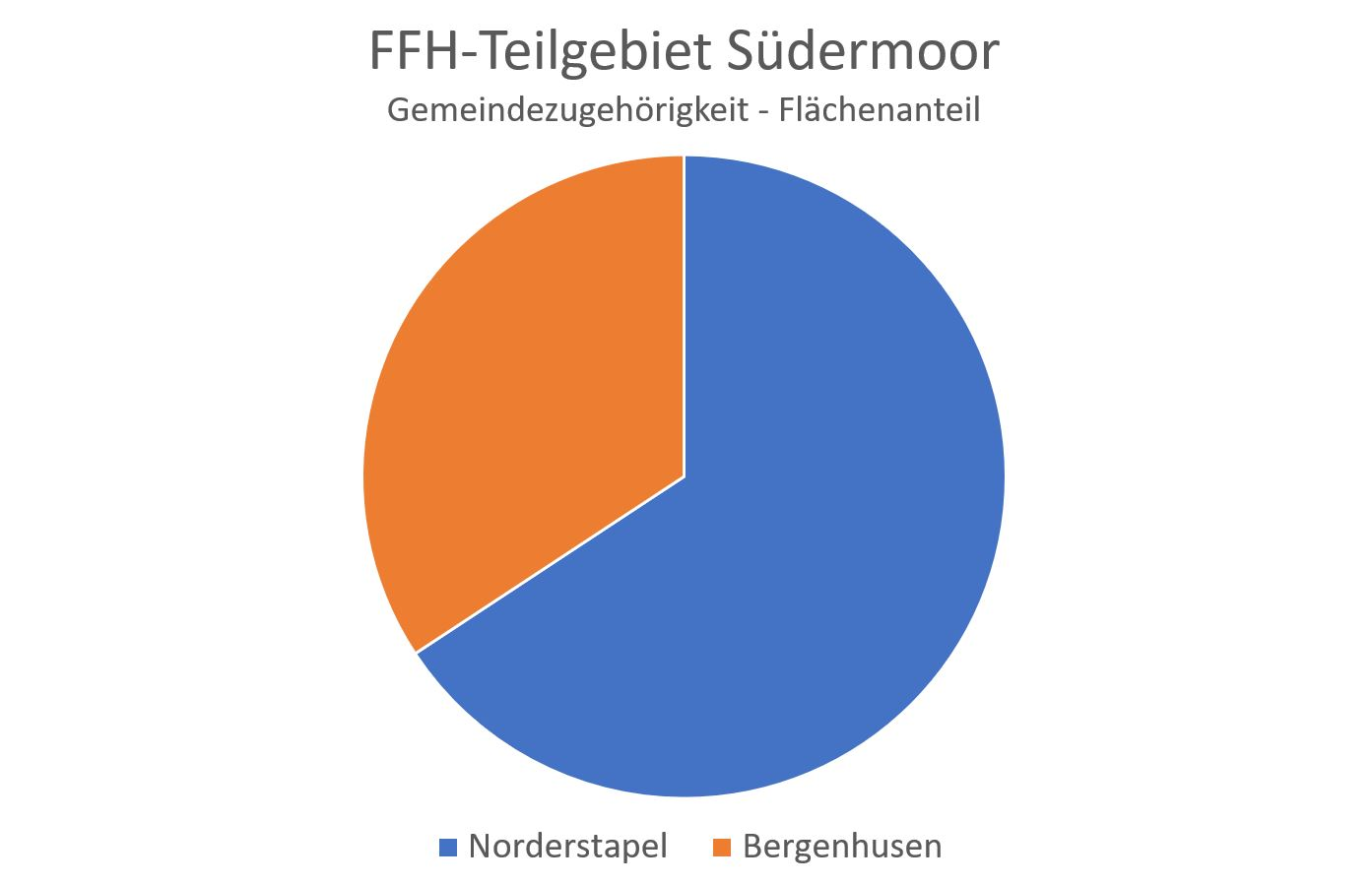
Gemeindezugehörigkeit

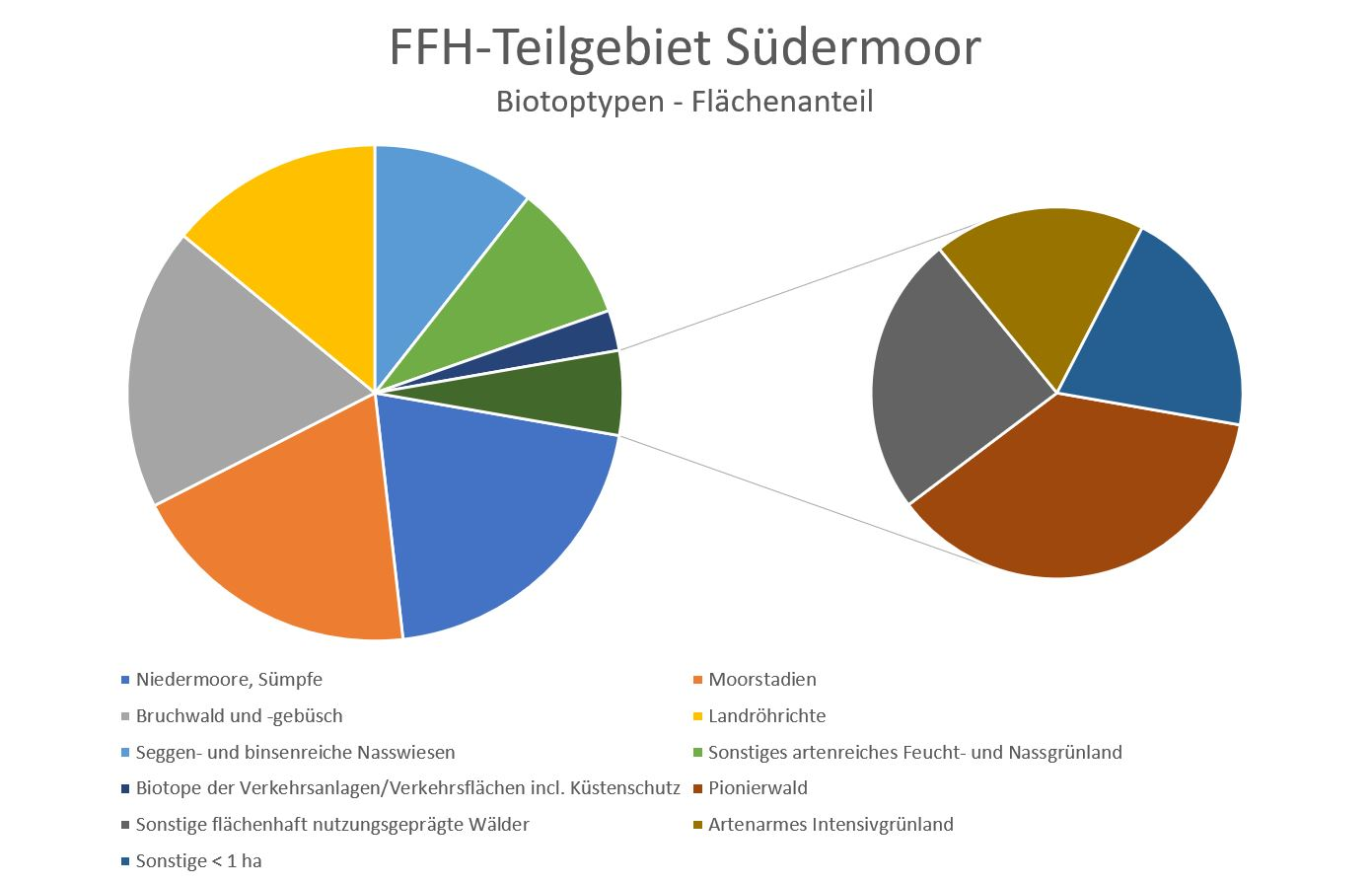
Biotoptypen

Das FFH-Teilgebiet Südermoor liegt im Kreis Schleswig-Flensburg am Südrand des Geestrückens zwischen Norderstapel im Westen und Bergenhusen im Osten. Es hat eine Fläche von 213 ha und seine größte Ausdehnung mit 2,2 km in nordöstlicher Richtung. Seine höchste Erhebung befindet sich mit ca. 2 m im Zentrum des Moorgebietes, seine tiefste Stelle mit ca. 1,5 m unter NN in den Nasswiesen im Süden des Gebietes. Das Teilgebiet liegt im Westen in der Gemeinde Norderstapel und im Osten in der Gemeinde Bergenhusen. Der FFH-Managementplan für das Teilgebiet wurde im April 2010 vom Ministerium für Energiewende, Landwirtschaft, Umwelt und ländliche Räume des Landes Schleswig-Holstein veröffentlicht. Das Teilgebiet besteht aus dem Südermoor, einem teilweise abgetorftem Hochmoor mit Bruchwäldern und Gebüsch im Norden und dem Dacksee, einem verlandeten Flachsee bestehend aus Feuchtwiesen, Niedermoor, Röhricht und Sümpfen, die bei hohen Grundwasserständen überflutet sind, im Südwesten. Das Teilgebiet ist durch mehrere Wege für den Besucher zugänglich. Von den der EU-Umweltbehörde im aktuellen Standard-Datenbogen vom Mai 2017 gemeldeten FFH-Lebensraumtypen sind vier im Teilgebiet angesiedelt:
- 6410 Pfeifengraswiesen
- 7120 Renaturierungsfähige degradierte Hochmoore
- 7140 Übergangs- und Schwingrasenmoore
- 91D0 * Moorwälder

Für diese vier FFH-Lebensraumtypen sind FFH-Entwicklungsziele definiert worden.

#### FFH-Analyse und Bewertung
Der überwiegende Teil der Flächen im Teilgebiet gehören der Stiftung Naturschutz Schleswig-Holstein. Größere Teile der Hochmoorflächen im Norden sind im Privatbesitz, unterliegen aber dem Naturschutzgesetz nach § 30 BNatSchG i. V. mit § 21LNatSchG. Fast alle Flächen sind entweder gesetzlich geschützte Biotope oder unterliegen als FFH-Gebiet dem Verschlechterungsverbot. Mit der Stiftung Naturschutz Schleswig-Holstein als Haupteigentümer ist eine weitere positive Entwicklung der FFH-Lebensraumtypen im Teilgebiet gesichert. Das nach Süden abfallende Gelände erfordert für die notwendige Anhebung des Wasserstandes im Hochmoor weitreichende Staumaßnahmen innerhalb des Gebietes, um hochmoortypische Vogelarten als Brutgebiet dienen zu können. Zum Erhalt der Pfeifengraswiese ist eine herbstliche Mahd mit Abtransport des Mähgutes erforderlich, um auch Pflanzen mit geringem Nährstoffbedarf anzusiedeln. Der sich anschließende Gürtel aus Niedermoor, Sumpf und Röhricht ist sehr artenreich. Auf den Nasswiesen ist ebenfalls ein jährlicher Pflegeschnitt mit Abtransport der Mahd zur Offenhaltung erforderlich.

#### FFH-Maßnahmenkatalog
Neben der Beschreibung im Managementplan gibt es eine Karte der Maßnahmen. Schwerpunkt der Maßnahmen sind der Bau einer Verwallung, Einbau von sieben Erdstauen und fünf regulierbare Überlaufrohre zu den Vorflutern. Instandsetzung und Beschilderung von Wanderwegen und Installation eines Besucherinformationssystems (BIS).

### FFH-Teilgebiet Tetenhusener Moor

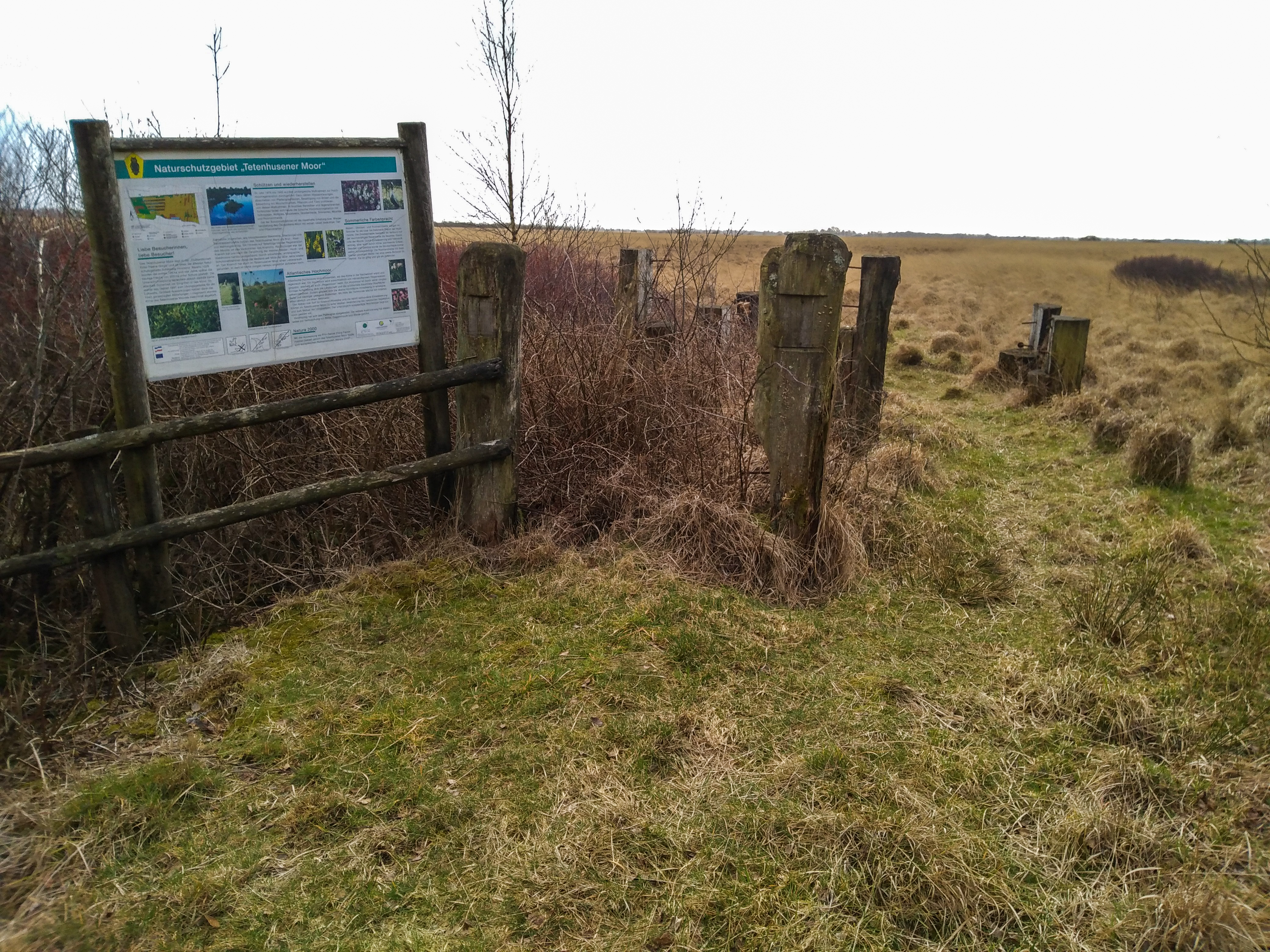
Reste ehemaliger Aussichtsturm

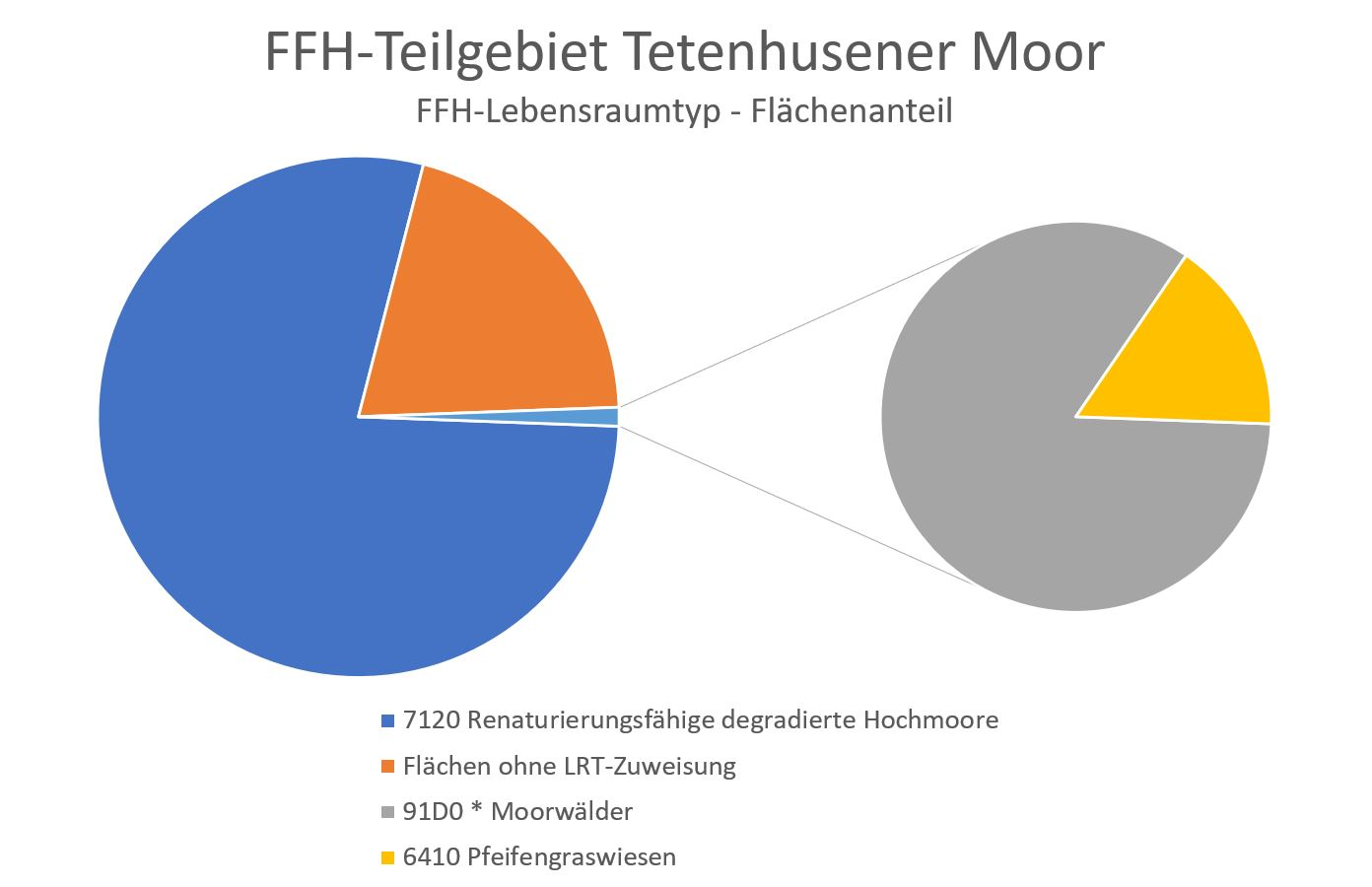
FFH-Lebensraumtyp

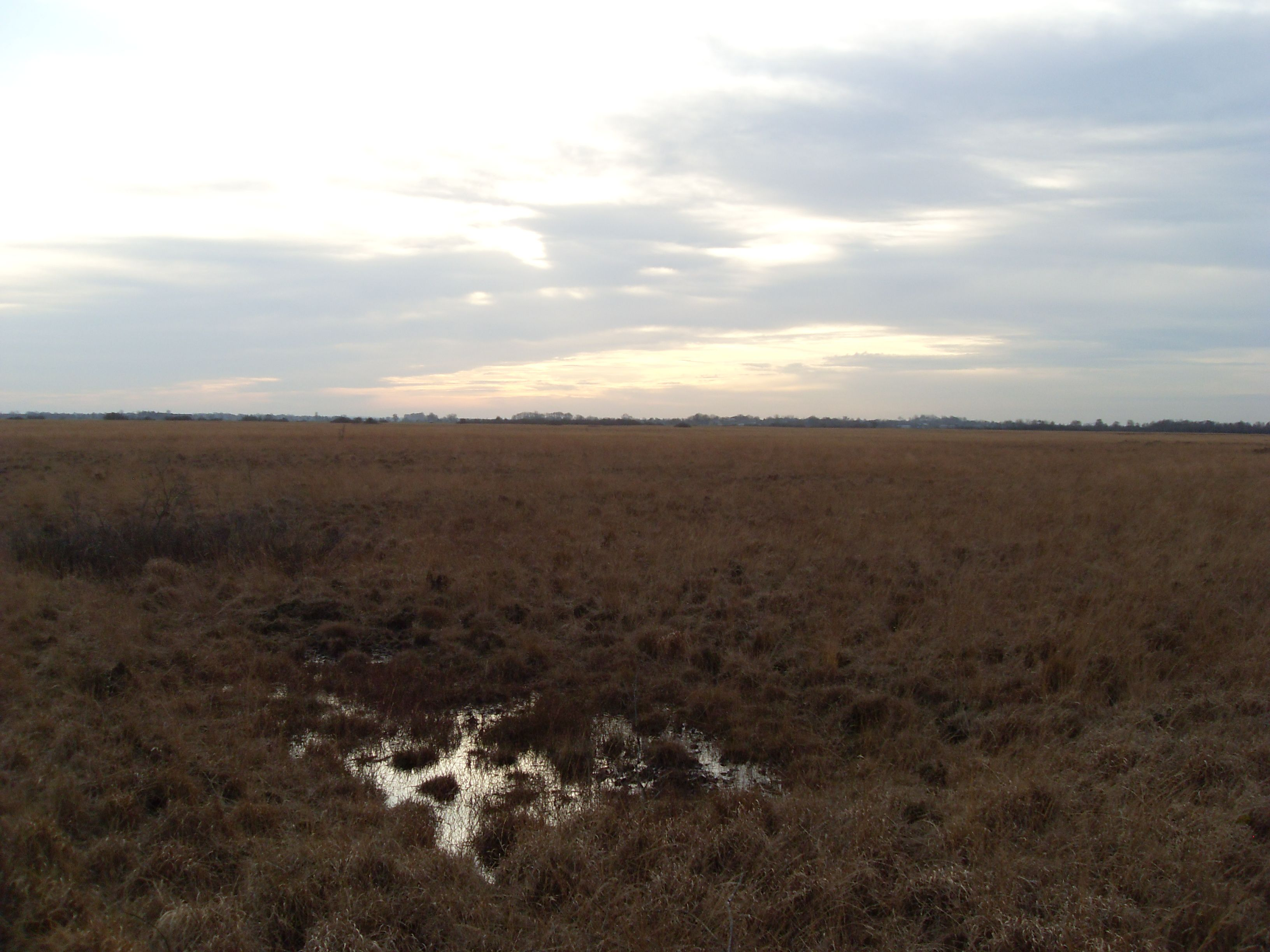
Hochmoor im Tetenhusener Moor

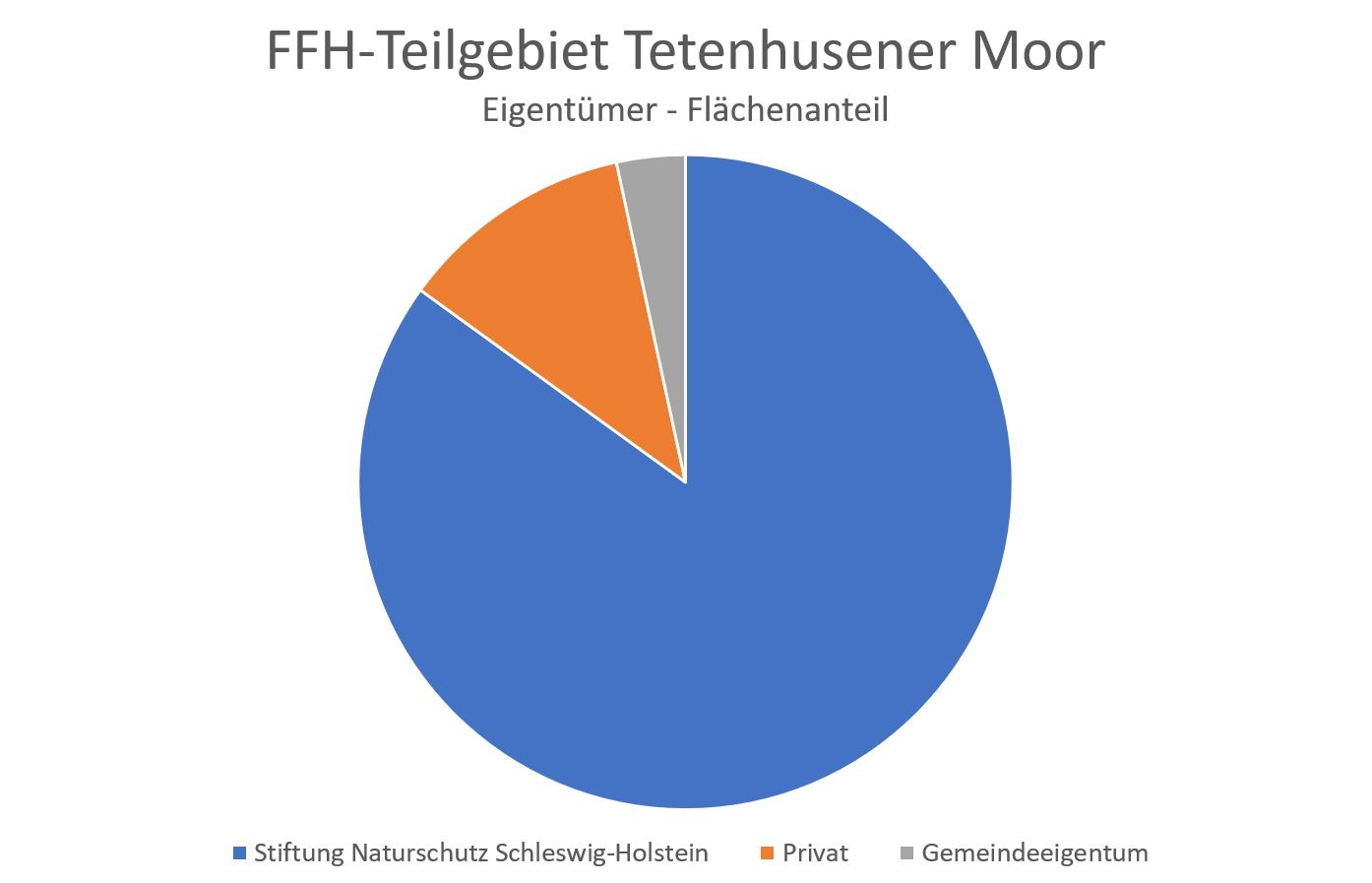
Eigentümer

Das FFH-Teilgebiet Tetenhusener Moor liegt im Zentrum des FFH-Gebietes Moore der Eider-Treene-Sorge-Niederung im Kreis Schleswig-Flensburg im Zentrum des Dreiecks der Gemeinden Klein Bennebek im Norden, Meggerdorf im Westen und Tetenhusen im Osten. Es hat eine Fläche von 360 ha und seine größte Ausdehnung mit 3 km in nordwestlicher Richtung. Seine höchste Erhebung befindet sich mit ca. 2 m im Südwesten, seine tiefste Stelle auf Meeresniveau im Nordosten des Gebietes. Das Teilgebiet liegt vollständig auf dem Gebiet der Gemeinde Tetenhusen. Es beinhaltet das mit seinem südlich des zentralen Moorweges gelegene Naturschutzgebiet Tetenhusener Moor, das im Jahre 1932 eingerichtet wurde. Es liegt im EU-Vogelschutzgebiet DE 1622-493 Eider-Treene-Sorge-Niederung. Die Nord- und Westgrenze bildet das Fließgewässer Bennebek. Der FFH-Managementplan für das Teilgebiet wurde am 24. März 2018 vom Ministerium für Energiewende, Landwirtschaft, Umwelt, Natur und Digitalisierung des Landes Schleswig-Holstein veröffentlicht. Das Teilgebiet besteht aus einem nicht mehr genutztem Hochmoor im Zentrum, einem Niedermoor im Westen und mehr oder weniger extensiv genutztem Grünland am Nord- und Ostrand. In den nach dem Zweiten Weltkrieg maschinell abgetorften Parzellen im Westen hat sich stellenweise eine bis zu 90 cm hohe lebende Torfschicht auf freiem Wasser entwickelt. Am Südrand befindet sich eine größere offene Wasserfläche als Moorregenerationsfläche und am Nordrand ruderale Gras- und Staudenfluren. Von den der EU-Umweltbehörde im aktuellen Standard-Datenbogen vom Mai 2017 gemeldeten FFH-Lebensraumtypen sind drei im Teilgebiet angesiedelt:
- 6410 Pfeifengraswiesen
- 7120 Renaturierungsfähige degradierte Hochmoore
- 91D0 * Moorwälder

Den größten Anteil hat der FFH-Lebensraumtyp 7120 Renaturierungsfähige degradierte Hochmoore. Die Zielsetzung für den Zentralbereich dieses Lebensraumtypes ist langfristig die Entwicklung hin zu dem Lebensraumtyp 7110 Lebende Hochmoore.oder mindestens 7150 Torfmoor-Schlenken mit Schnabelbinsen-Gesellschaften. Das Teilgebiet ist für Besucher über den in Ost-West-Richtung verlaufenden Moorweg von Westen, Osten und Norden zugänglich. Am Westrand befindet sich ein Parkplatz mit einer Informationstafel des Besucherinformationssystems (BIS) für Naturschutz- und NATURA 2000-Gebiete des Landes Schleswig-Holstein und einem Spender aus Metall für das auch im Internet als PDF erhältliche BIS-Faltblatt über das Naturschutzgebiet Tetenhusener Moor mit Informationen über seine Entstehung, Flora und Fauna. Eine weitere Tafel befindet sich am ehemaligen Aussichtsturm im Zentrum am Moorweg.

#### FFH-Analyse und Bewertung
Der Part FFH-Analyse und Bewertung im Managementplan zeigt im Wesentlichen Defizite im Erhaltungszustand der FFH-Lebensraumtypen auf. Der bedeutendste zu erhaltende FFH-Lebensraumtyp 7120 Renaturierungsfähige degradierte Hochmoore ist durch veraltete und mangelhafte Wasserrückhaltesysteme gegeben. Der zentrale Moorweg ist an vielen Stellen abgesackt und mit schwerem Gerät nicht mehr befahrbar. Bei Starkregen kann nährstoffreiches Oberflächenwasser in das Moorgebiet gelangen. Der überwiegende Teil der Flächen im Teilgebiet befinden sich im Eigentum der Stiftung Naturschutz Schleswig-Holstein. Die Zugangswege sind im Besitz der Gemeinde Tetenhusen. Der Rest gehört mehreren Privateigentümern. Deshalb werden die meisten Maßnahmen durch die Stiftung durchgeführt. Durch freiwillige Vereinbarungen können sich auch Privateigentümer an Maßnahmen beteiligen.

#### FFH-Maßnahmenkatalog
Der Managementplan enthält eine Aufzählung der Maßnahmen, die seit den 90er Jahren des vorigen Jahrhunderts durchgeführt wurden. Dazu zählen im Wesentlichen Vernässungsmaßnahmen durch Staue und Verwallungen, sowie die regelmäßige Beweidung der Pfeifengraswiesen durch Schafe. Die Maßnahmen wurden in einer Karte für die notwendigen Erhaltungs- und Wiederherstellungsmaßnahmen und einer für weitergehenden Entwicklungs- und sonstige Pflege- und Entwicklungsmaßnahmen örtlich festgehalten. Daneben gibt es ein Maßnahmenblatt mit Zeit- und Kostenplanung für die notwendigen Erhaltungs- und Wiederherstellungsmaßnahmen mit der Priorität 1, eines für die weitergehenden Entwicklungsmaßnahmen mit Priorität 2 und eines für die sonstigen Pflege- und Entwicklungsmaßnahmen mit der Priorität 3. Im Bereich des Naturschutzgebietes sollen ca. 5 km alte Verwallungen saniert und im gesamten Teilgebiet ebenso viele km neue Verwallungen und 27 verstellbare Überläufe angelegt werden. Die Moorwälder sollen sich als Naturwald der Eigenentwicklung überlassen werden. Als größte weitergehende Entwicklungsmaßnahme ist die Renaturierung des Fließgewässers Bennebek am Nordrand des Teilgebietes geplant. Für die Verbesserung der Nutzung als Naherholungsgebiet wird der Neubau des abgerissenen Aussichtsturms am Moorweg, sowie die Aufstellung weiterer BIS-Tafeln am Süd- und Ostrand des Teilgebietes in Erwägung gezogen.

### FFH-Teilgebiet Königsmoor Ost

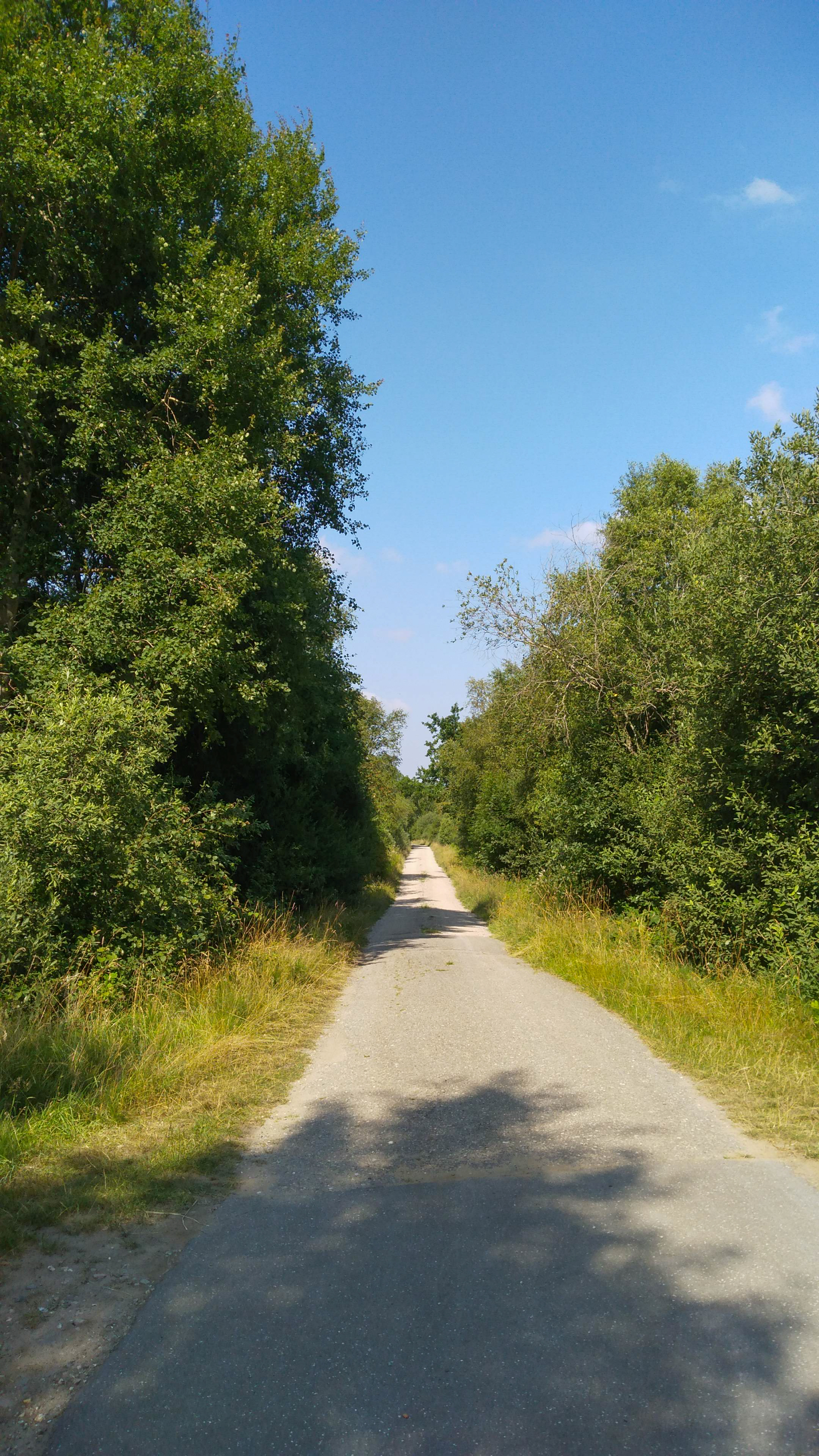
Königsmoor-Ost

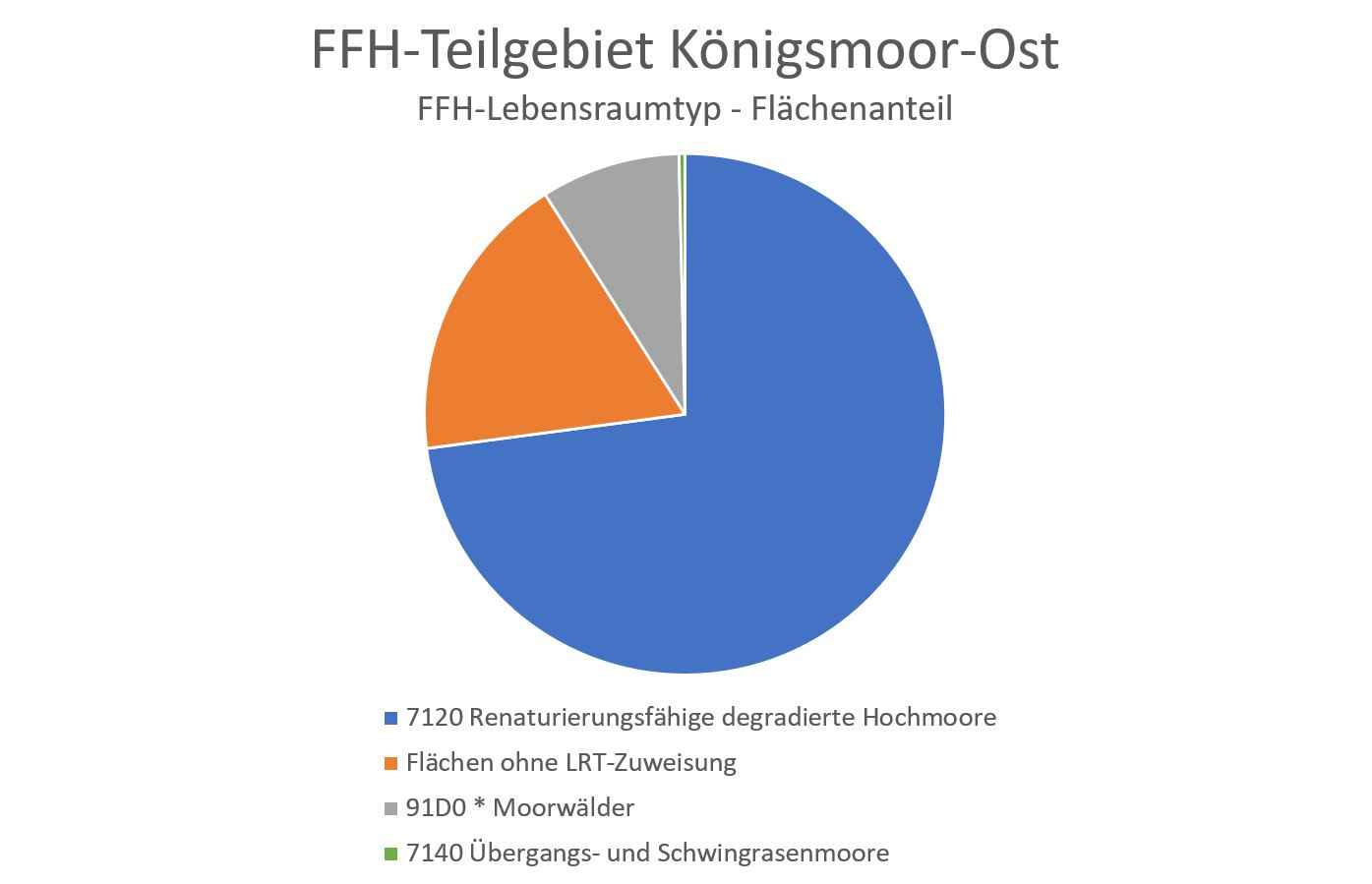
FFH-Lebensraumtyp

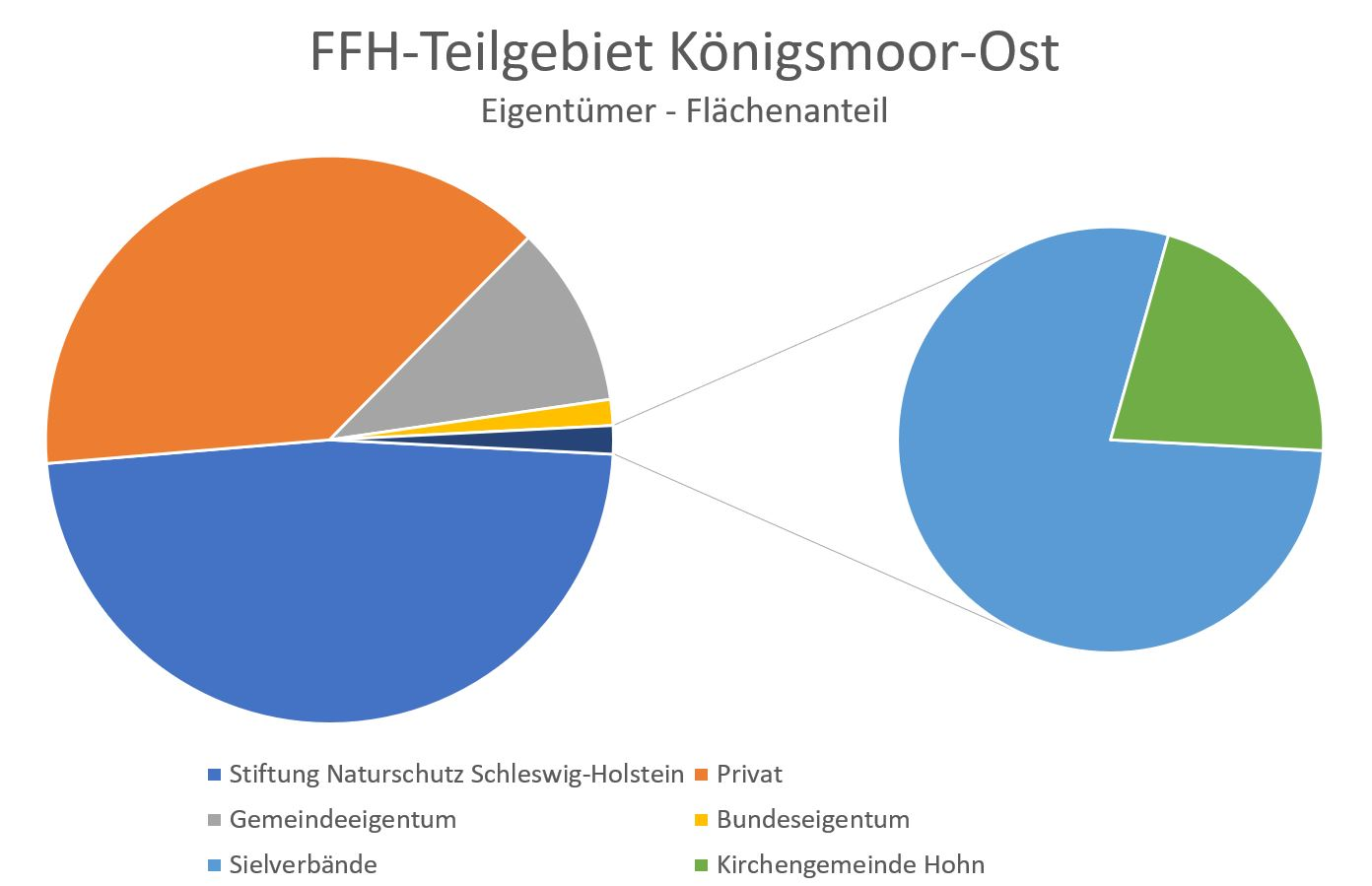
Eigentümer

Das FFH-Teilgebiet Königsmoor Ost ist das östlichste Teilgebiet das FFH-Gebietes Moore der Eider-Treene-Sorge-Niederung und liegt in den Gemeinden Lohe-Föhrden, Hohn und Königshügel des Kreises Rendsburg-Eckernförde. Es hat eine Fläche von 291 ha und seine größte Ausdehnung mit ca. 2,8 km in nordsüdlicher Richtung. Seine höchsten Erhebungen befindet sich mit ca. 4 m im Zentralbereich des Moores, seine tiefste Stelle auf Meeresniveau am Südrand des Gebietes. Der Südrand bildet die Trasse der ehemaligen Bahnstrecke Rendsburg–Husum. Hier grenzt das Teilgebiet an das FFH-Teilgebiet Hohner See. Das FFH-Teilgebiet Königsmoor Ost liegt vollständig im EU-Vogelschutzgebiet DE 1622-493 Eider-Treene-Sorge-Niederung. Der FFH-Managementplan für das Teilgebiet wurde am 14. März 2018 vom Ministerium für Energiewende, Landwirtschaft, Umwelt, Natur und Digitalisierung des Landes Schleswig-Holstein veröffentlicht. Im Norden und Südosten des Teilgebietes befinden sich die größten zusammenhängenden Gebiete mit Hochmoorstadien, während der Rest auch von Grünlandbereichen durchzogen ist. Die mächtigsten Torfschichten mit 4 m über dem mineralischen Untergrund findet man im westlichen Teil. Das Gebiet ist durch eine Vielzahl von Entwässerungsgräben durchzogen. Der Gebietsrand wird größtenteils durch diese dargestellt. Die größeren Gewässer sind Verbandsgewässer der beiden Sielverbände Mittlere Sorge und Hohner See. Quer durch das Gebiet verläuft eine Wasserscheide. Der nördliche Bereich entwässert in die Sorge, der südliche mit drei Fließgewässern in den Hohner See. Von den der EU-Umweltbehörde im aktuellen Standard-Datenbogen vom Mai 2017 gemeldeten FFH-Lebensraumtypen sind drei im Teilgebiet angesiedelt:
- 7120 Renaturierungsfähige degradierte Hochmoore
- 7140 Übergangs- und Schwingrasenmoore
- 91D0 * Moorwälder

Fast dreiviertel der Gebietsfläche gehört zum FFH-Lebensraumtyp 7120 Renaturierungsfähige degradierte Hochmoore. Für den Besucher steht ein weitverzweigtes Wegenetz zur Verfügung.

#### FFH-Analyse und Bewertung
Die FFH-Analyse und Bewertung im Managementplan zeigt die Problemfelder zur Weiterentwicklung des FFH-Teilgebietes auf. Wie für alle entwässerte Moore ist die Hydrologie von besonderer Bedeutung für die erforderliche Wiedervernässung. Hier kommt es zu Konflikten mit der landwirtschaftlichen Nutzung. In den letzten 200 Jahren wurden ausgeklügelte Entwässerungssysteme im gesamten Königsmoor angelegt. Die Eigentümerstruktur des Teilgebietes Königsmoor Ost lässt eine kurzfristige Auflösung dieser Konflikte nicht erwarten. Der größte Eigentümer ist zwar die Stiftung Naturschutz Schleswig-Holstein, aber knapp 40 % liegt im Besitz mehrerer Privateigentümer. Hier sind nur langfristig durch Flächenkauf, Pacht und Vertragsnaturschutz Freiräume für größere Entwicklungsmaßnahmen zu schaffen. Durch das Gebiet verlaufen für die Entwässerung der umliegenden intensiv bewirtschafteten Acker- und Wiesenflächen wichtige Verbandsgewässer. Deshalb ist eine genaue Planung von Vernässungsmaßnahmen im FFH-Teilgebiet zusammen mit den Sielverbänden notwendig, die die Interessen der Nutzer dieser Gewässer berücksichtigt.

#### FFH-Maßnahmenkatalog
Der Managementplan enthält als Ergebnis der FFH-Analyse und Bewertung einen Maßnahmenkatalog der notwendigen Erhaltungsmaßnahmen und weitergehenden Entwicklungsmaßnahmen. Zur Beschreibung der örtlichen Lage sind diese in einer Karte für die notwendigen Erhaltungs- und eine für die Entwicklungs- und weitergehenden sonstigen Maßnahmen festgehalten. Darüber hinaus gibt es in tabellarischer Form mit Priorisierung ein Maßnahmenblatt 1 für die notwendigen Erhaltungs- und Wiederherstellungsmaßnahmen, ein Maßnahmenblatt 2 für die weiteren Entwicklungsmaßnahmen und ein Maßnahmenblatt 3 für die sonstigen Pflege- und Entwicklungsmaßnahmen. Bei letzterem wird die Aufstellung von BIS-Informationstafeln des landesweiten Besucherinformationssystems des Landesamtes für Landwirtschaft, Umwelt und ländliche Räume des Landes Schleswig-Holstein (LLUR) in Erwägung gezogen.

### FFH-Teilgebiet Tielener Moor

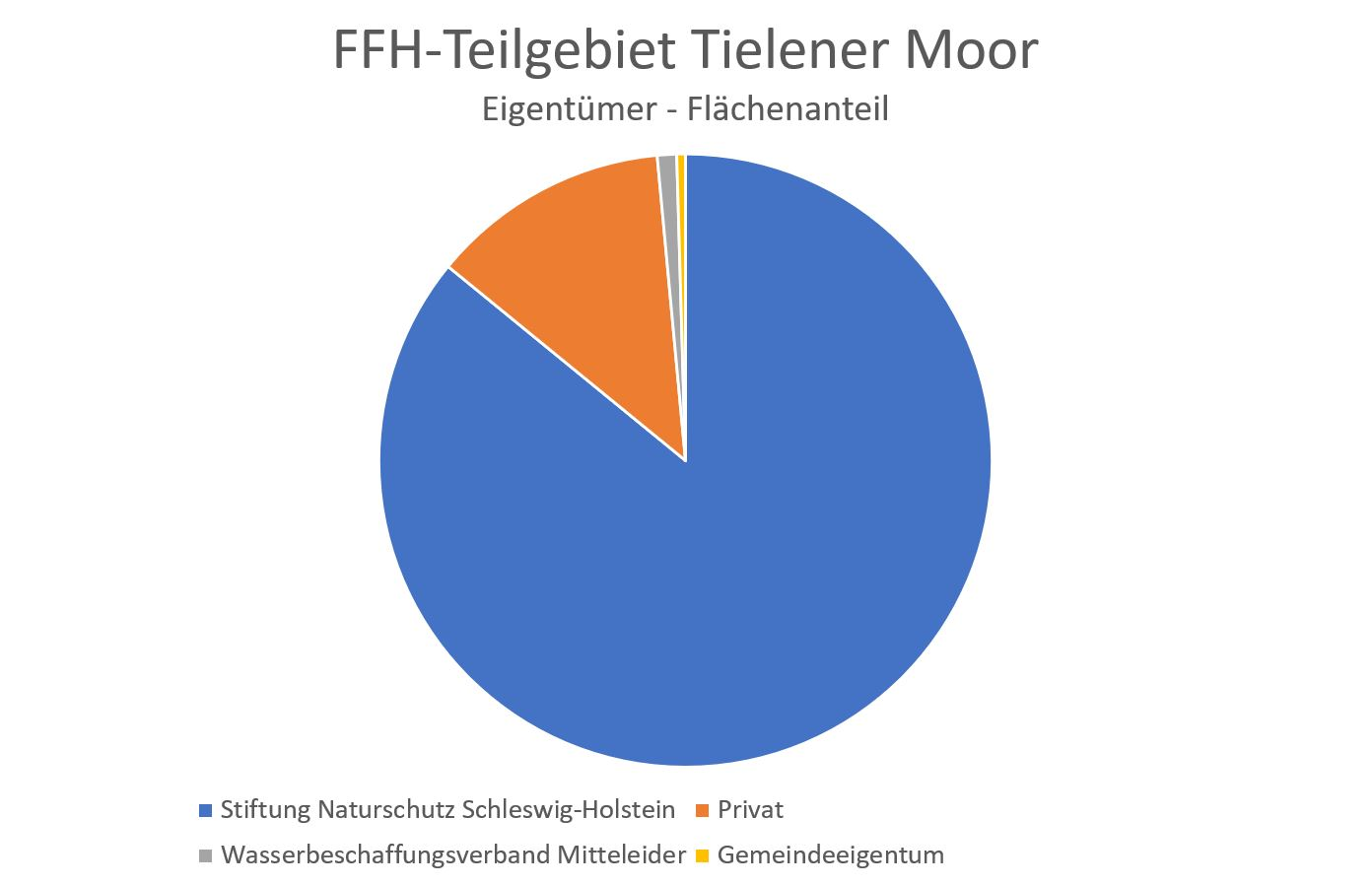
Eigentümer

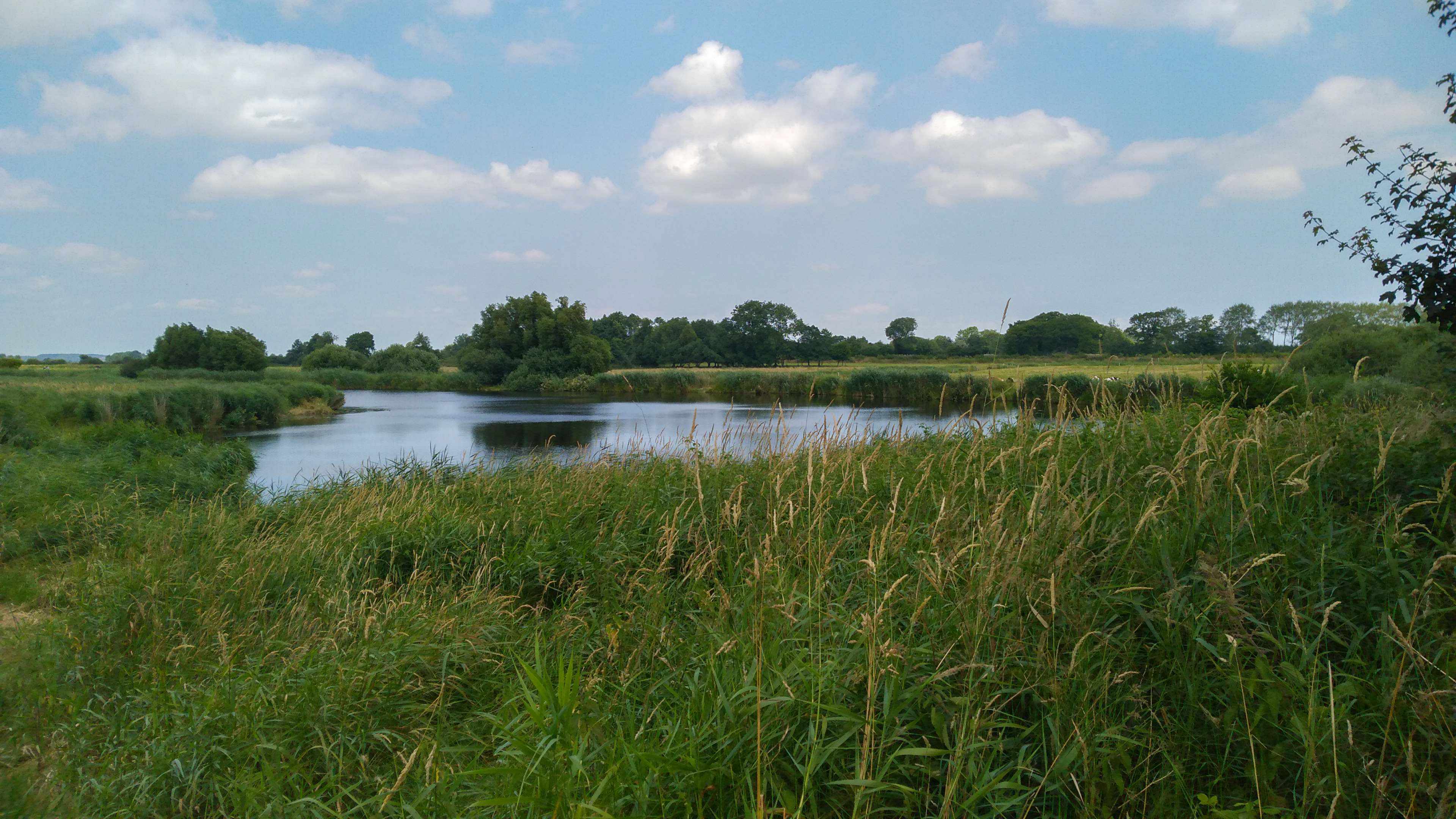
Südende der Alten Sorge

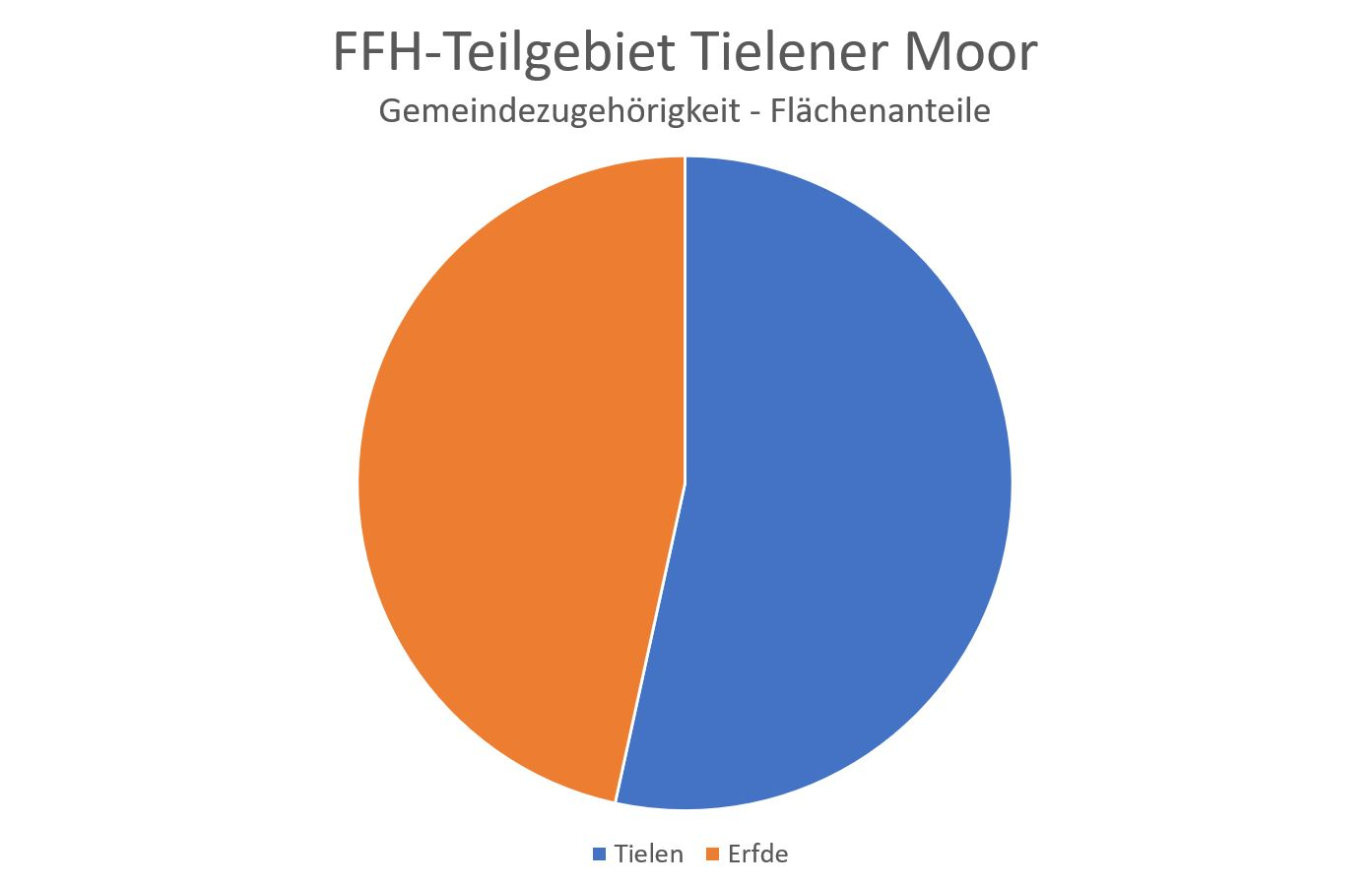
Gemeindezugehörigkeit

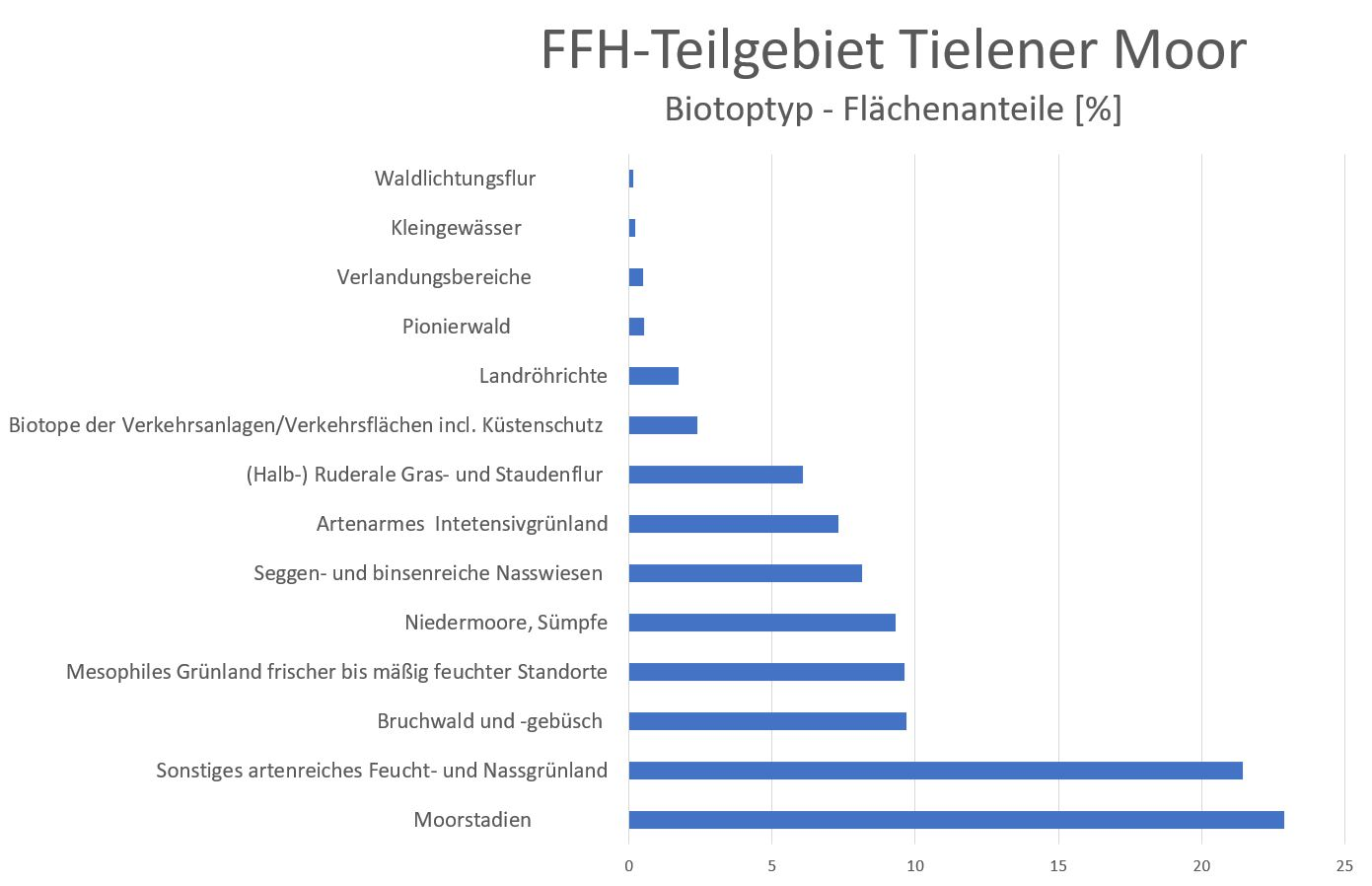
Biotoptyp

Das FFH-Teilgebiet Tielener Moor liegt im Kreis Schleswig-Flensburg im Zentrum des FFH-Gebietes Moore der Eider-Treene-Sorge-Niederung ca. 1 km nordöstlich der Mündung der Sorge in die Eider in der Gemeinde Tielen im Süden und Erfde im Norden. Es wird im Süden begrenzt durch die Eider, im Osten durch die Neue und Alte Sorge, ohne die Flussufer der Flüsse zu berühren und im Westen durch den Geestkegel von Erfde. Es ist durch die Bundesstraße B202 in einen kleineren nördlichen und einen größeren südlichen Teil in zwei Teilgebiete getrennt. Es hat eine Größe von 345 ha und seine größte Ausdehnung mit ca. 3 km in nordwestlicher Richtung. Seine höchsten Erhebungen befindet sich mit ca. 2 m im Zentralbereich des Moores ca. 500 m südlich der B202, seine tiefste Stelle an der Nordspitze mit ca. 1,2 m unter NN. Das FFH-Teilgebiet Tielener Moor liegt vollständig im EU-Vogelschutzgebiet DE 1622-493 Eider-Treene-Sorge-Niederung und grenzt im Norden an das FFH-Teilgebiet NSG Alte Sorgeschleife. Die Situation an der Nordgrenze ist ein bisschen unübersichtlich. Der Abschnitt der Alten Sorge zwischen dem Bahndamm der stillgelegten Bahnstrecke Rendsburg–Husum im Süden und der B202 im Norden gehört zwar zum FFH-Teilgebiet Tielener Moor, liegt aber im Gültigkeitsbereich des Managementplanes des FFH-Teilgebietes NSG Alte Sorgeschleife. Der FFH-Managementplan für das FFH-Teilgebiet Tielener Moor wurde am 8. April 2016 vom Ministerium für Energiewende, Landwirtschaft, Umwelt und ländliche Räume des Landes Schleswig-Holstein veröffentlicht. Der Geltungsbereich des Managementplanes wurde um Flächen der Stiftung Naturschutz Schleswig-Holstein erweitert, die zum einen unmittelbar an das FFH-Teilgebiet angrenzen, als auch zwei Grünlandflächen an der Eider und eine an der Sorge, die alle mehrere hundert Meter südlich des FFH-Teilgebietes liegen. Sie alle haben eine zusätzliche Gesamtfläche von 45 ha. Während die Moorstadien, Niedermoor und Sumpf die Nordhälfte bestimmen, sind es in der Südhälfte mesophiles bis feuchtes Grünland und am Südrand artenarmes Intensivgrünland. Im Norden und Süden gibt es jeweils einen kleinen Moorteich. Von den der EU-Umweltbehörde im aktuellen Standard-Datenbogen vom Mai 2017 gemeldeten FFH-Lebensraumtypen sind drei im Teilgebiet angesiedelt:
- 6410 Pfeifengraswiesen
- 7120 Renaturierungsfähige degradierte Hochmoore
- 91D0 * Moorwälder

Über 90 % der Fläche nimmt der FFH-Lebensraumtyp 7120 Renaturierungsfähige degradierte Hochmoore ein. Für die drei FFH-Lebensraumtypen sind FFH-Entwicklungsziele definiert worden. Während im mittleren Bereich der Erhalt und die Entwicklung verschiedener Moorstadien angestrebt wird, sind es westlich und östlich davon der Erhalt und die Entwicklung von Moorübergangsstadien wie Moor- und Bruchwald. Am Ufer von Sorge und Eider stellen der Erhalt und die Entwicklung von artenreichen Feuchtwiesen für Wiesenvögel das Ziel dar.

#### FFH-Analyse und Bewertung
Die FFH-Analyse und Bewertung im Managementplan zeigt die Problemfelder zur Weiterentwicklung des FFH-Teilgebietes auf. Das Hauptproblem des Teilgebietes ist der zu niedrige Wasserstand und das fehlen größerer offener Wasserflächen. Deshalb fehlen Vogel-, Amphibien- und Libellenarten der Moore und Feuchtgebiete weitgehend. Die Entwässerung über alte Drainagen findet immer noch statt und fördert damit die Mineralisation und Freisetzung von Nährstoffen. Ein Flickenteppich von knapp 40 über das gesamte Teilgebiet verstreuten Parzellen gehört unterschiedlichen Privateigentümern. Alle Parzellen sind gesetzlich geschützte Biotope. Stand April 2016 standen nur zwei dieser Parzellen unter Vertragsnaturschutz. Die Besitzer waren bereit, die Vernässungsmaßnahmen zu unterstützen. Damit der Wasserstand des gesamten Gebietes mit finanziell vertretbaren Maßnahmen angehoben werden kann, müssen die privaten Eigentümer entweder freiwillig die Maßnahmen mittragen oder die Stiftung Naturschutz muss diese Flächen erwerben oder langfristig pachten.

#### FFH-Maßnahmenkatalog
Der Managementplan enthält als Ergebnis der FFH-Analyse und Bewertung einen Maßnahmenkatalog der notwendigen Erhaltungs- und weitergehenden Entwicklungsmaßnahmen. Zur Beschreibung der örtlichen Lage sind diese in einer Karte für die notwendigen Erhaltungs- und Entwicklungsmaßnahmen und eine für die bereits durchgeführten Maßnahmen festgehalten. Darüber hinaus gibt es in tabellarischer Form mit Priorisierung ein Maßnahmenblatt 1 für den Hochmoorbereich, ein Maßnahmenblatt 2 für die Grünlandflächen im Hochmoorrandbereich und ein Maßnahmenblatt 3 für die eider- und sorgenahen Grünlandflächen. Es ist nicht geplant, die Attraktivität des Teilgebietes durch Ausweisung als Naturschutzgebiet oder durch Aufstellung von Informationstafeln des Besucherinformationssystems (BIS) für Naturschutz- und NATURA 2000-Gebiete des Landes Schleswig-Holstein zu fördern.

## FFH-Erfolgskontrolle und Monitoring der Maßnahmen
In Schleswig-Holstein wird alle 6 Jahre stichprobenartig die Umsetzung der Maßnahmen überprüft.